# 以色列猶太大屠殺紀念館
以色列犹太大屠杀纪念馆（羅馬化：Yad Vashem，直译：「纪念与姓名」）是以色列官方设立的犹太人大屠杀纪念馆，位于以色列耶路撒冷城西的赫茨尔山，是世界最大、最有影响力的大屠杀纪念馆。1953年根据以色列国会通过的《犹太大屠杀纪念法》成立，为纪念600余万被纳粹屠杀的犹太人。大屠杀纪念馆自奠基起逐步扩建，目前包含纪念礼堂、历史博物馆、艺术馆、“名字堂”、儿童纪念堂、档案馆、外邦义人花园、“被毁灭社区山谷”、犹太会堂、及教育中心等。此外，纪念馆同时纪念在大屠杀期间承担巨大的个人风险，援救犹太人的非犹太人──称为“外邦义人”。大屠杀纪念馆目前是以色列仅次于西墙，游客数量第二多的景点，外国领导人访问以色列一般都会参观大屠杀纪念馆。参观大屠杀纪念馆完全免费，依靠自愿捐款维持，每年有将近100万游客参观。

## 词源
纪念馆的希伯来名Yad Vashem 取自圣经《以赛亚书》第56章第5节：“我必使他们在我殿中、在我墙内、有记念、有名号、比有儿女的更美。我必赐他们永远的名，不能剪除。”“有记念、有名号”的希伯来语原文发音為yad va-shem。将大屠杀纪念馆命名为“Yad Vashem”， 意为为数百万在二战中被屠杀的犹太人修建一个纪念馆，保存他们的名字，使他们不被忘记。《以赛亚书》这段经文的原文，指的是遵守诫命，行神喜悦的事，但没有生育能力的阉人将来在上帝的殿中会被纪念。

## 历史
1993年以色列猶太大屠殺紀念館為了取代六十年代建築的舊館，决定建筑新馆。目前以色列猶太大屠殺紀念館為全球最大的大屠杀博物馆，设计為反映大屠杀时欧洲犹太人及日後以色列由灰烬中复活的历史。從1950年代开始，本館開始進行大概44000位大屠杀倖存者的证词錄音工作。由於多數大屠杀倖存者年歲已高，越来越不能访问紀念館，所以本館扩展证词方案，改為直接拜訪大屠杀倖存者進行證詞錄音。2005年3月15日以色列猶太大屠殺紀念館的大屠杀博物馆正式開幕，由有名猶太建筑师摩西·萨夫迪设计。四十位国家领导人和當時的联合国秘书长科菲·安南都出席大屠杀博物馆開幕典禮。以色列总统摩西·卡察夫並表示新博物馆“是全人類的一塊重要路牌，一塊提醒仇恨與謀殺及種族主義與種族滅絕兩者之間的距離有多麼短的路牌。”据说博物馆的三角形代表大衛星的下半部，這是為了紀念由於大屠殺而死去的全球半數猶太人。

### 纪念馆大事年表
- 1953年，国会通过《大屠杀纪念馆记念法》
- 1955年，开始收集大屠杀遇害者的姓名，制作遇害者证词（Pages of Testimony）。
- 1961年，纪念礼堂落成。（Hall of Remembrance）
- 1962年，纪念国际义人的大道开通。
- 1968年，名字堂建成，收藏遇害者证词。
- 1973年，历史馆开幕。
- 1982年，艺术馆开幕。
- 1987年，儿童纪念馆建成，纪念150万遇害犹太儿童。
- 1992年，被毁灭社区山谷建成，纪念二战中约5000个被摧毁或受重创的犹太社区。
- 1995年，大屠杀研究国际学院新楼建成，并举行第一届大屠杀教育国际研讨会。
- 1996年，国际义人花园开园。
- 1999年，大屠杀遇害者姓名中央数据库开始电子化。
- 2000年，教宗若望保祿二世到访。
- 2003年，《国际义人百科全书》第一卷出版。
- 2005年，历史馆新馆开馆。[6]

## 目标宗旨
1953年8月28日，以色列国会通过《大屠杀与英雄主义纪念法》，决定修建以色列大屠杀纪念馆（Yad Vahem）。1959年，国会又通过《大屠杀与英雄主义纪念日法》。根据1985年修订后《大屠杀与英雄主义纪念法》，该纪念馆的功能为“......”
以色列猶太大屠殺紀念館的四项重要工作，也称“四支柱”：
- 纪念：

- 保存大屠杀受害者的名字、纪念大屠杀受害者
- 举办纪念仪式

- 记载：

- 记载大屠杀幸存者的证词
- 收集大屠杀受害者的名字
- 收集关于大屠杀的照片和文件

- 研究：

- 进行大屠杀研究
- 提倡学生们进行大屠杀研究
- 出版研究和对公众提供

- 教育：

- 經營“大屠杀研究国际学校”
- 為了教育年輕人關於大屠殺的教訓，為以色列学校和外国学校設計教案。
- 举办大屠杀展览
- 進行大屠殺的公眾教育

## 纪念馆设计
新建成的大屠杀史博物馆長180米，外形為棱柱体的三角形结构，牆面則由钢筋混凝土構成。该馆占地4000多平方米，大多位于地下。共有十间展厅，每一间厅展览大屠杀历史的一个不同部分。與前博物馆大多数展品為照片的特色不同，新博物館的展品相當多，其中還有全球大屠杀倖存者、博物馆及纪念碑赠送的280个艺术品及2500个介绍和个人项目。历史馆长廊是向下倾斜，象征从光明进入黑暗；长廊在接近出口处又向上倾斜，象征终于迎来光明，走出历史馆有一个很大的观景台，视野突然开阔，看到耶路撒冷绿化的山地和社区，代表复兴的以色列国。

## 入口和游客中心

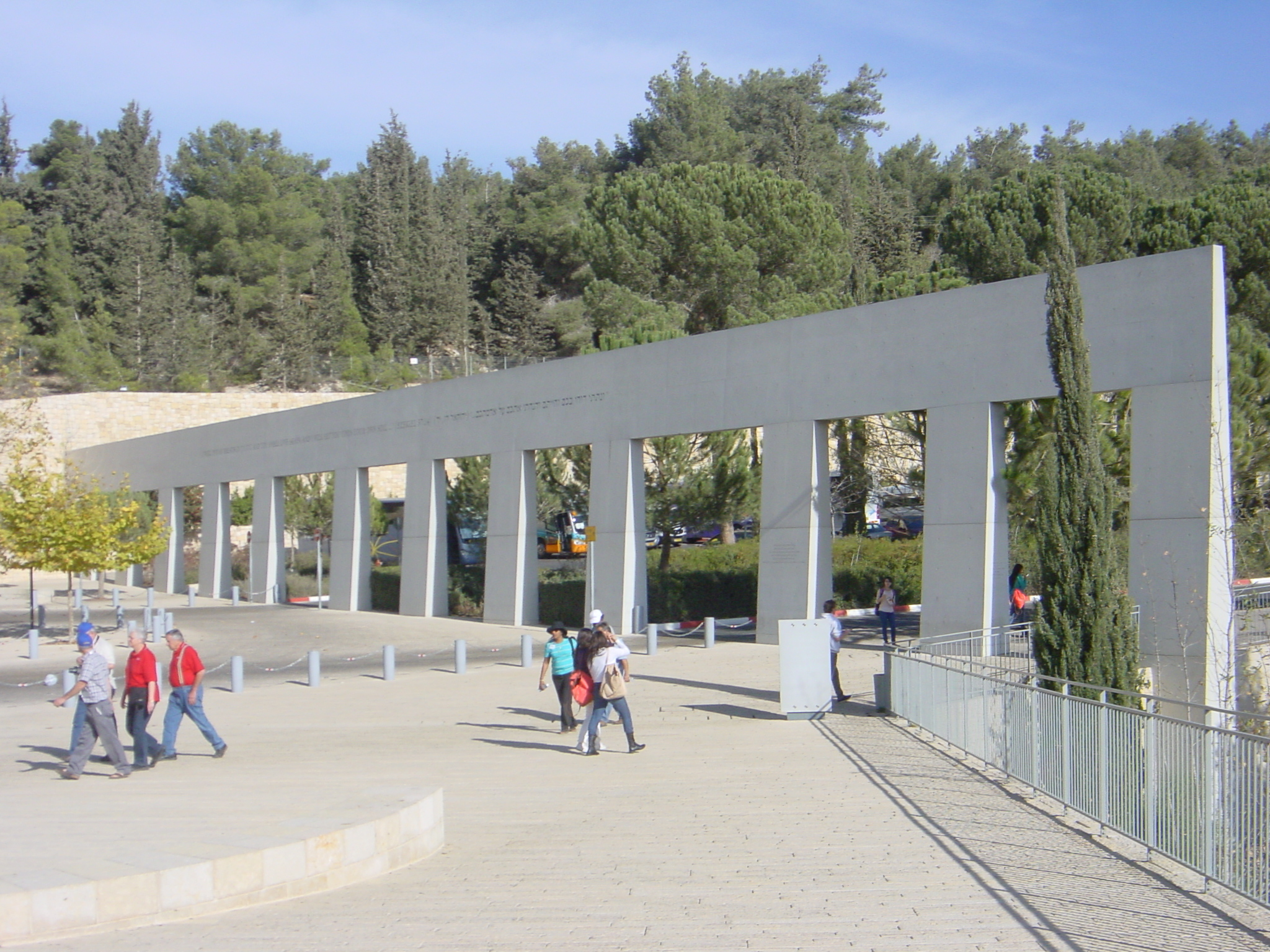
大屠杀纪念馆正门（坊）

### 正门
大屠杀纪念馆水泥浇筑的入口横梁上刻的是圣经《以西结书》37章14节的应许，“我必将我的灵放在你们里面，你们就要活了。我（要）将你们安置在本（你们自己的）地”。大门侧面的水泥柱上还刻有圣经《约珥书》1章2-3节的一句话，“在你们的日子，或你们列祖的日子，曾有这样的事吗？你们要将这事传与子，子传与孙，孙传与后代。”

### 游客中心
游客中心内游客可以存放背包，购买语音讲解器（有中文）。大厅内有纪念山（纪念馆所在）和大屠杀纪念馆模型。游客中心也有一家犹太洁食餐厅。游客中心出门右侧有书店，可以购买大屠杀纪念馆出版的书籍和其他相关书籍和纪念品。

## 历史馆各展厅介绍

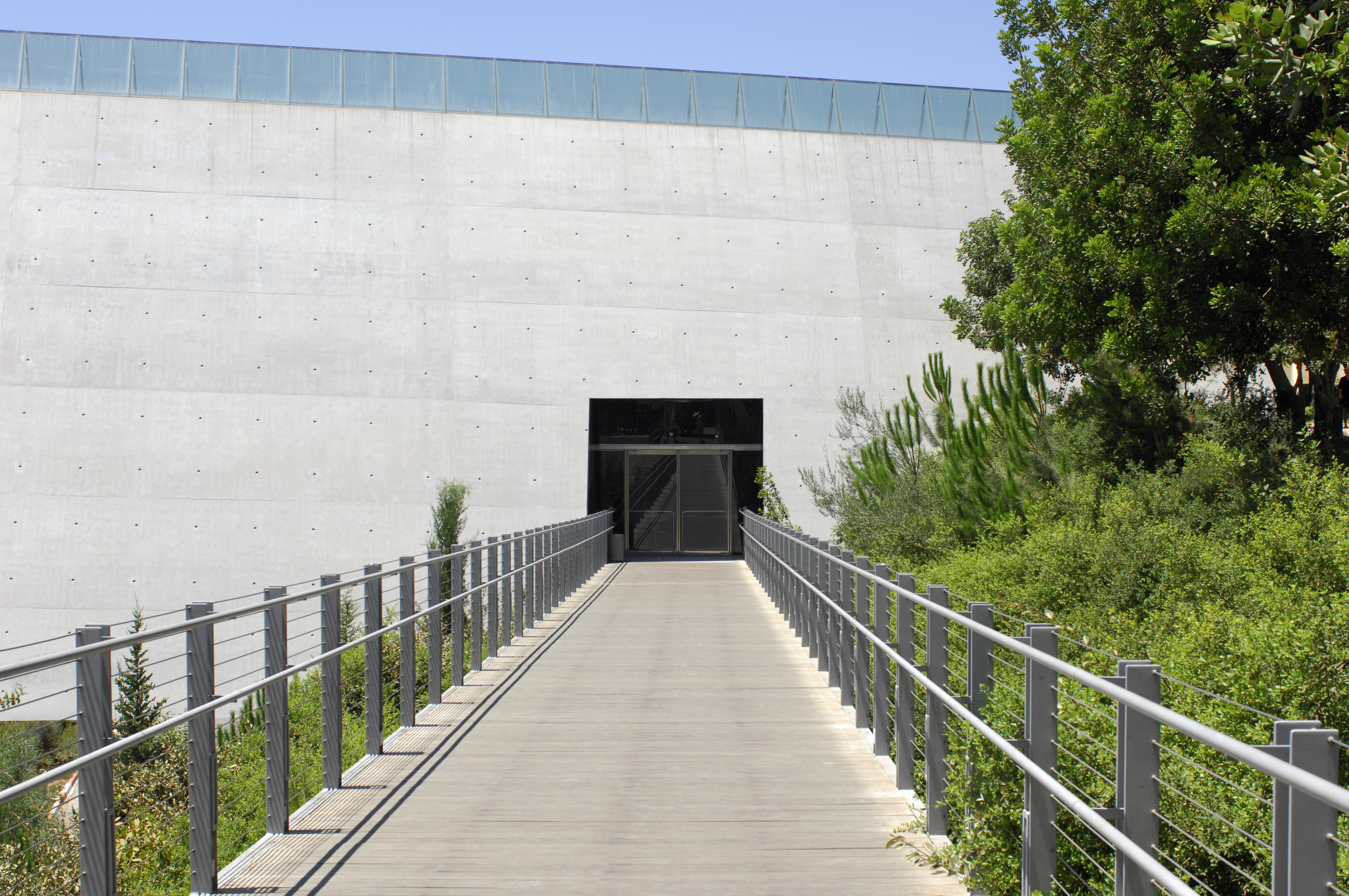
历史馆入口，“通向被毁灭世界的桥”。

历史馆是犹太大屠杀纪念馆的主展馆，展示600万犹太人被屠杀的全过程。历史馆内所有的照片和展品都是真实的，10岁以下儿童不得入内，并禁止拍照，以示尊重。走过“通向被毁灭世界的桥”，即进入历史馆内部。历史馆中心由一条长廊構成，分别通往十间展厅，每间展廳展示大屠杀历史的一个不同部分。博物馆內約有2500項大屠杀受害者及幸存者的個人簡介和物品：大屠杀幸存者赠送的大屠杀的艺术品和信。
主条目：犹太人大屠杀

### A展厅──“我仍然看到他们的眼睛──消失的犹太世界”

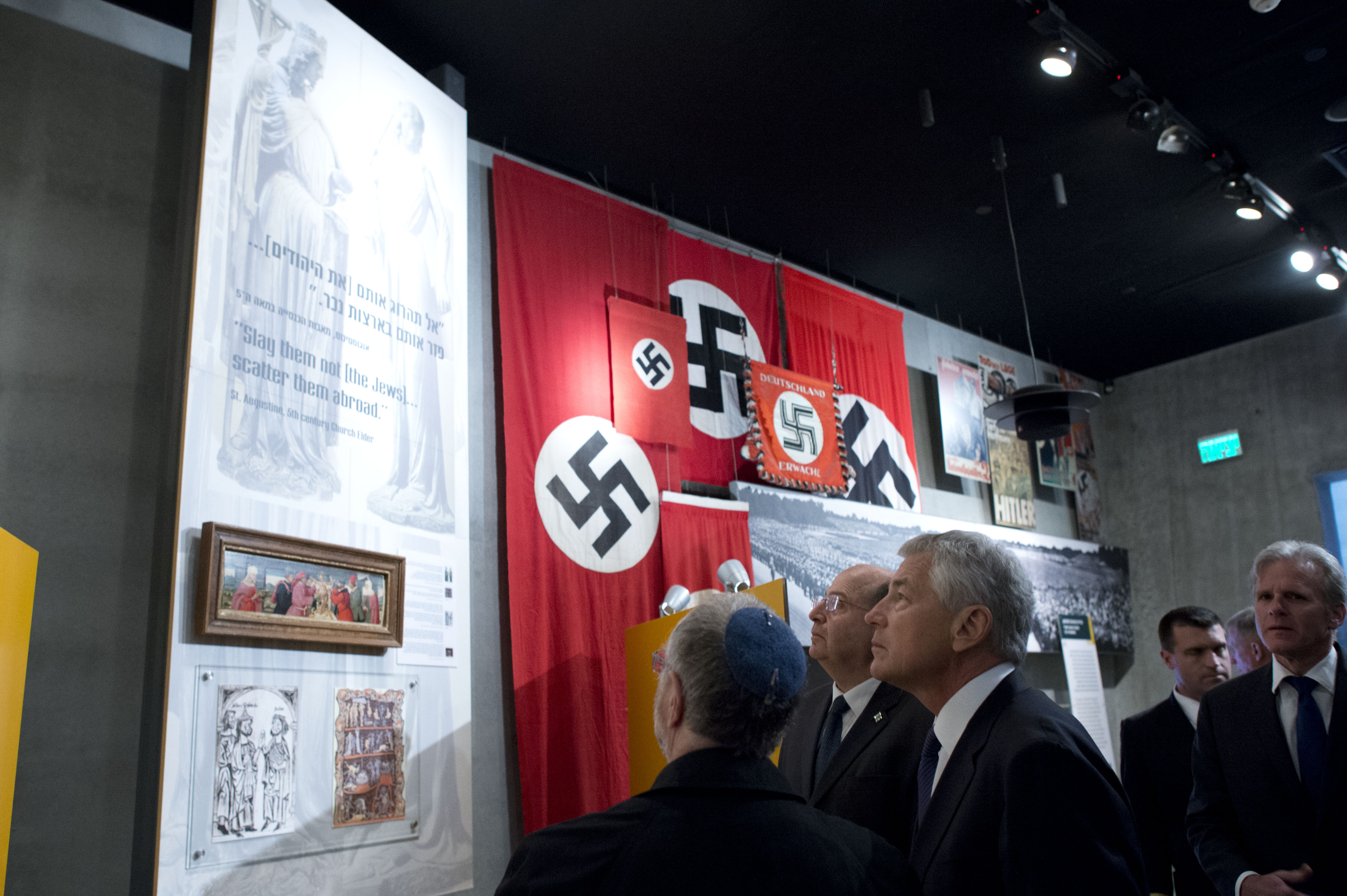
B展厅，左侧为法国教堂内的反犹雕塑，右侧展现希特勒的崛起。
许多德国犹太知识分子在二战前被迫离开德国，不少人选择移民美国。爱因斯坦（左一）、弗洛伊德（左二）。

走过“通向被毁灭世界的桥”，步入历史馆，首先引入眼帘的是13米高三角形的墙壁，几百部真实影片被制作成一个几分钟影片，投射在三角形的墙壁上。设计师Michal Rovner的目的，并非把这些影片剪辑为一个叙述性的电影，乃是要反映犹太人生活的各个方面。在影片中，可以看到二战前欧洲各式各样的犹太人，犹太社区充满活力和生活气息，并可听到30年代犹太儿童唱以色列国歌《希望》，但这所有的一切都即将被毁灭。
沿着历史馆长廊向前，首先看到两侧展示是苏联红军解放爱沙尼亚Klooga集中营前，纳粹和爱沙尼亚通敌者仓促处死两千犹太人的照片和遗物。他们试图掩盖屠杀犹太人的证据，但未有充足时间掩埋犹太人尸体。从犹太死难者身上，找到了许多照片、书信。

### B展厅──“从公民变为被抛弃的人──纳粹和犹太人”（1933-1939）

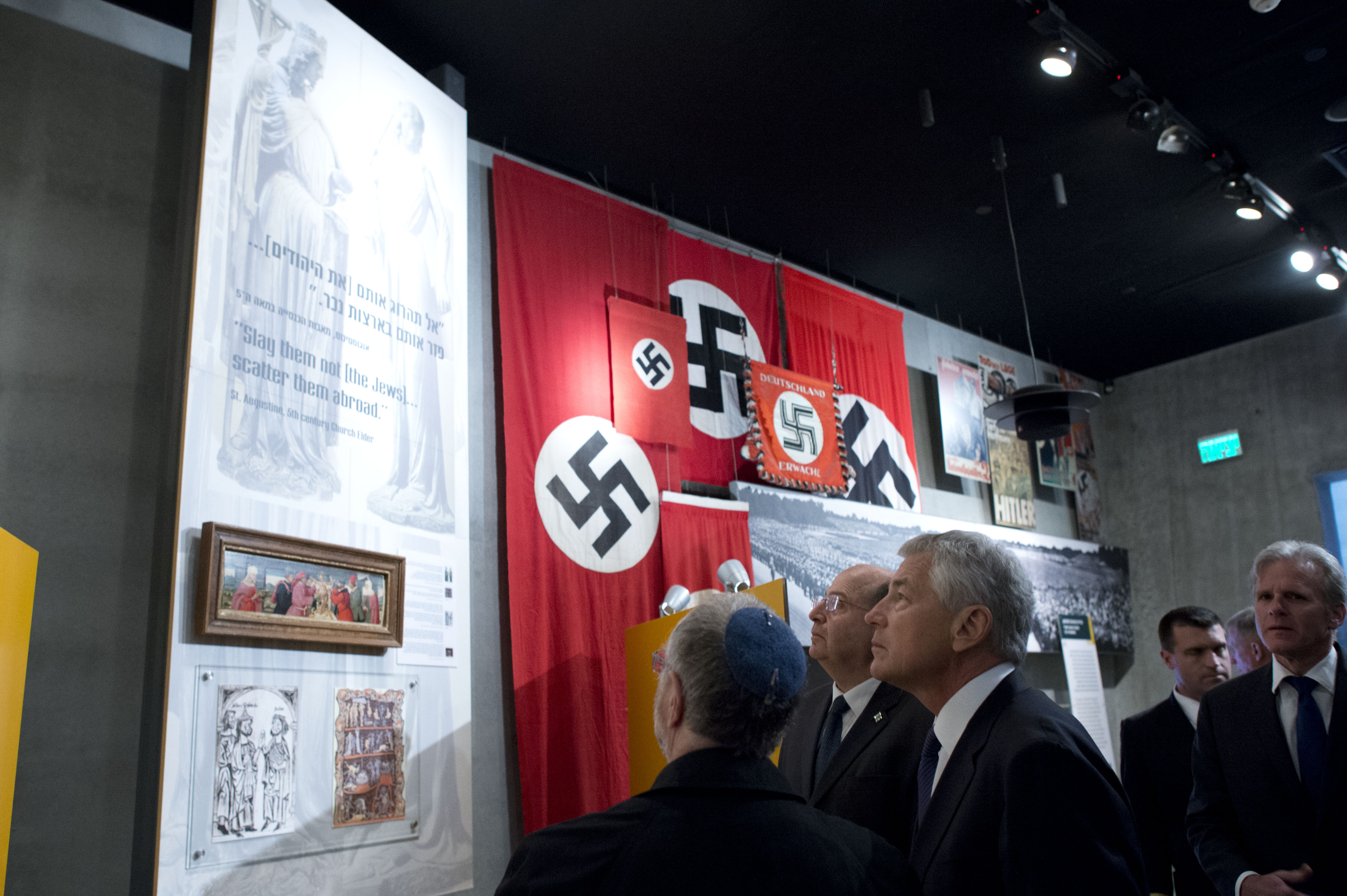
B展厅，右侧展现希特勒的崛起。左侧为德国斯特拉斯堡大教堂内的反犹雕塑。手拿十字架和圣杯，头戴王冠的雕像代表天主教会；右侧眼睛被蒙蔽，箭被折断的女性雕像代表犹太教。
许多德国犹太知识分子在二战前被迫离开德国，不少人选择移民美国。爱因斯坦（左一）、弗洛伊德（左二）。
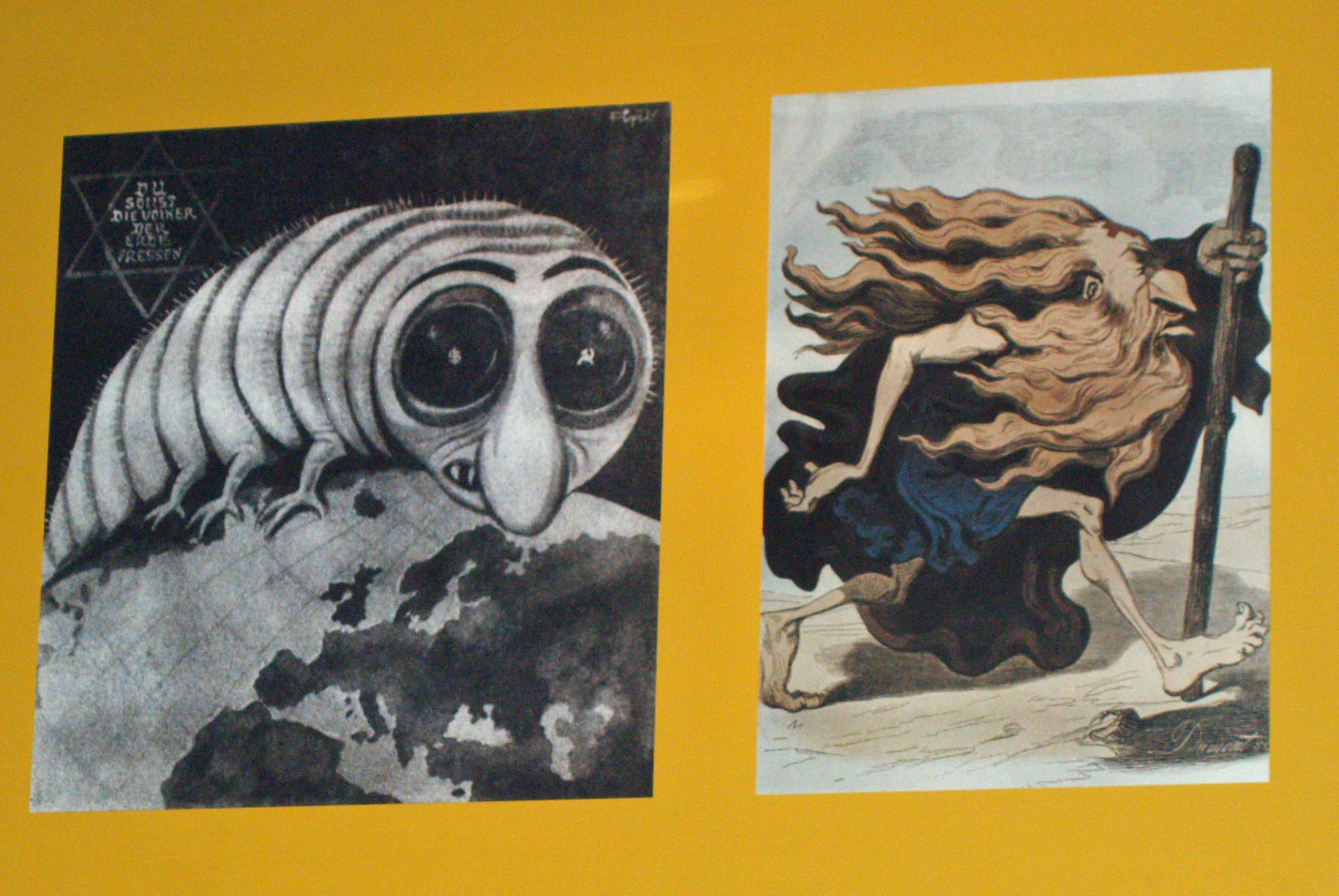
纳粹反犹宣传画。左侧的图片中的大虫象征犹太人，两个眼球里的图案，一侧象征苏俄共产主义，另一侧象征美国资本主义。纳粹宣扬犹太人阴谋操纵苏联和美国，压制德国，因此复兴德国必须反犹。

在步入第一个展厅“纳粹和犹太人”之前，入口处展示的是1933年德国“焚书事件”。当时的德国大学生踊跃的参与焚书，把一切和犹太人有关的书籍扔向火堆。短片最后是德国诗人海涅的名言，“焚书伊始，焚人以终”。
这一展厅展示的是纳粹灭绝犹太人的历史背景和1933-1939年纳粹反犹政策的逐步升级。欧洲逐步天主教化后，对犹太人愈发仇视，教会对“排犹”的纵容助长了民间反犹情绪。中世纪犹太人被禁止从事农业，部分犹太人在商业上取得成就。19世纪，犹太人逐渐融入西欧社会，崛起了以罗斯柴尔德家族为代表的一些犹太财团，引发西欧人的嫉恨和恐惧，社会盛传关于犹太人的阴谋论。“大萧条”推动纳粹上台，纳粹鼓吹犹太人导致德国“一战”失败，犹太人剥削德国人，是苏俄共产主义和美国资本主义的幕后操纵者。德国社会长期盛行的反犹情绪被希特勒点燃，最终导致六百万犹太人被灭绝。

### C展厅──“可怕的开始：二战爆发和摧毁波兰犹太生活的开始”

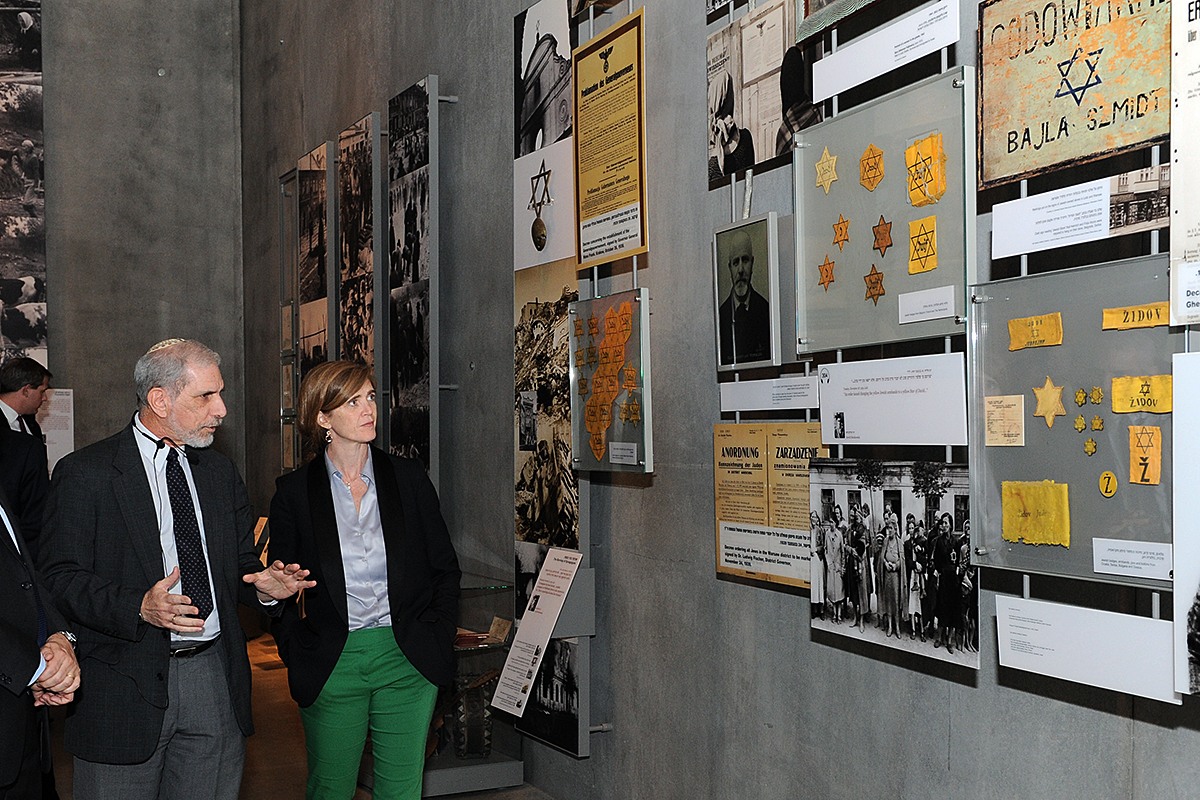
C展厅展览。左侧为摧毁会堂和针对犹太人的暴力行为。右侧为强制犹太人佩戴的黄色大卫星。

这一展厅展示的是二战爆发初期纳粹针对犹太人的暴力行为。1939年9月，德国闪击波兰，第二次世界大战爆发。几周时间内，德国占领波兰西部，和苏联共同瓜分波兰。波兰当时有330万犹太人，是欧洲犹太人的人口中心。波兰被占领标志犹太人的厄运开始。

### D展厅──“围墙和栅栏之间：隔都”

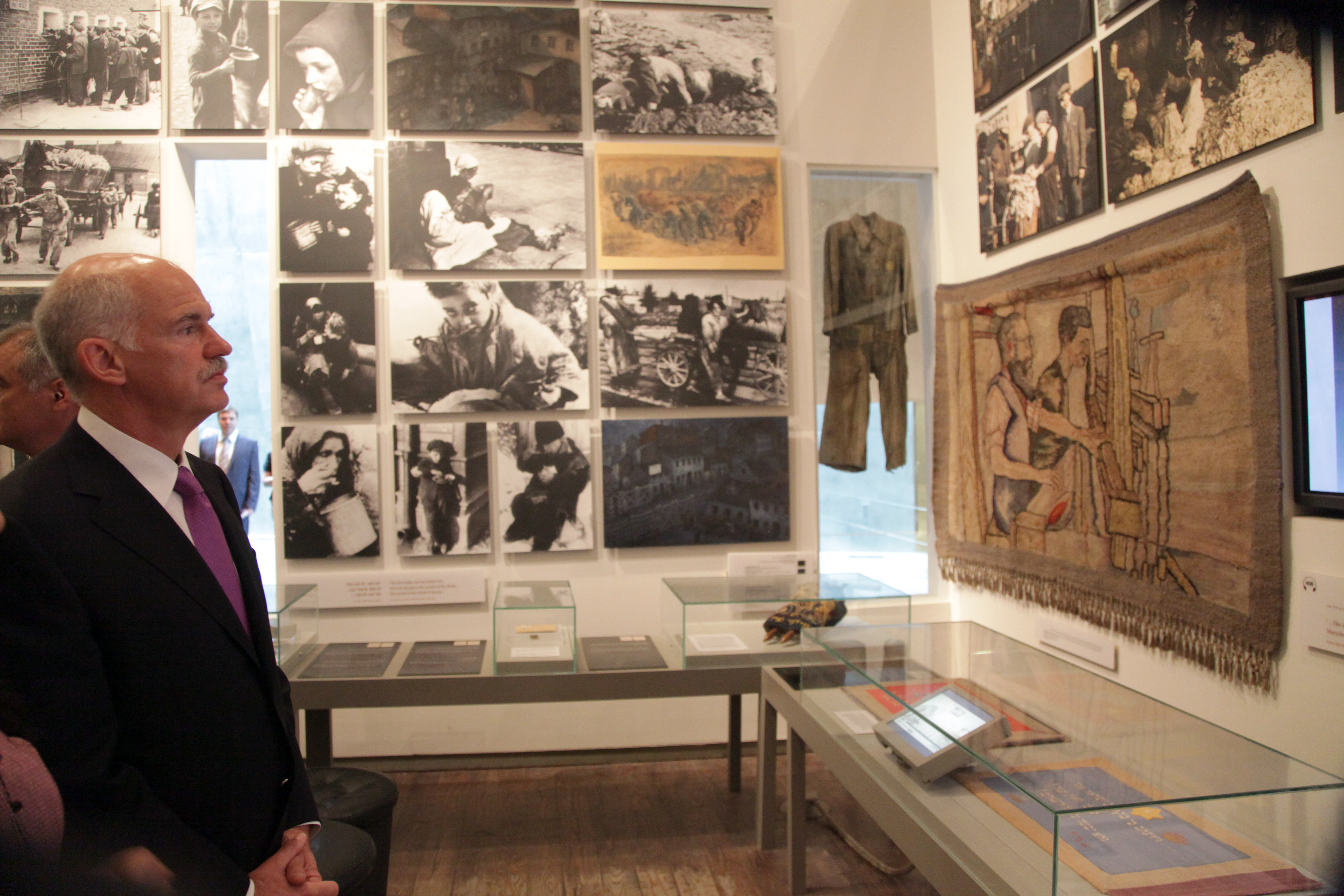
D展厅的第一个隔都展区──波兰罗兹隔都，背景有大量犹太人，包括儿童，从事劳动的照片。

历史馆选取了四个代表性的隔都（波兰罗兹、波兰华沙、立陶宛考納斯和捷克特雷津），展示犹太人隔都里的悲惨生活。德国在东欧，特别是波兰，建立许多“隔都”，强迫犹太人集中居住在极为拥挤的社区，并配给有限食物。隔都是在纳粹大规模灭绝犹太人之前，控制和隔离犹太人的临时性措施，存在时间长短不一，从几个月到几年不等。

#### 罗兹隔都（波兰）
罗兹隔都建于1940年，是德占区的第二大隔都，有约16万4千犹太人。罗兹隔都主席Mordechai Chaim Rumkowski认为，劳动能给犹太人活下去的可能性和希望，因此建立了一整套系统为德国从事工业生产。纳粹本来规划罗兹隔都为短期中转设施，但后来决意剥削犹太人体力，服务于战争。该展厅有许多照片展示犹太人，包括儿童，从事劳动。

#### 华沙隔都（波兰）
波兰首都华沙是当时欧洲犹太人最多的城市，华沙隔都是人口最多、面积最大的隔都，人口一度超过50万。1940年11月，占华沙人口1/3的35万犹太人被强制迁入占华沙城面积仅2.4%隔都，与其他城区完全隔离。隔都周围竖起高墙，有德军看守，将犹太人和其他市民隔开。防止隔都和华沙其他部分有任何接触。展厅中间是贯穿隔都的轻轨，两侧有许多当时拍摄的短片展示路边饥饿的儿童，有8万犹太人死于饥饿和疾病。在如此艰苦的条件下，华沙犹太人仍然秘密办学、偷运物资、建立热汤厨房帮助饥饿的人。1942年夏季，超过25万犹太人被驱逐到特雷布林卡灭绝营。1943年4月19日，华沙隔都犹太人最终起义反抗纳粹暴政，旋被镇压，全部运往奥斯维辛灭绝营。

#### 考納斯（Kovno）隔都（立陶宛）
波罗的海三国民众本身的反犹情绪就非常强烈。在德军占领立陶宛之前，立陶宛人就开始杀害犹太人。1941年8月15日，考納斯隔都的门被封闭，两万犹太人被关押其中。考納斯的犹太人意识到自己正经历犹太历史上的大灾难，因而开始着手保存隔都档案，希望将历史保存下来。摄影师偷偷拍照、画家用笔作画，诗歌、日记、档案等都被秘密收集整理；担心最终隔都将被完全摧毁，部分资料被偷运出隔都，保存到战后。展厅内展示有很多当时犹太画家画的素描画。

### E展厅──“大规模屠杀—‘最终解决’方案开始”

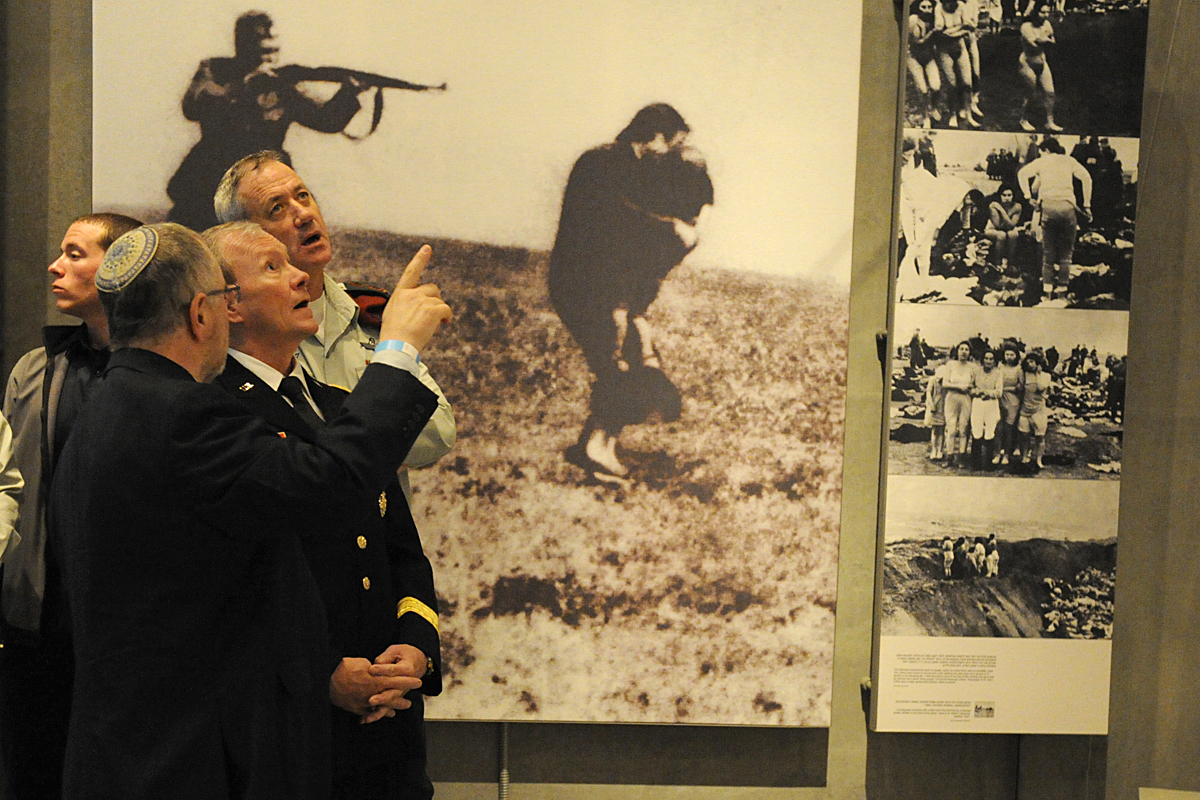
背景展板为，别动队枪杀犹太人。

这一展厅展示了苏德战争爆发，特别行动队尾随德军大规模屠杀犹太人，纳粹将灭绝犹太人定位国策并全力执行。

#### 入侵苏联与“特别行动队”
特别行动队，简称“别动队”，其任务是随德军深入苏联，屠杀犹太人。到 1943 年春，别动队杀害了超过 100 万的犹太人。一些东欧人（主要是乌克兰人、拉脱维亚人和立陶宛人）充当了别动队帮凶，协助纳粹屠犹。
- 这一展厅特别纪念了基辅附近的娘子谷大屠杀。1941年9月29日和30日，两天时间内约3.4万基辅犹太人被德军和乌克兰仆从军枪杀。[8]
- Ponary

#### 万湖会议
1942 年 1 月 20 日，纳粹高层柏林郊区举行“万湖会议”， 讨论“欧洲犹太人问题的最终解决”，亦即屠杀犹太人的方法。会议将灭绝犹太人定位国策，从此纳粹开始倾举国之力灭绝欧洲犹太人，欧洲犹太人最可怕的厄运开始。大屠杀纪念馆的一个理念就是，人人值得基本尊重，避免丑化妖魔化纳粹高层，因此可以在这一展厅看到参与屠犹的纳粹各部门高层头像。

### F展厅──“最终解决方案和犹太人起义”

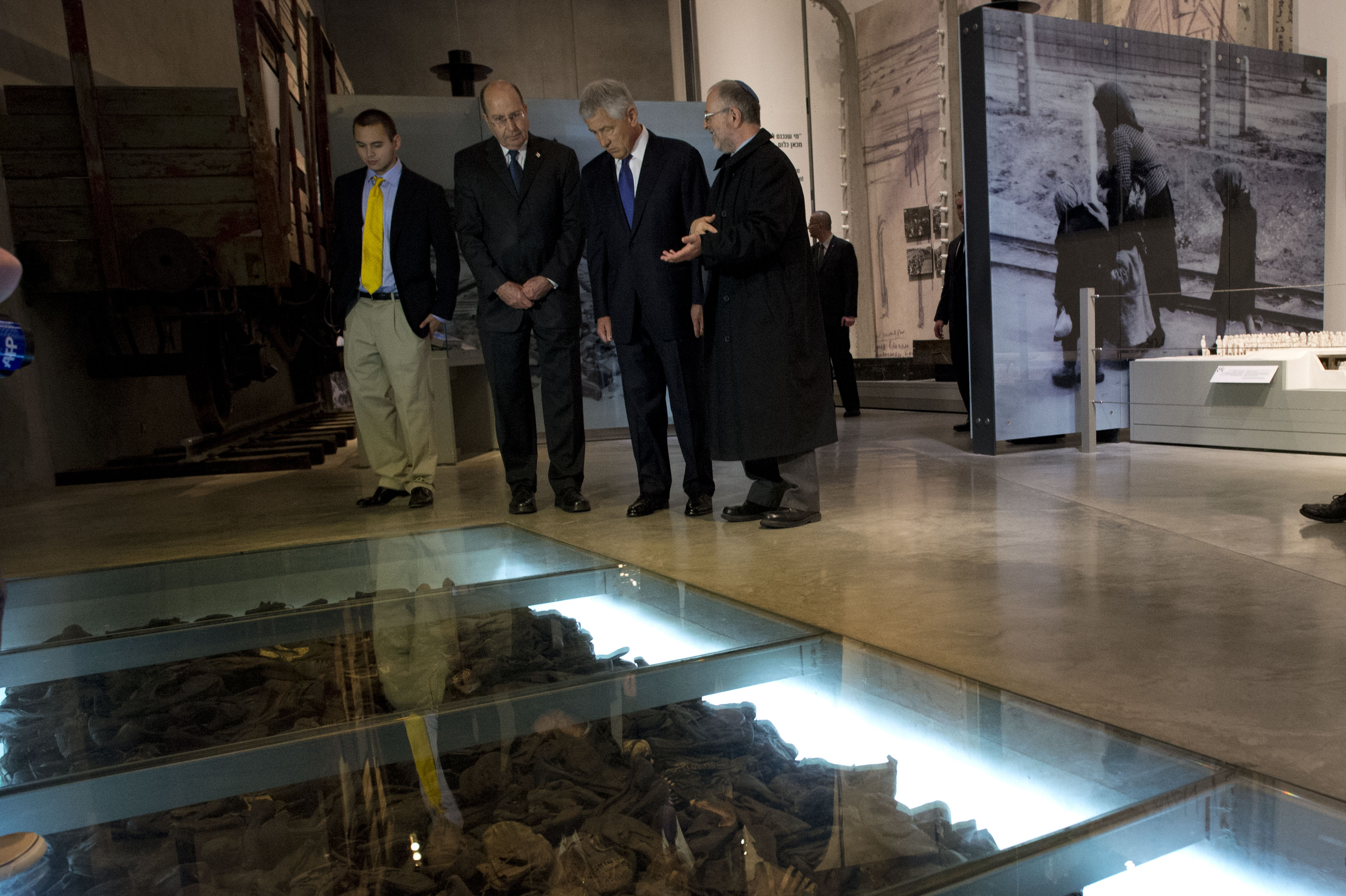
玻璃下为犹太人成堆的鞋子。（奥斯维辛集中营）
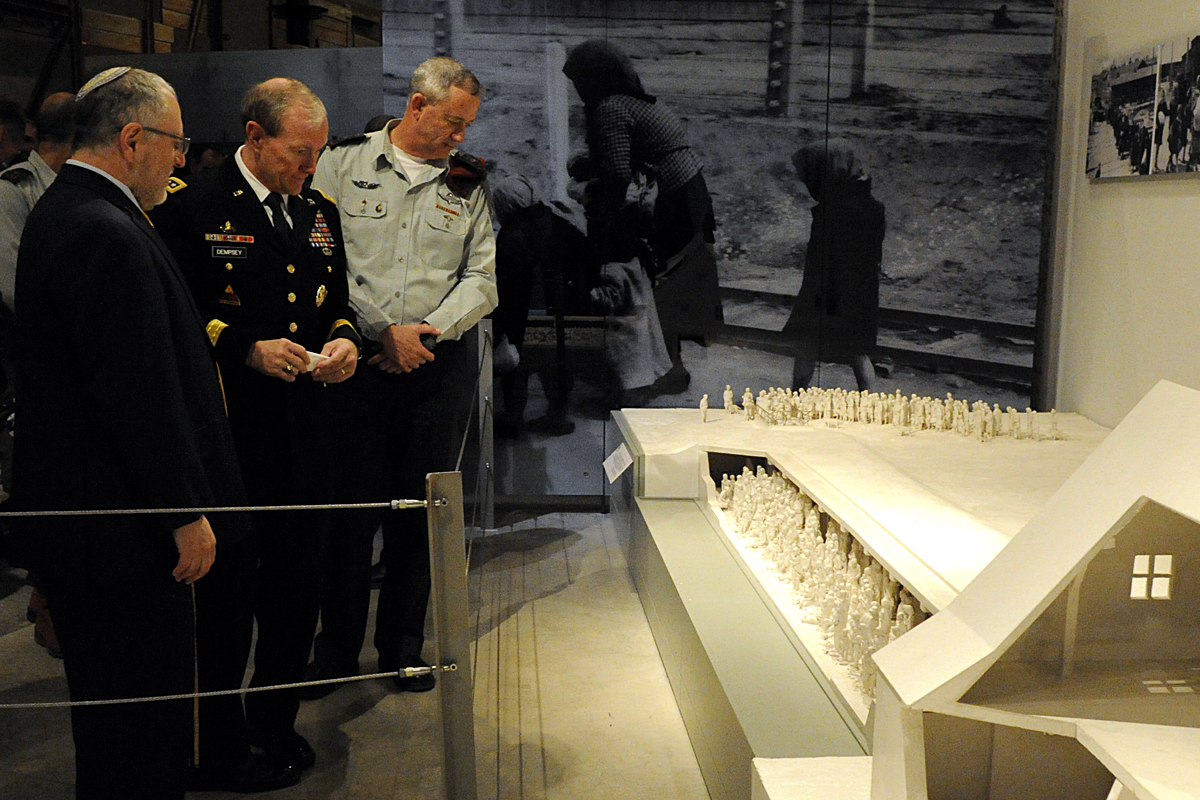
奥斯维辛大型毒气室模型。

#### 清空隔都
展厅内展示了三个大的死亡营模型，包括贝尔赛克灭绝营、索比布尔灭绝营和特雷布林卡灭绝营。三大灭绝营共屠杀了约170万犹太人。

#### 华沙犹太起义
1942年夏季，超过25万犹太人被驱逐到特雷布林卡灭绝营。1943年4月，德国宣布再次驱逐犹太人，4月19日，华沙隔都犹太人最终起义反抗纳粹暴政，奋死一搏。5月16日，起义被镇压，数千人被杀害，剩余犹太人被运往集中营。华沙犹太人起义是规模最大也是最具影响力的一次犹太人起义，是德占区第一次在城市起义。展厅展示了一些起义失败后的许多照片。华沙起义展示了犹太人反抗纳粹的巨大勇气，大屠杀纪念馆有“华沙起义广场”来纪念这一重要事件。

#### 西欧和中欧犹太人被驱逐
1943-1944年，西欧和中欧的犹太人也被大规模的驱逐到东欧，特别是波兰，的灭绝营，灭绝犹太人速度达到顶峰。

#### 奥斯维辛－比克瑙集中营
这一展厅内有一个大型毒气室模型。背景展板上写着“集中营的政策是，将要被处死的人应该被欺骗至死”。纳粹担心犹太人暴动，因而尽可能不让犹太人知道自己将要被灭绝。

### G展厅──“反抗和营救”

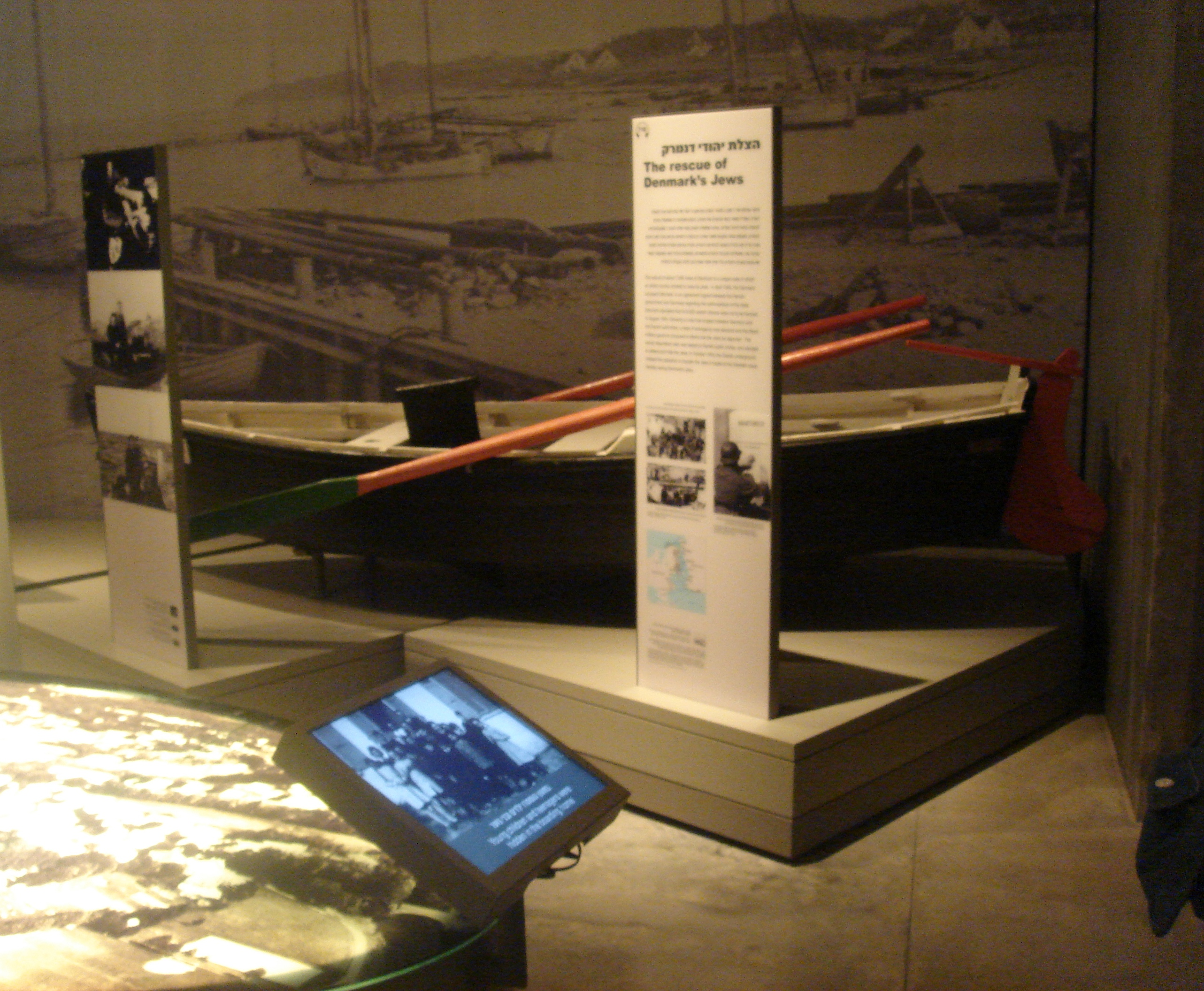
G展厅内的丹麦小船，曾在1943年10月偷运犹太人到海峡对岸的中立国瑞典。丹麦是唯一一个积极抵抗纳粹驱逐本国犹太人的被占领国，绝大多数丹麦犹太人幸存下来。
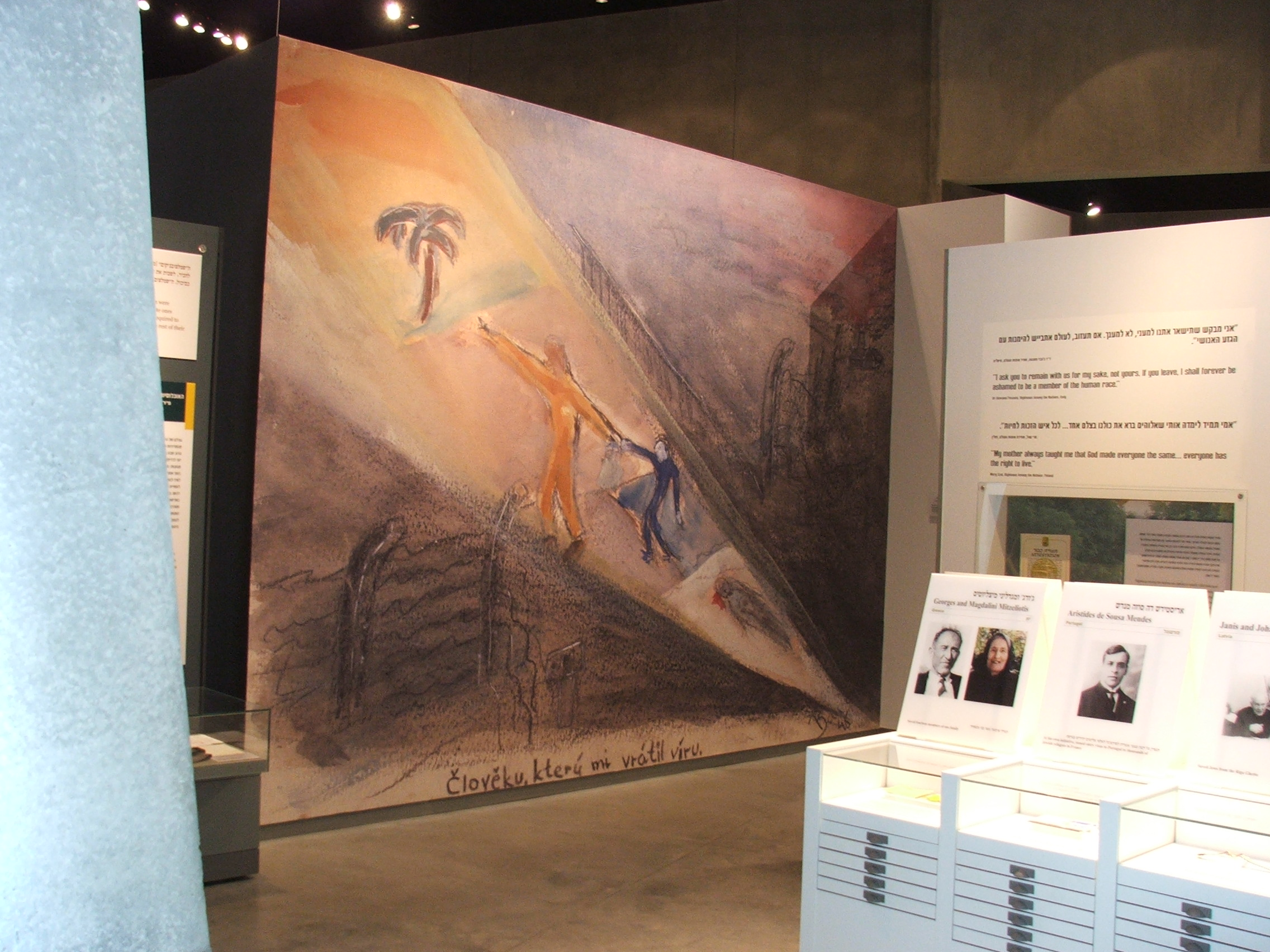
右侧展现的是列国义人，曾冒险解救犹太人。

这一展厅的入口处展板上有一个大写的问题“为什么奥斯维辛没有被轰炸？”。盟军在1943年就已经得知奥斯维辛集中营正灭绝犹太人，犹太人也反复请求盟军轰炸奥斯维辛集中营的基础设施，延缓灭绝犹太人的速度。纳粹统治下的欧洲几乎无人敢于帮助犹太人，少部分犹太人组成游击队和秘密抵抗组织反抗纳粹，营救犹太人；一些外邦义人也营救了部分犹太人。

#### 犹太游击队和抵抗组织
展厅展示了许多犹太游击队的照片和武器。一些逃离隔都和集中营的犹太人组成游击队，藏匿在东欧森林中从事非常艰苦的游击战斗。东欧本地人反犹情绪浓厚，游击队员很难从他们得到帮助，甚至会有告密者向德军报告行踪。犹太游击队被迫四处转移，袭击农场获得补给，在森林中熬过东欧漫长的寒冬。在艰苦危险的环境下，游击队员仍然尽力破坏铁路，建立根据地，配合盟军。

#### 营救犹太人
东欧本地人长期盛行的反犹情绪，是波兰、波罗的海三国等国90%犹太人被灭绝的重要原因。仍有一些人向犹太人伸出援手，特别是丹麦。展厅内有放置了一艘丹麦小船，曾运送犹太人到中立国瑞典。

#### 外邦义人
一些非犹太人冒着生命危险或负上经济代价，搭救了一些犹太人。展厅内最显眼的就是辛德勒名单的复制品。德国纳粹党员奧斯卡·辛德勒散尽家财，行贿德军官员，解救了1200名工人。

### H展厅──“最后的犹太人──集中营的世界和死亡行军”

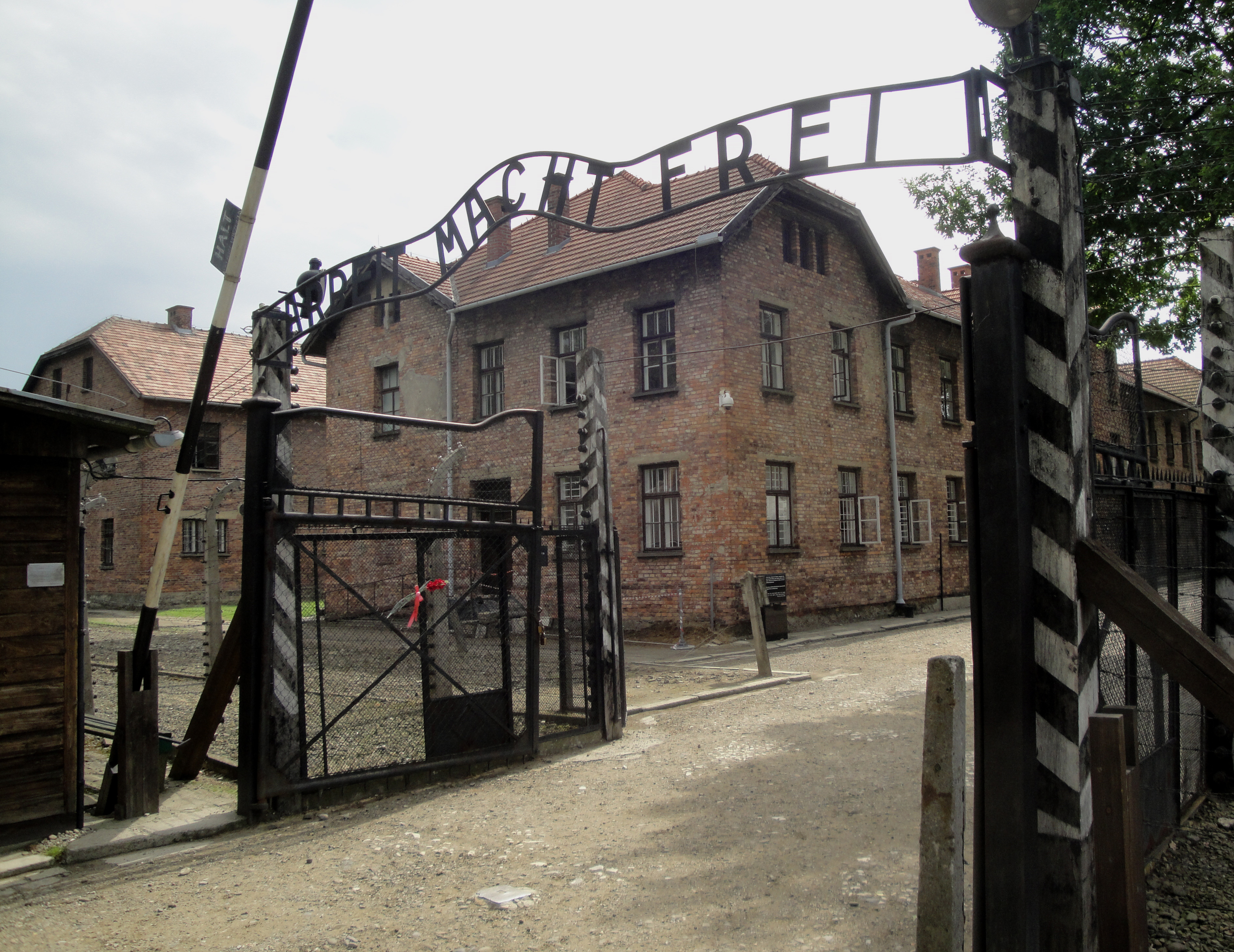
奥斯维辛集中营入口“劳动带来自由”
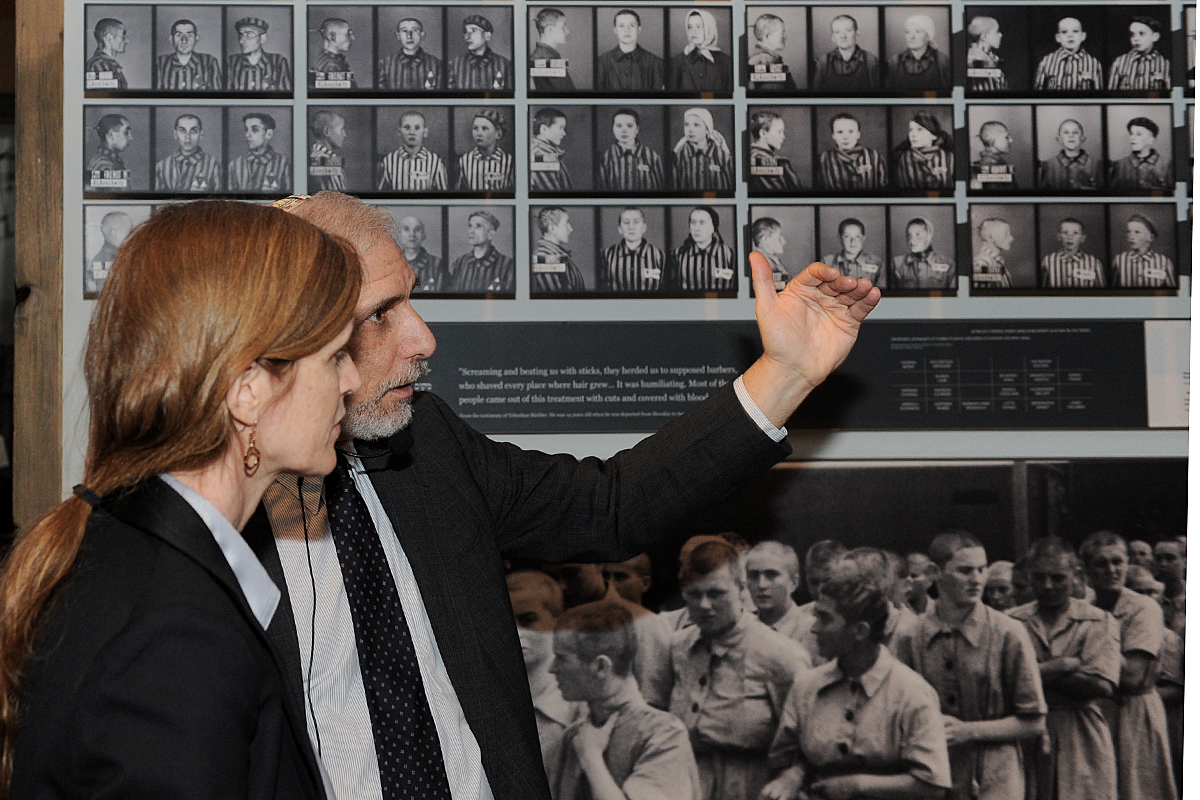
集中营内的犹太人照片。所有人都被剃光头，穿上统一囚服，前臂刻上代号。

H展厅展示的是二战后期集中营内的生活。

#### 强制劳动营
自二战爆发起，纳粹就将大量使用奴工服务于德国战争机器。纳粹通过强制犹太人从事艰苦劳动，配给很少的食物和药品，来压榨犹太人体力，“通过劳动灭绝”犹太人。大约五十万犹太人死于劳动营。

#### 死亡行军
随着纳粹在东部战线节节败退，许多东欧集中营需要关闭，未灭绝犹太人被驱赶到更靠近德国的集中营。纳粹的政策是不允许盟军解放还有幸存者的集中营。特别是在1944年底到1945年初的寒冷冬季，许多犹太幸存者被成群往西部驱赶。稍稍跟不上队伍就会被随意处决，战后在死亡行军的路途中发现了许多大型墓地。

### I展厅──“回归生活──犹太幸存者的故事”

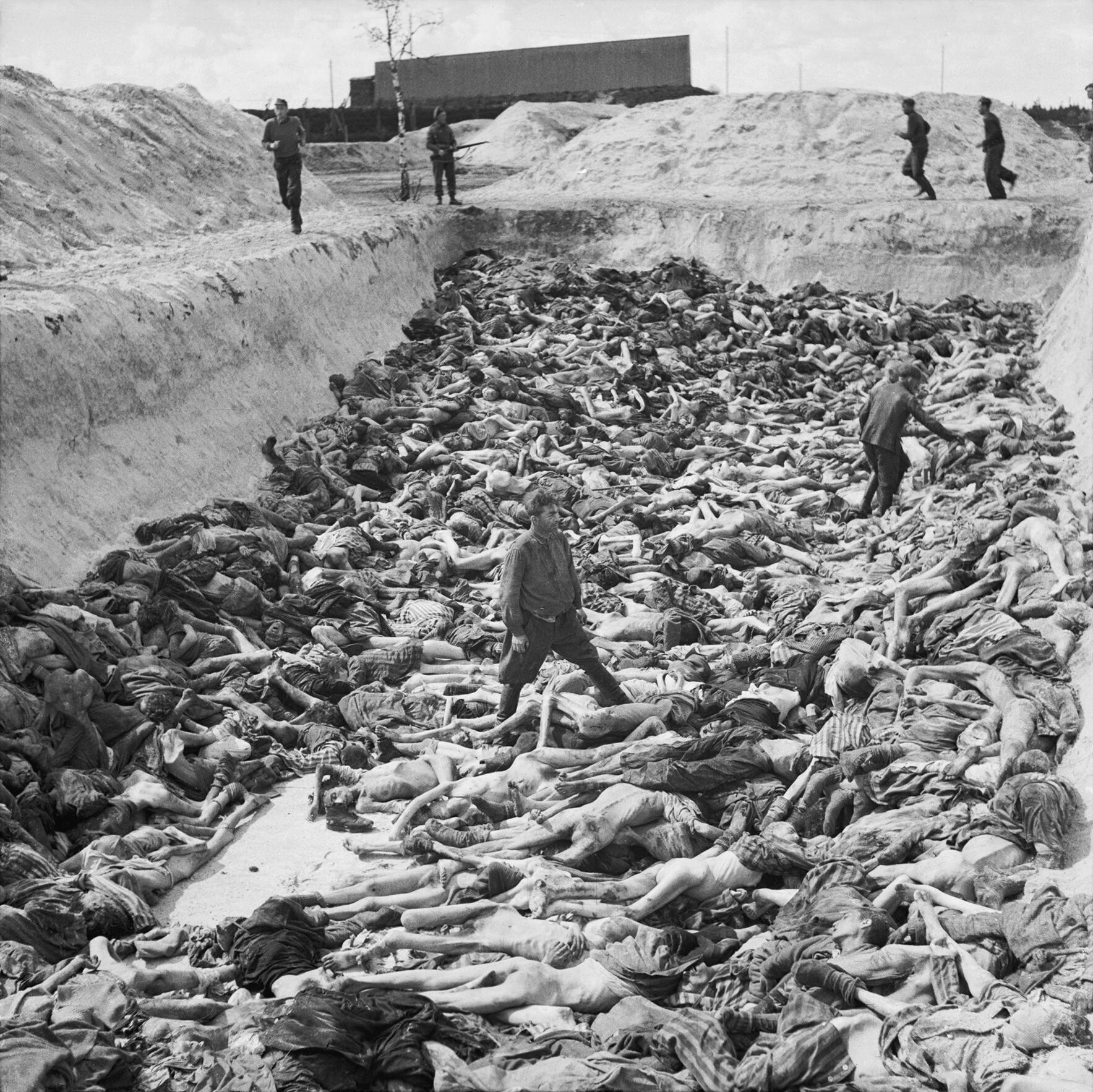
1945年4月，Bergen-belsen集中营解放。
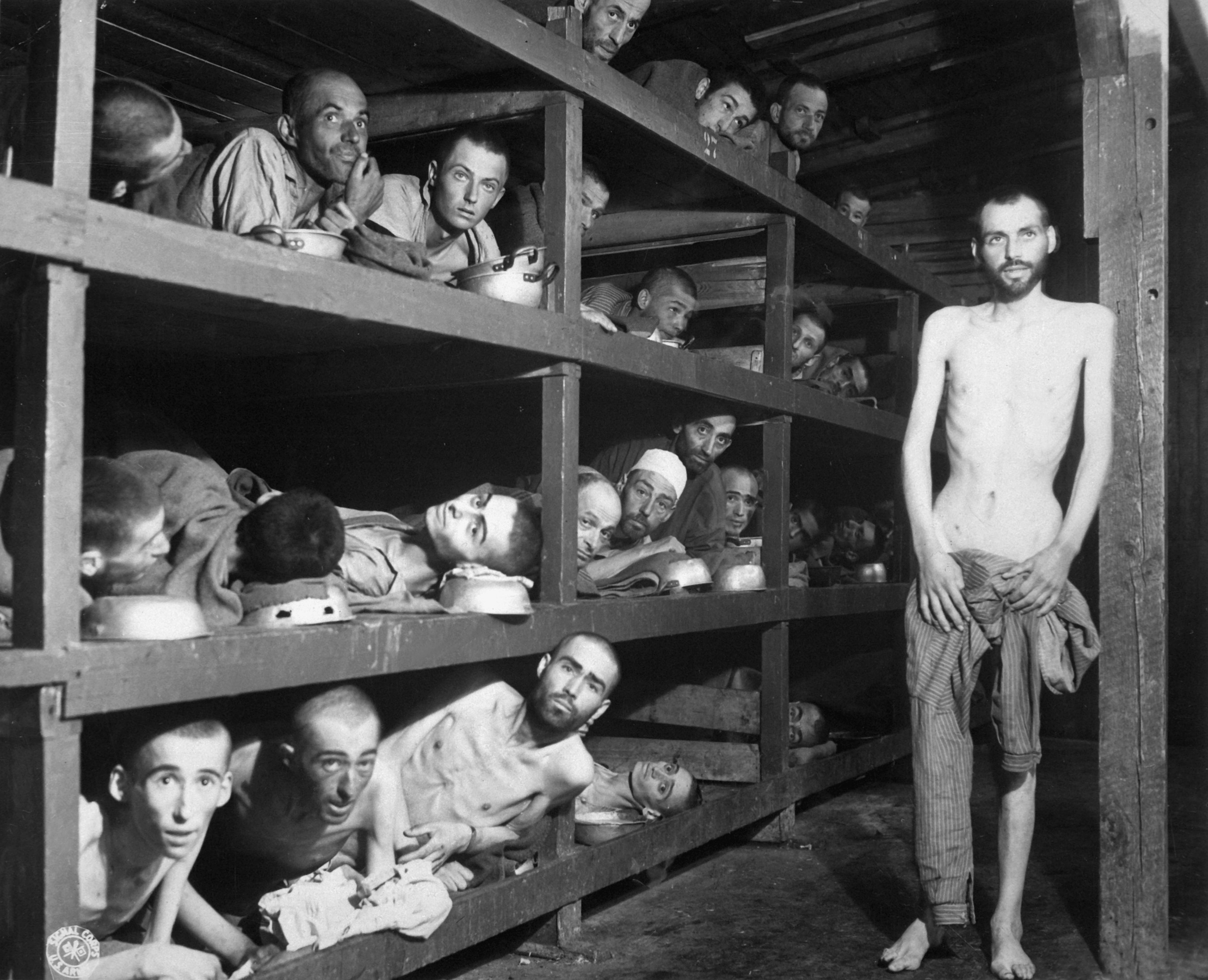
布痕瓦尔德集中营解放，幸存者骨瘦如柴，拥挤在床上。1986年诺贝尔和平奖得主埃利·维瑟尔也在照片中。
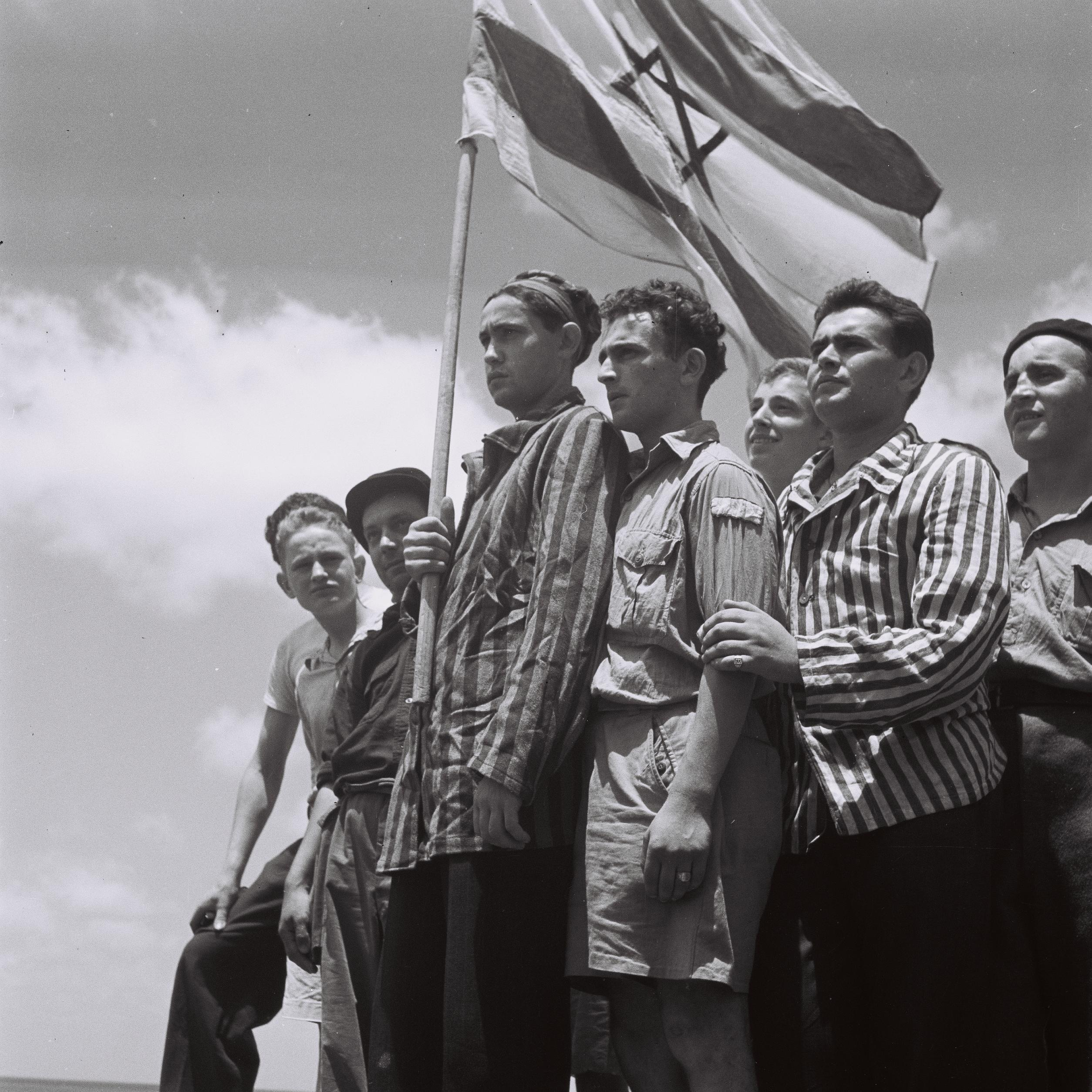
1945年7月15日，布痕瓦尔德集中营的幸存者抵达海法港。
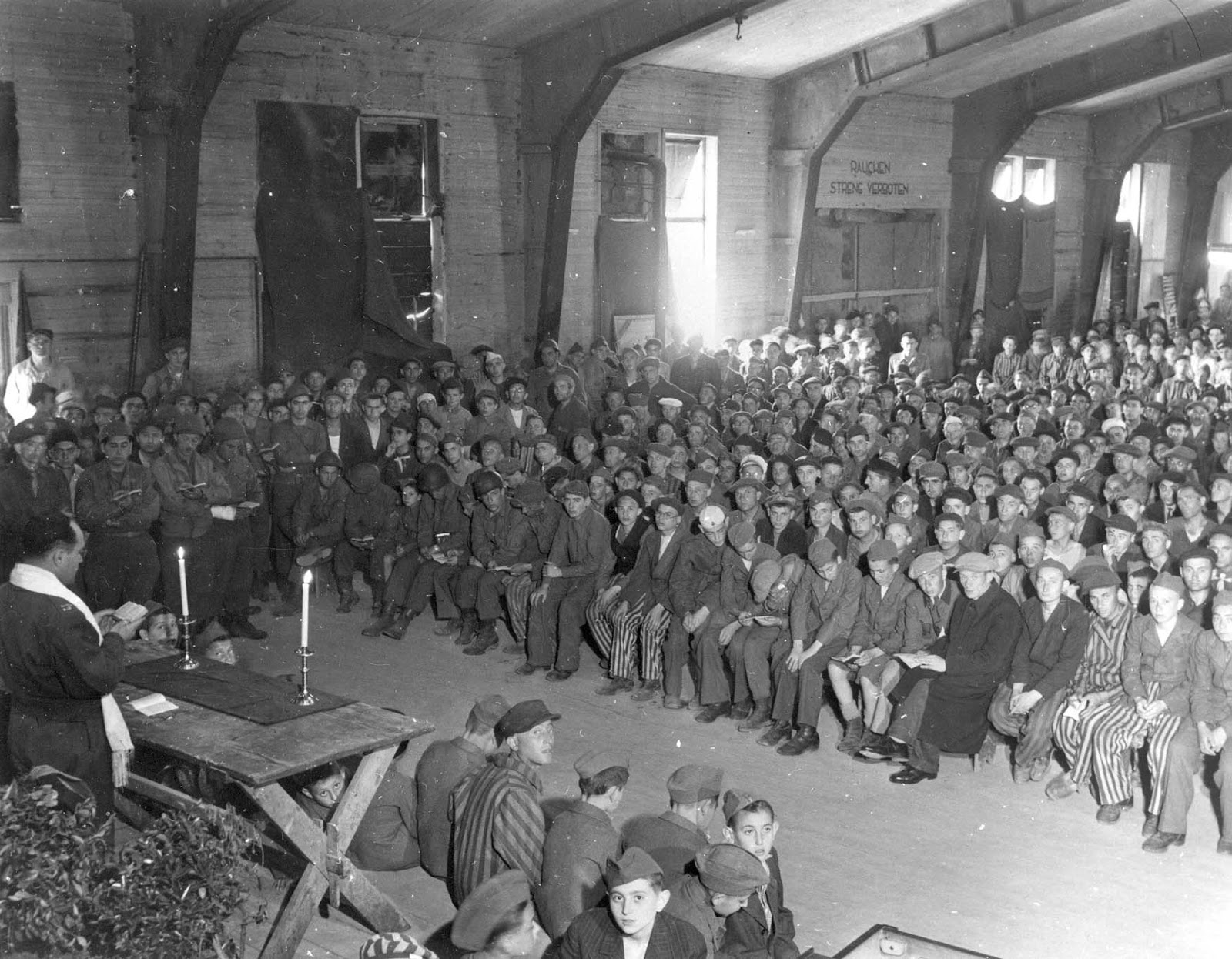
美国随军拉比Hershel Schaecter 在布痕瓦尔德集中营主持犹太教仪式，纪念五旬节的第一天。
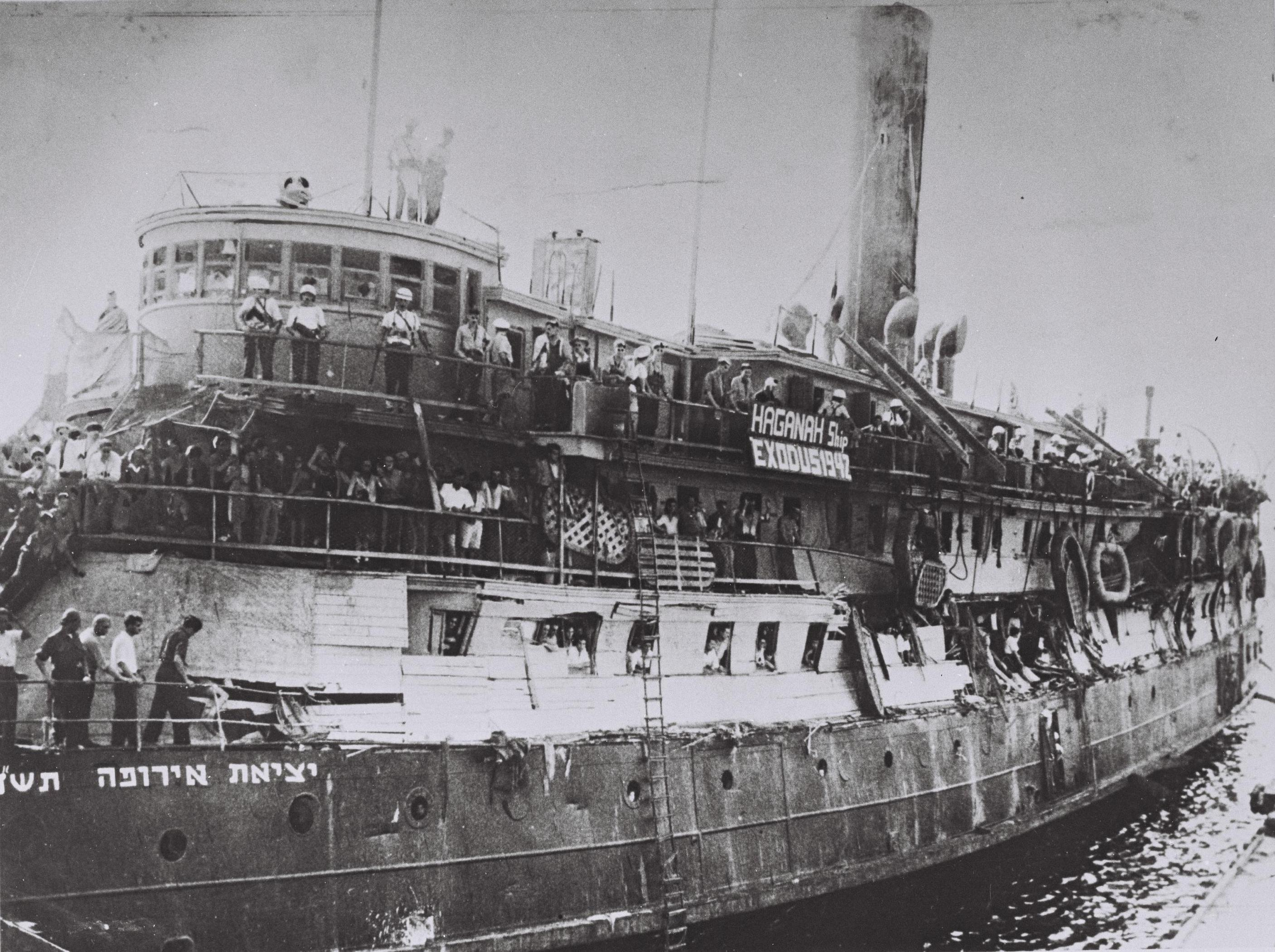
1947年7月18日，“出埃及号”在海法港抛锚。“出埃及号”事件让许多人认识到即使在纳粹被消灭后，犹太人仍然需要一个自己的国家。英国在巴勒斯坦的统治不到一年后结束。

#### 德国战败，集中营解放
1945年4月，苏联红军攻克柏林，第二次世界大战欧洲战场结束，全部集中营得到解放。

#### 解放后的痛苦
集中营被盟军解放后，其地狱般景象被拍摄下来，震惊世界。这个展厅大屏幕滚动播放当时拍下来的短片，因为过于恐怖，多年后才解禁。一些集中营内仍然有部分幸存者，但很多人因为过于虚弱很快死去。

#### 战后东欧反犹暴力
许多犹太幸存者返回家乡时遭遇了敌视甚至暴力。许多东欧人担心犹太人索回被他们占为己有的房屋和财产。在二战结束的几个月时间内，将近1000名幸存者被暴徒杀害。

#### "非法"移民运动（Ha'apalah）
英国在1936年为争取阿拉伯人支持英国通过了《白皮书》，严格限制犹太人移民巴勒斯坦地区。1945年到1948年，大约七万犹太人反抗英国的限制政策，移民巴勒斯坦。最有名的事件为“出埃及号”事件。

#### 1948年以色列国成立
犹太人屠杀和“二战”后犹太人仍然面临逼迫的事实，唤起了许多国家的同情，联合国通过决议允许以色列国成立。展厅内一组屏幕展示了1948年5月14日，本-古里安总理宣布以色列国成立的影像。之后观众会再次看到进馆处大屏幕放映的30年代波兰犹太儿童一起学唱以色列国歌《希望》的影像。这些儿童中的大多数未能回归以色列。

### K展厅──“重建世界”

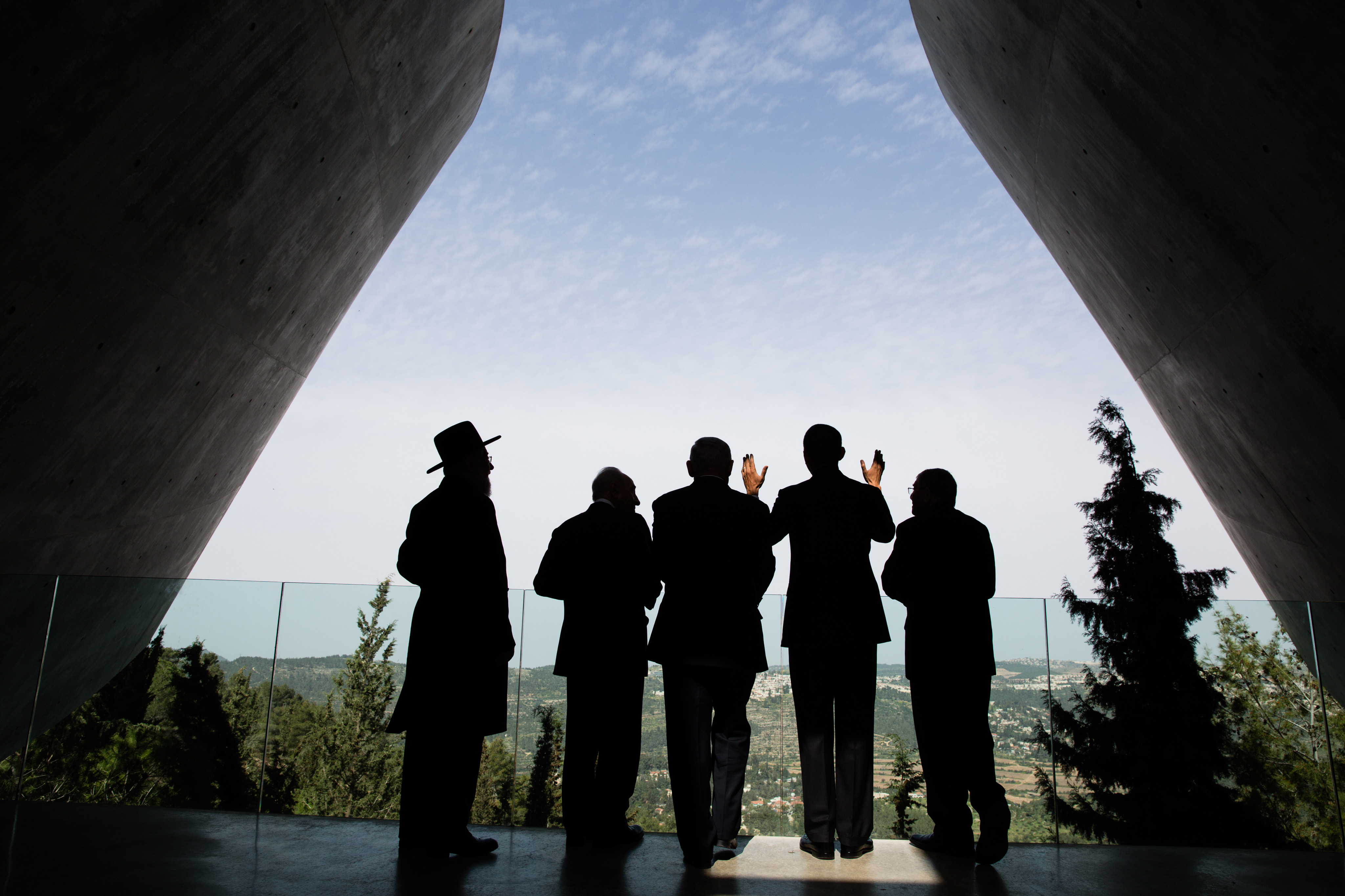
2013年，美国总统奥巴马走出历史馆，站在观景台，前方为耶路撒冷郊区的山岭和社区。

## 名字堂
历史馆的尾声是“名字堂”，被认为是大屠杀纪念馆的最震撼人心的展厅之一。名字堂由凯撒利亚罗斯柴尔德家族基金会捐建，旨在保存纪念六百万遇难者的名字及个人信息，尊重每一位遇害的普通人。名字堂的入口处，墙上刻着奥斯维辛集中营遇害者，著名罗马尼亚/法国犹太诗人本杰明•方丹的一段诗，
请单单纪念我是无辜的，  和你一样，也是终将死去的，  我也曾有一副面孔，刻有喜怒哀乐，  很简单的，一张人的脸！——本杰明•方丹，http://www.yadvashem.org/museum/holocaust-history-museum/hall-of-names

进入名字堂，可看到大厅上方悬挂六百余幅遇害者照片，下方有一个锥形的水池；四周是书架，可存放六百万份“遇害者证词”，目前保存整理出的三百万份。建设“名字堂”，是因为在这些遇难者生命最后的日记、书信中，许多人渴望自己的名字不被历史遗忘，将来被纪念。犹太大屠杀纪念馆自建馆起，一项重要的工作就是尽最大可能搜集整理每位遇难者的姓名，目标是“直到每个人都有名字”。这一工作并不容易，因为多数人并非名人，很多犹太家族全部死于二战。搜集到的所有人名都会被整理到一张特殊无酸纸制作的“遇难者证词”上，上面有个人的姓名、出生地、国籍、职业、父母姓名等信息，在名字堂永久保存，也代表此人的墓碑。大屠杀纪念馆的一个重要理念是，六百万遇难者乃是六百万位不同的有血有肉的个体，每位遇害者的名字和历史都值得被纪念。半个世纪来，搜集整理出的“遇难者证词”不断增加，目前已有300万，存放在名字堂四周的书架上。遇害者姓名和证词被扫描数位化，制成电子数据库，可在大屠杀纪念馆官网查询。通过这个巨大的数据库，不断有一些新的发现，甚至通过这一系统找到失散的亲人。

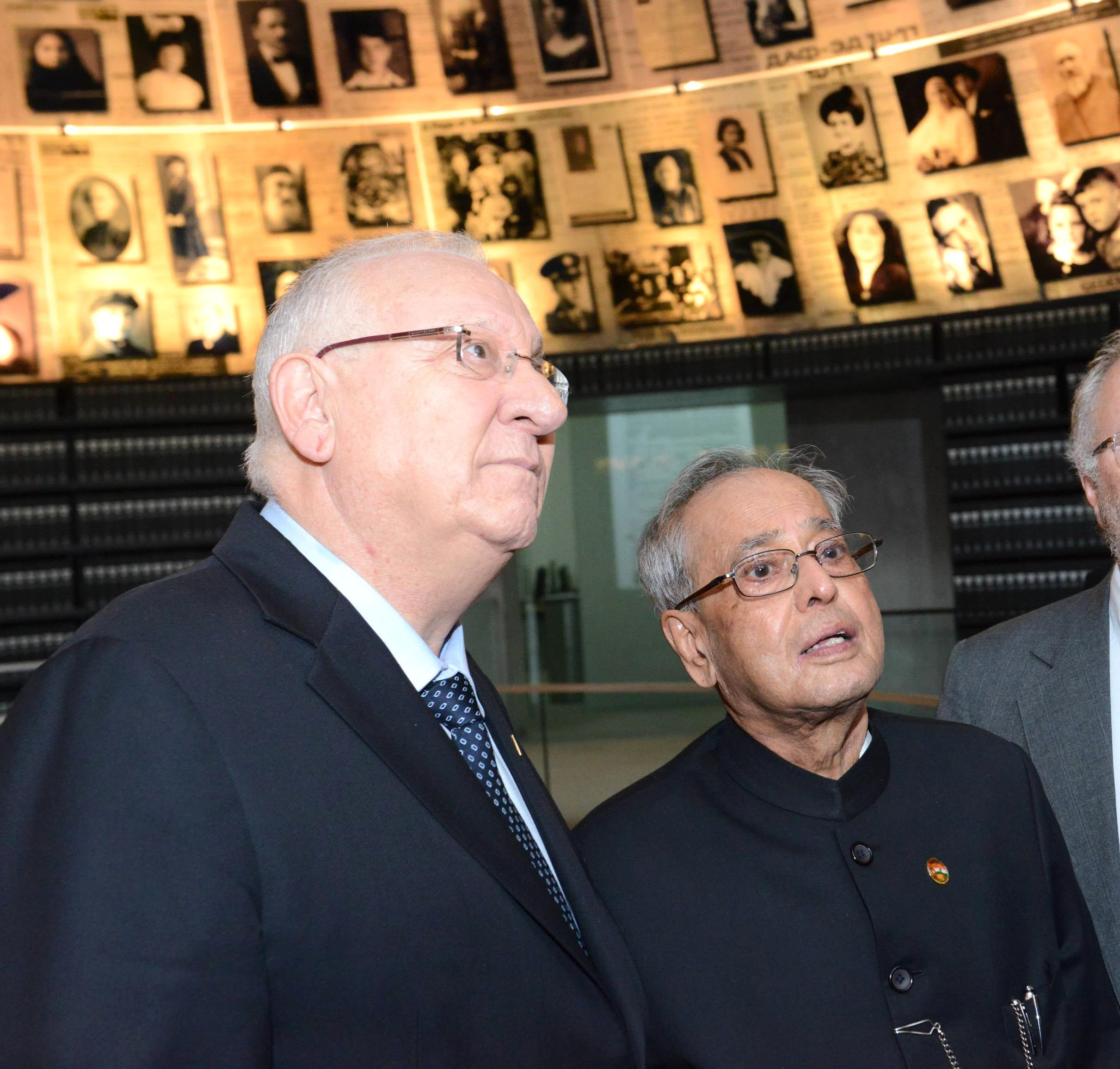
印度总统普拉纳布·慕克吉与以色列总统鲁文·里夫林在名字堂。
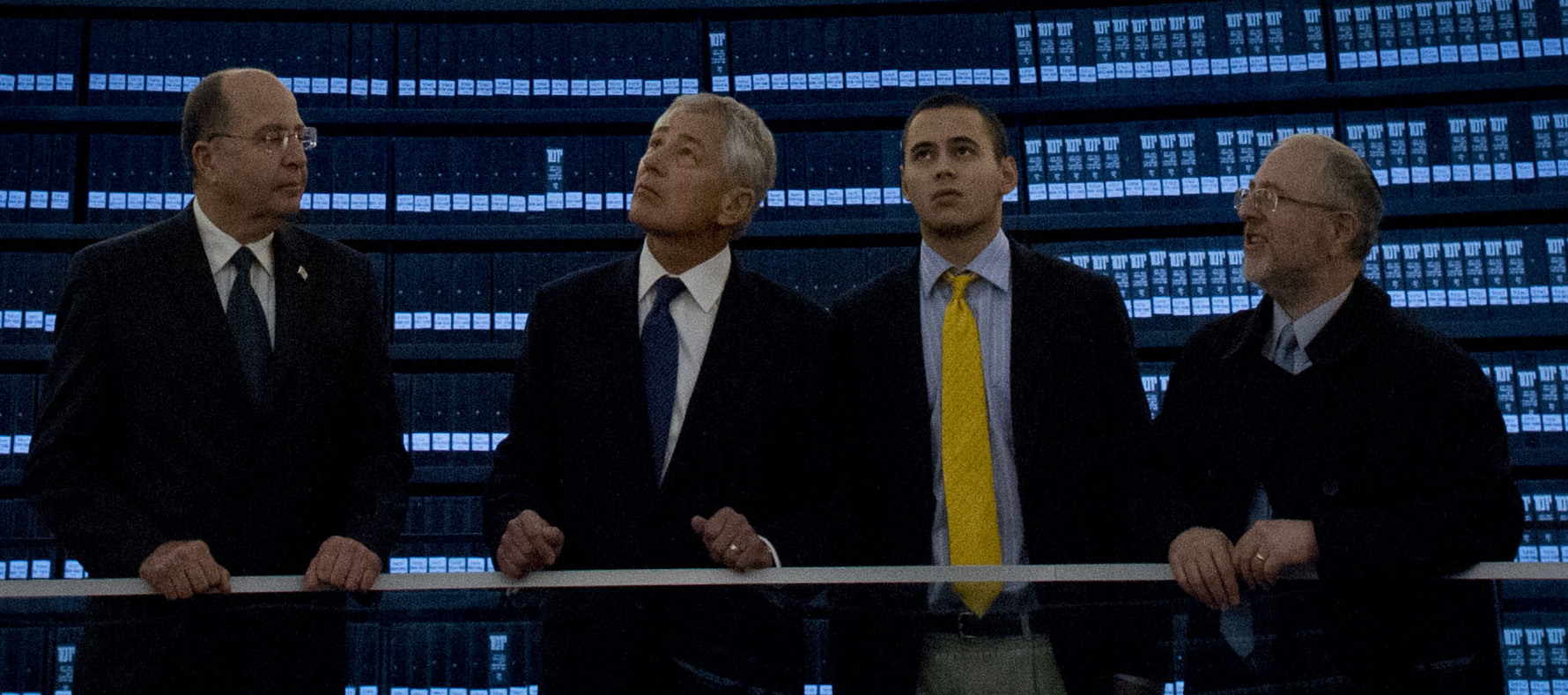
背景为名字堂保存的三百多万“犹太死难者证词”。（美国国防部长查克·哈格尔）
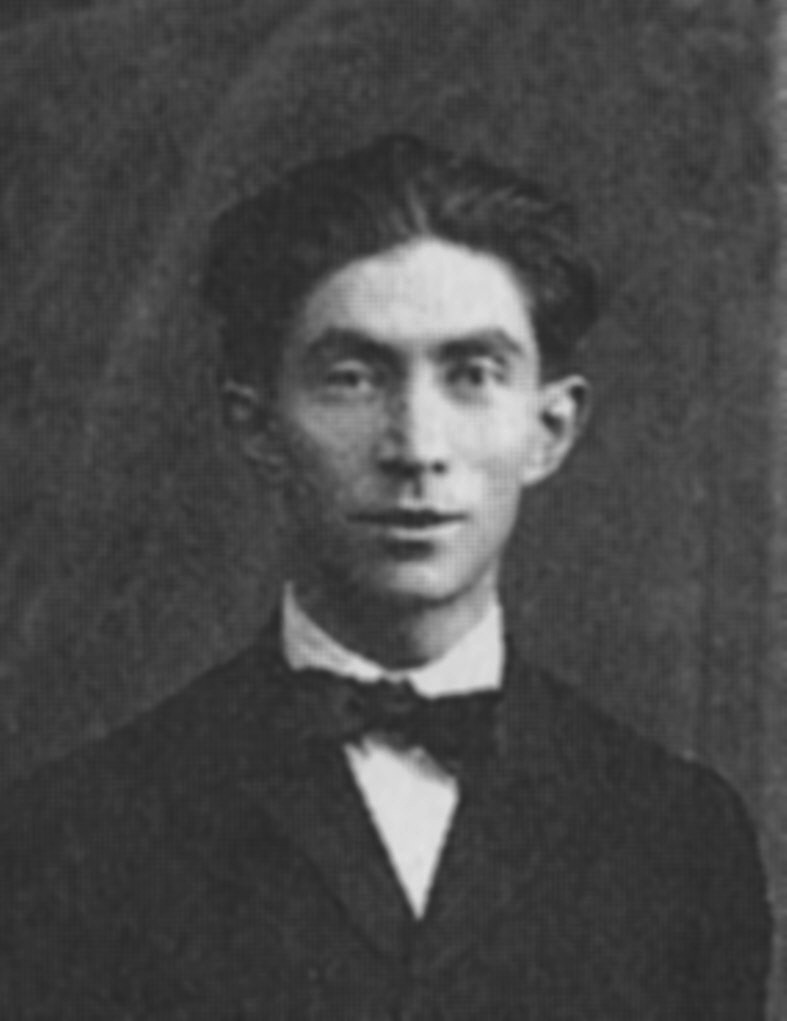
罗马尼亚/法国犹太诗人本雅明·方丹，1944年10月死于奥斯维辛集中营。
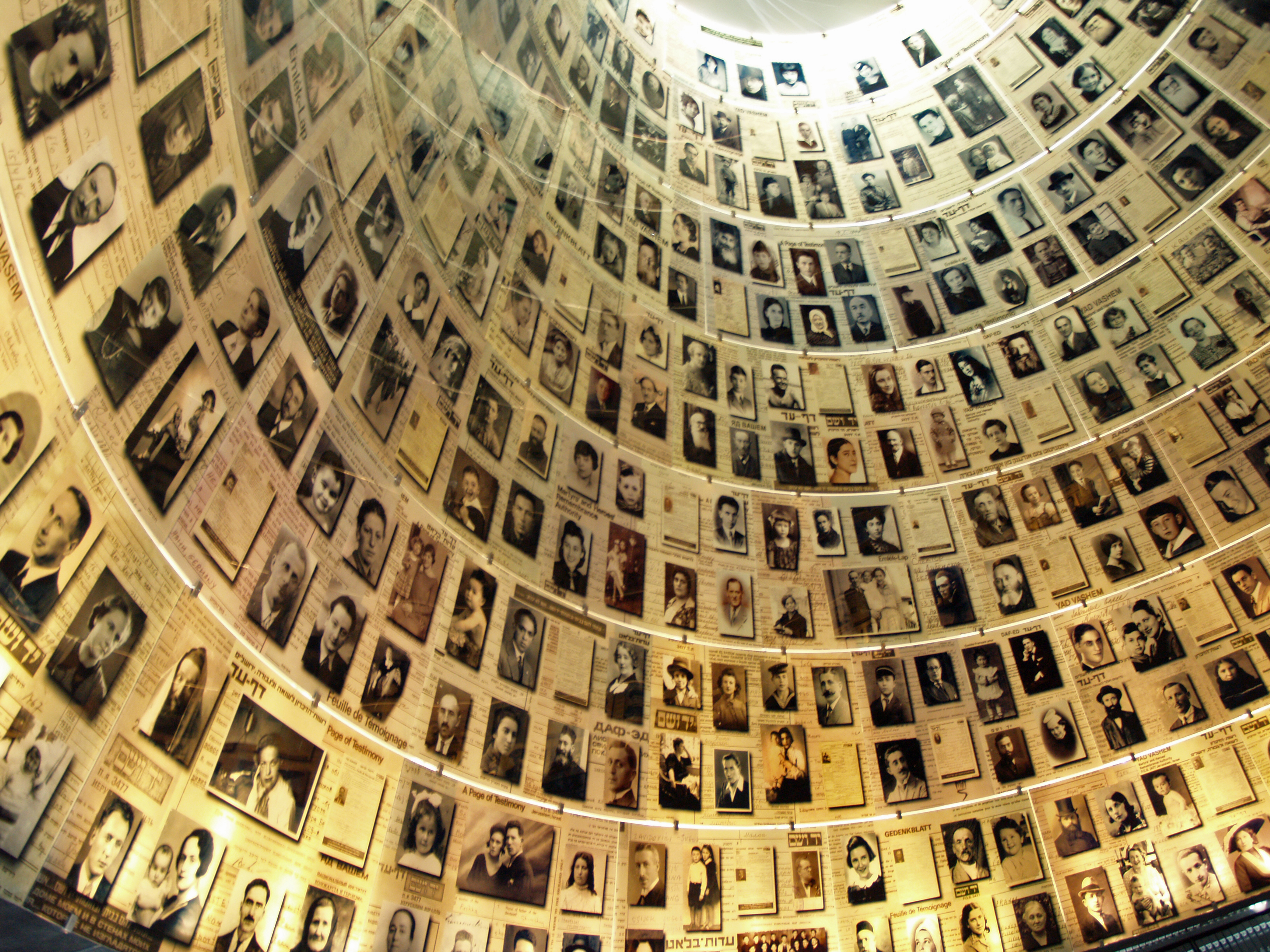
名字堂上的约600副遇害者个人照，代表遇害的六百万犹太人

## 死难儿童纪念堂

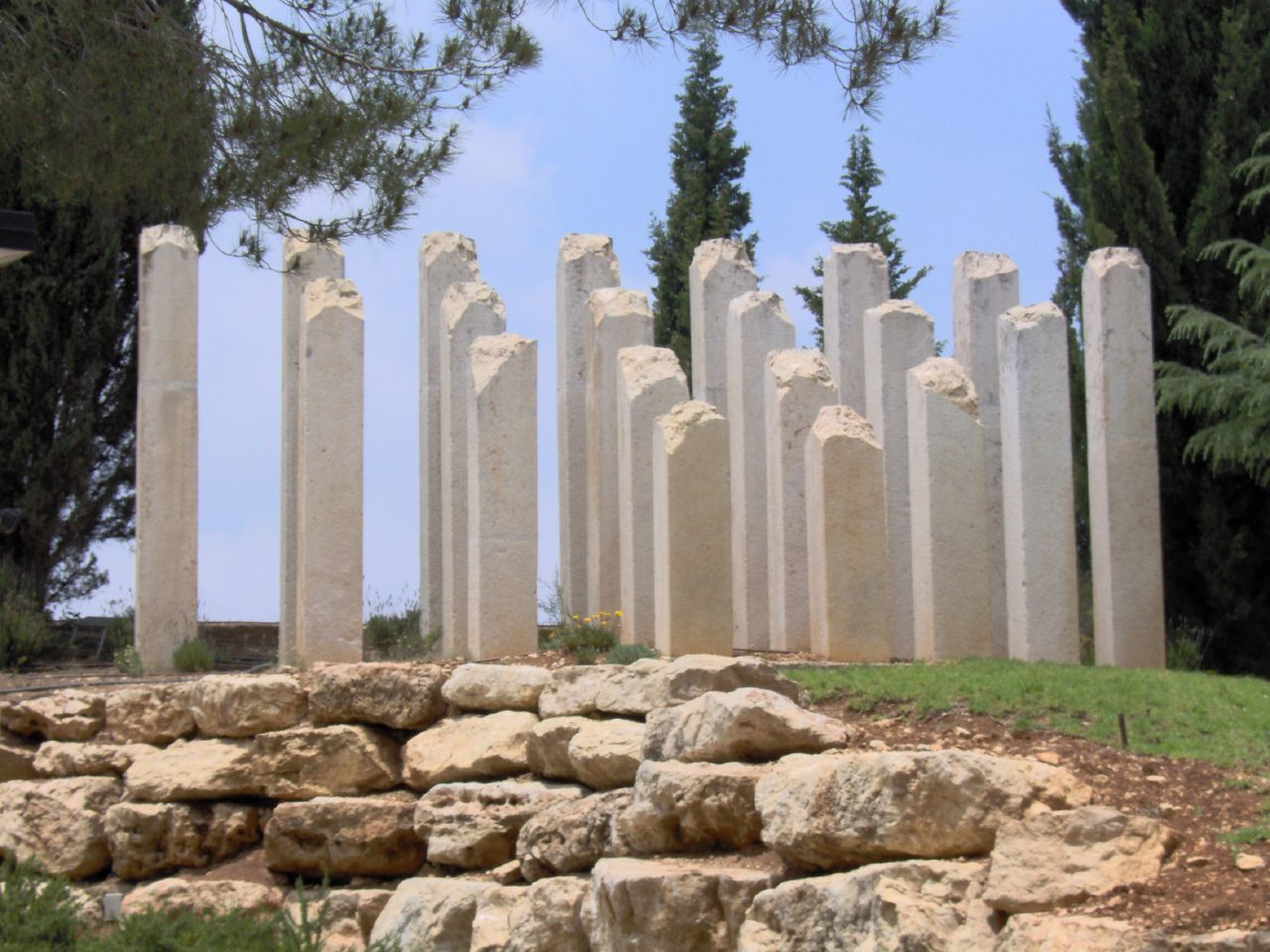
儿童堂的断头柱群雕塑，纪念150万死难儿童。
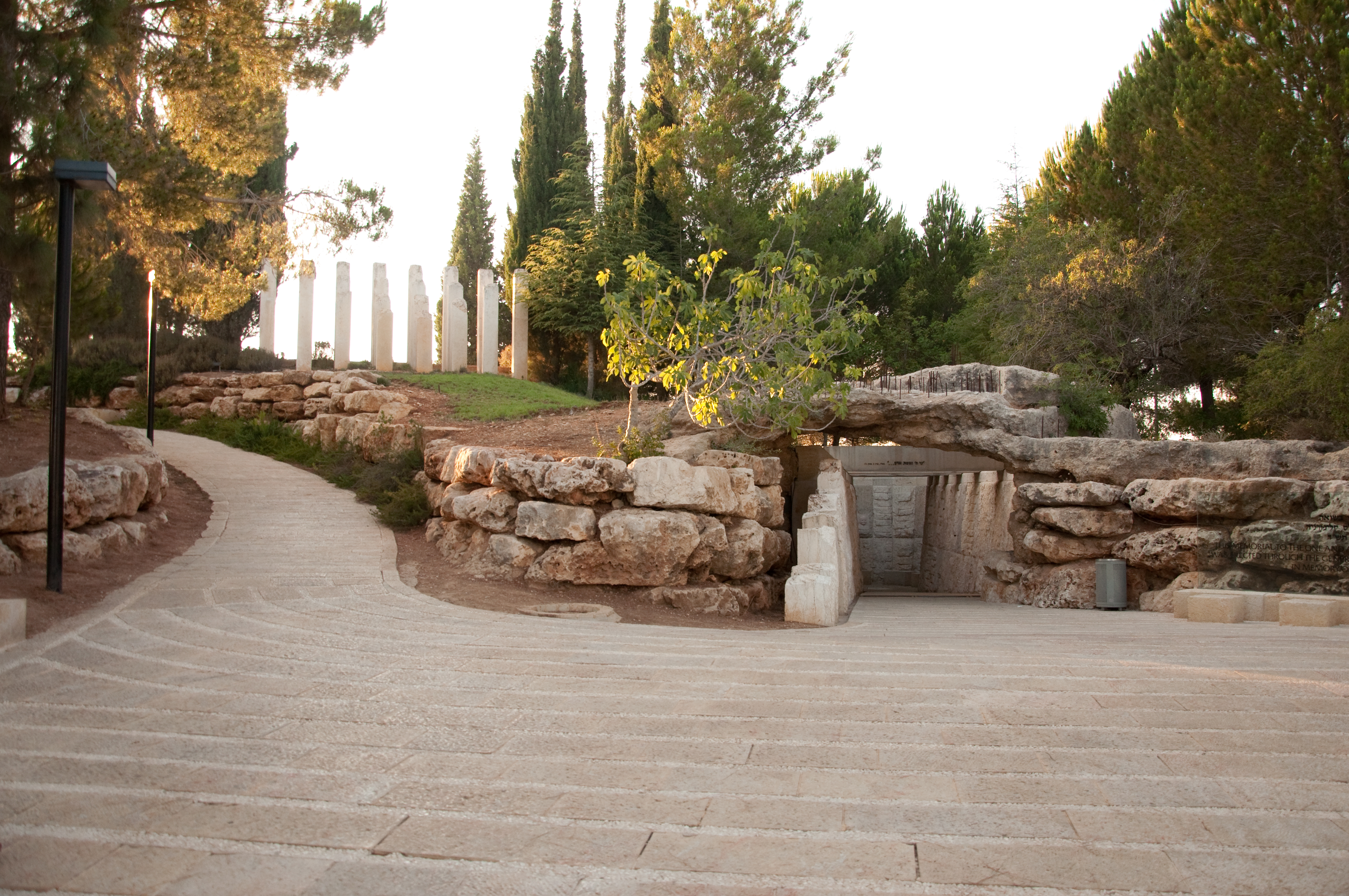
儿童堂入口，左上方为断头柱群雕塑。
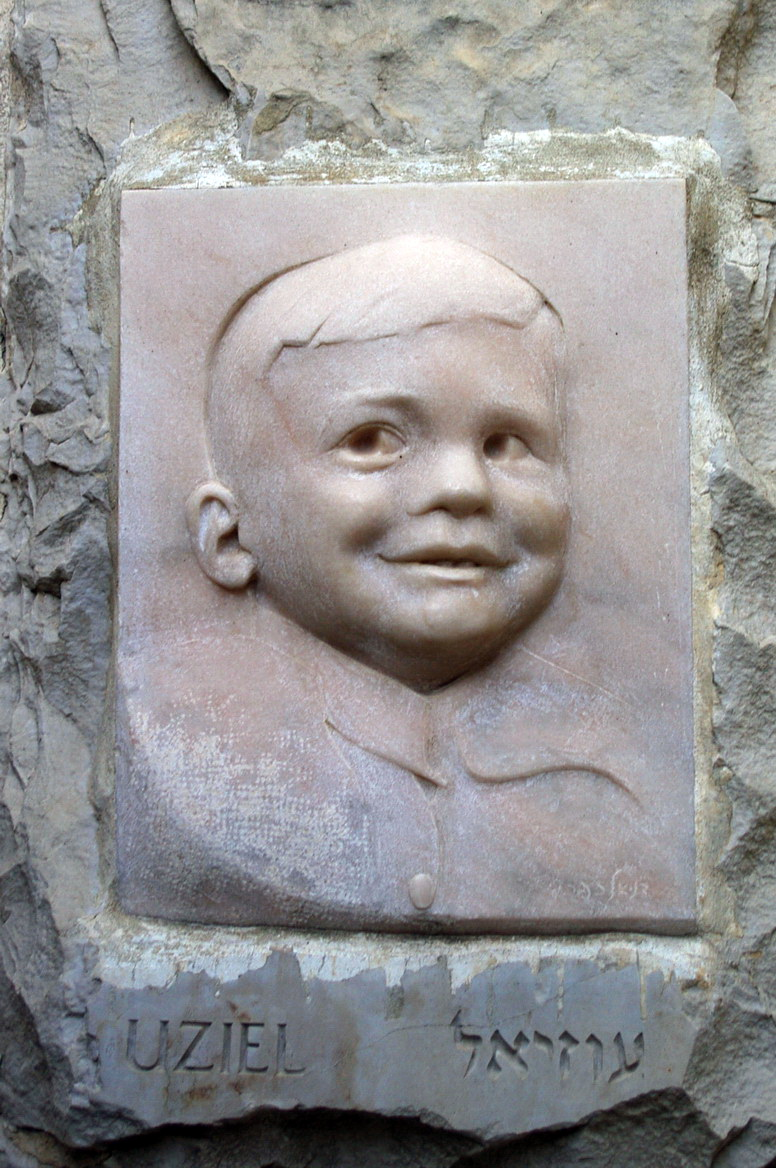
进入儿童堂前的Uziel头像浮雕，两岁半死在奥斯维辛集中营，其父母捐建儿童堂纪念Uziel。
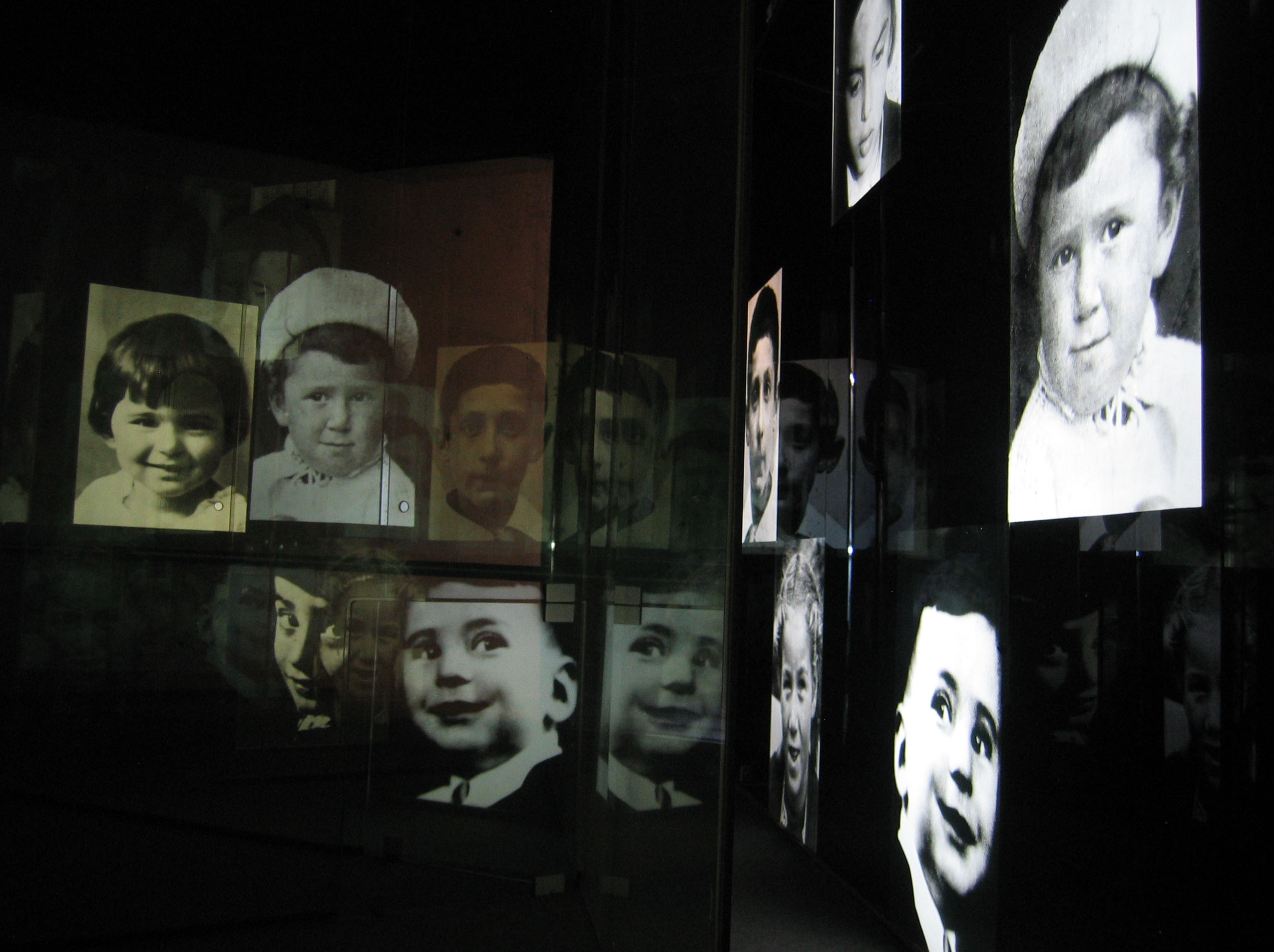
儿童堂入口的几副死难犹太儿童照片。
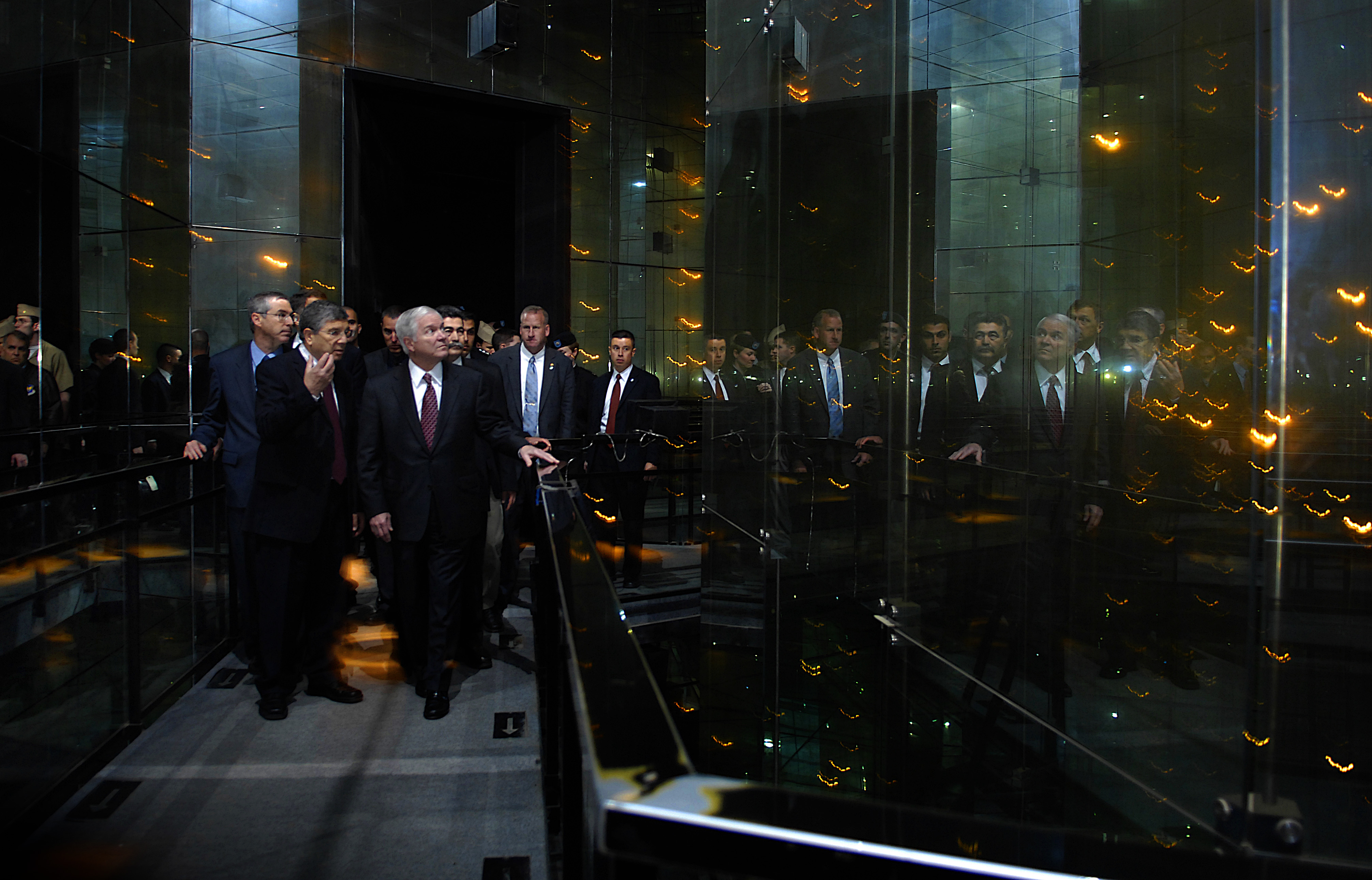
2007年，美国国防部长盖茨参观儿童堂。
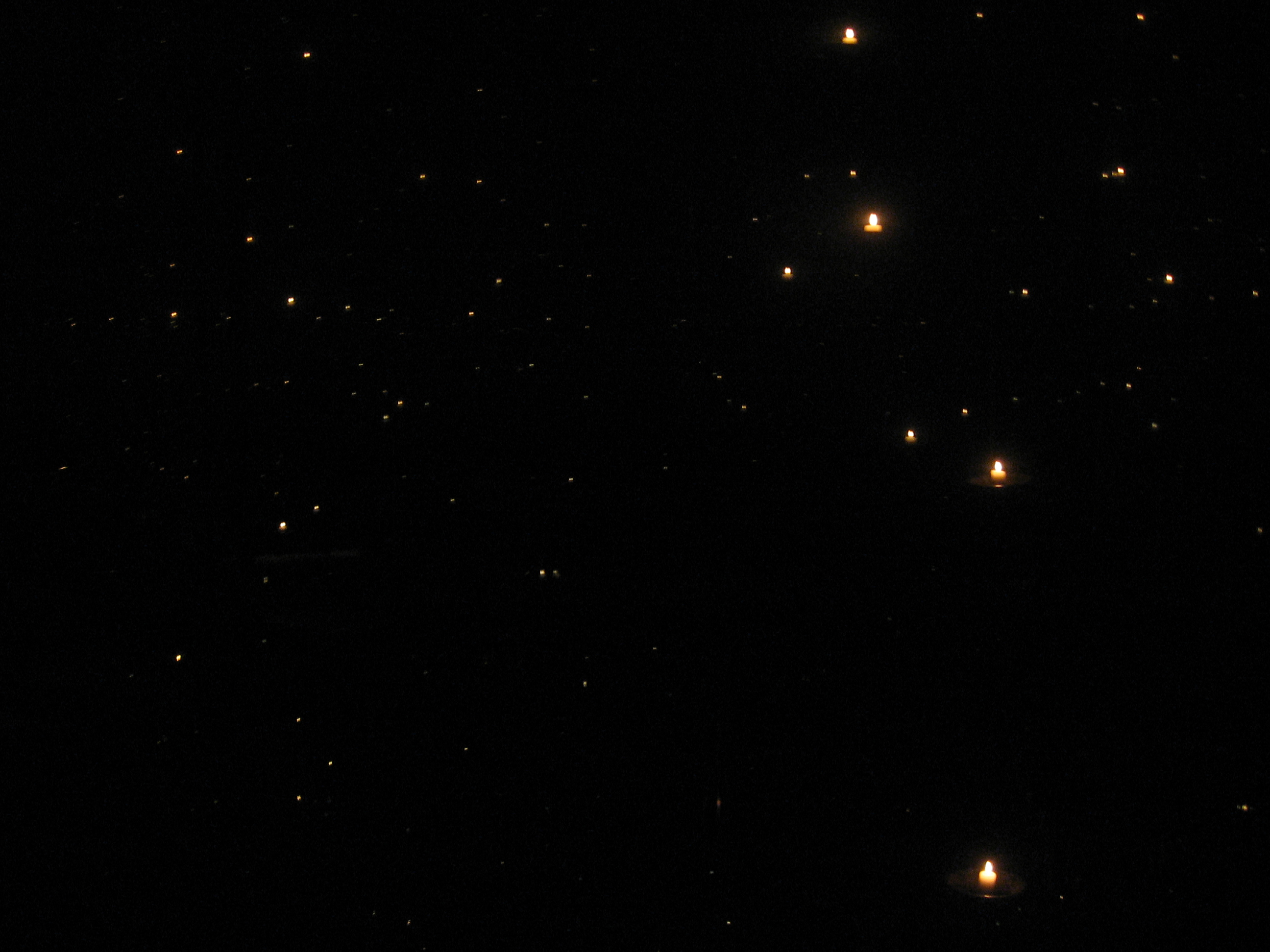
纪念堂内五支蜡烛的光芒在玻璃折射下，看起来像星空中群星闪耀。

儿童纪念堂是为了纪念约150万二战期间被灭绝的犹太儿童，由以色列设计师Moshe Safdie设计。儿童纪念堂出资人Abe和Edita Spiegel夫妇的儿子Uziel的浮雕头像挂于入口处，他两岁半时死于奥斯维辛集中营。纪念堂内并没有展览品。在黑暗的环境中，几支纪念蜡烛的光芒在玻璃的反射下，给人一种上百万星星闪耀的错觉，同时可听到不停播放的遇害儿童姓名、年龄、居住国家。这些儿童的信息来源于大屠杀纪念馆半个世纪以来收集到的遇害者证词。

### 雅努什·科扎克小广场

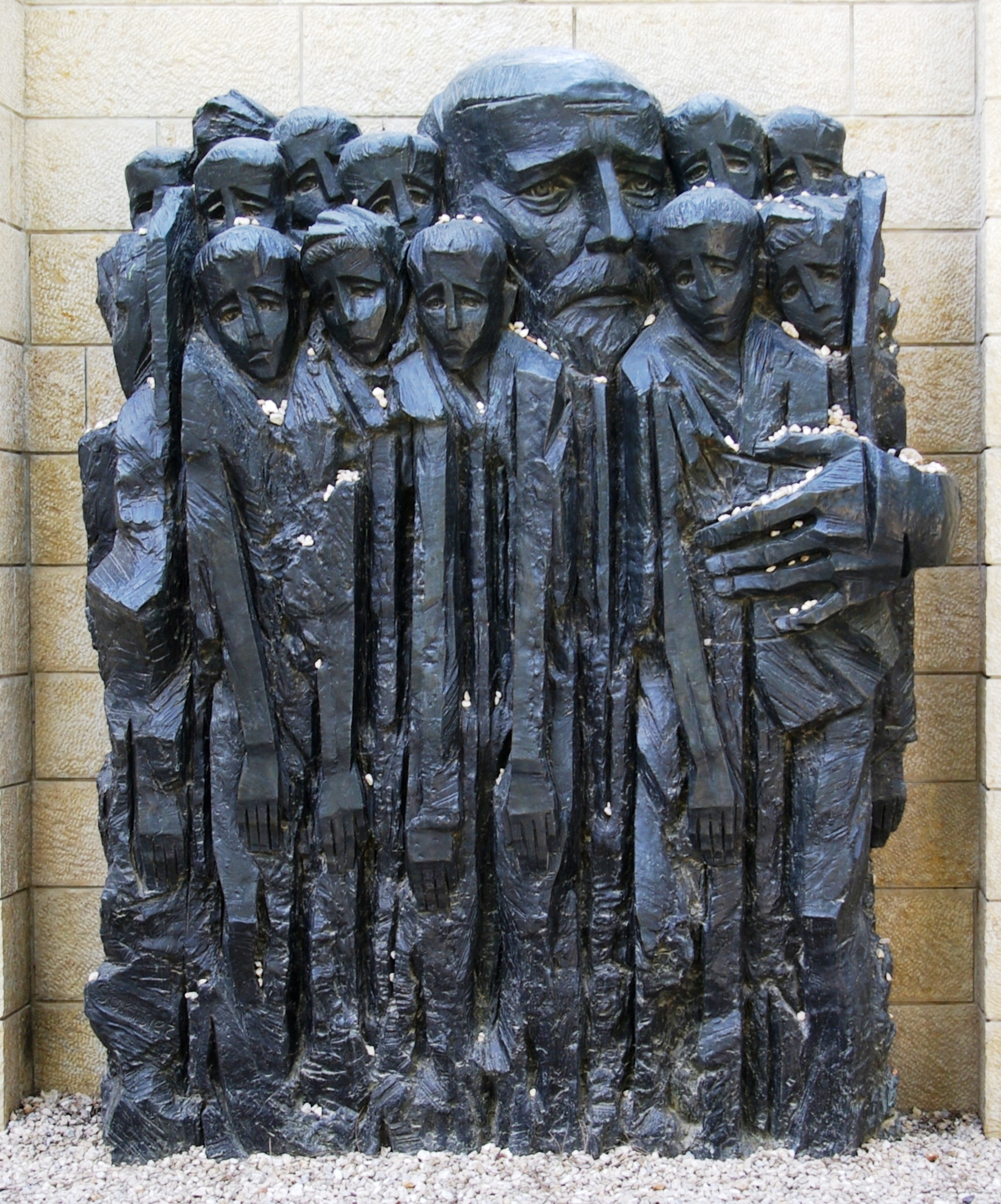
雅努什·科扎克紧紧抱着一群华沙儿童。

儿童纪念堂旁有Boris Saktsier设计的雕塑纪念波兰著名犹太裔教育家、文学奖雅努什·科扎克。这一雕塑也是大屠杀纪念馆仅有的纪念个人的人像雕塑。科扎克位于雕塑中央，双手紧紧拥抱着一群瘦弱无助绝望的儿童。虽然科扎克尽了最大的努力挽救这些华沙犹太儿童的生命，最终科扎克和这些儿童们仍然被送往死亡营灭绝。科扎克做了30年的孤儿院院长，对儿童充满爱和尊重，他的儿童教育理念在世界范围内都有重要影响。为了关照华沙孤儿，他放弃了移民巴勒斯坦地区的机会，在隔都极为艰苦的环境下，尽力照料教育孤儿，甚至组织儿童排演话剧，鼓励大家活下去。1942年8月，科扎克、数十名老师和200名儿童被押送到特雷布林卡集中营，全部遇害。

## 长明火和纪念礼堂

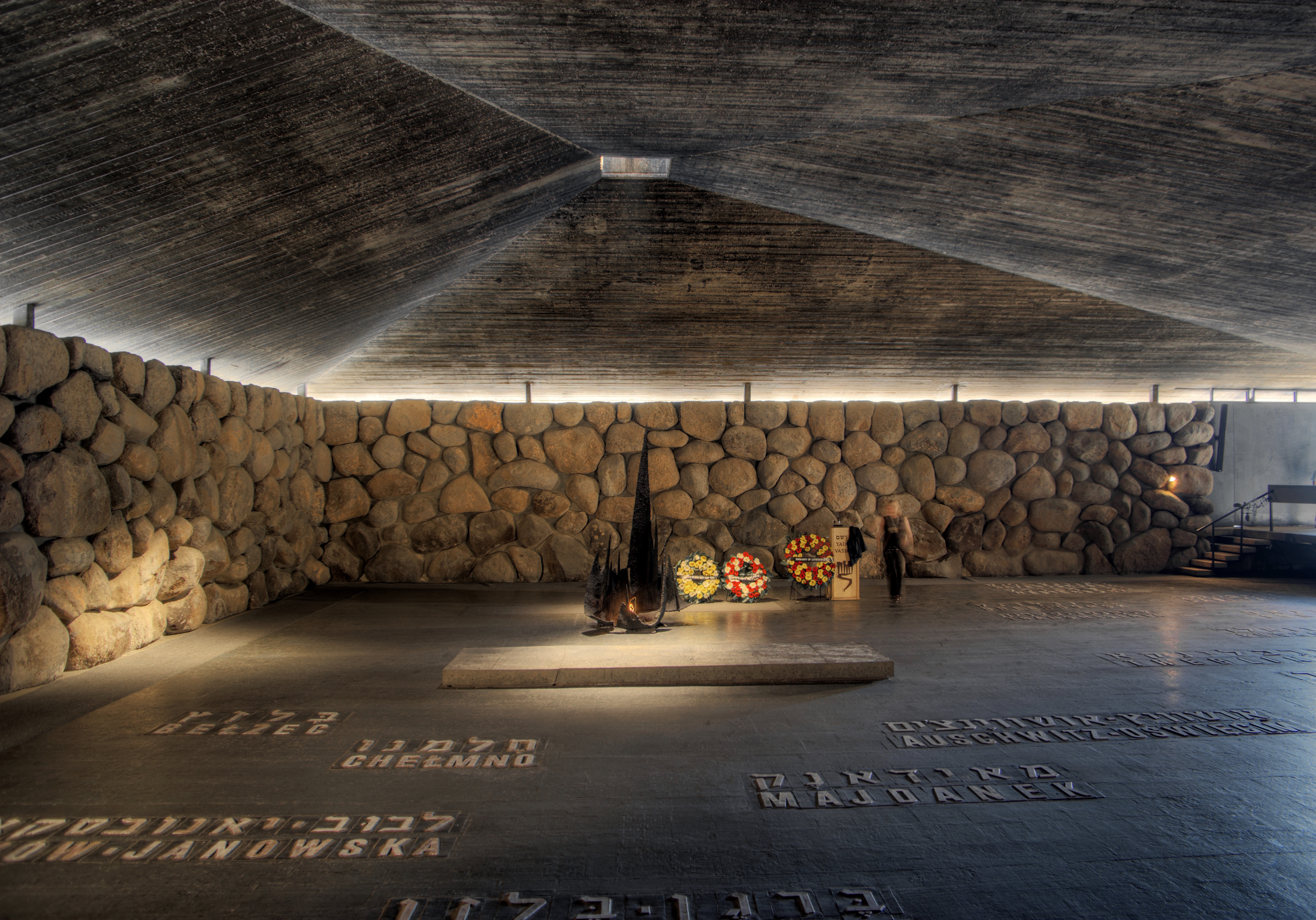
纪念礼堂内景，地板上刻有二十余个最大纳粹灭绝营的名称。
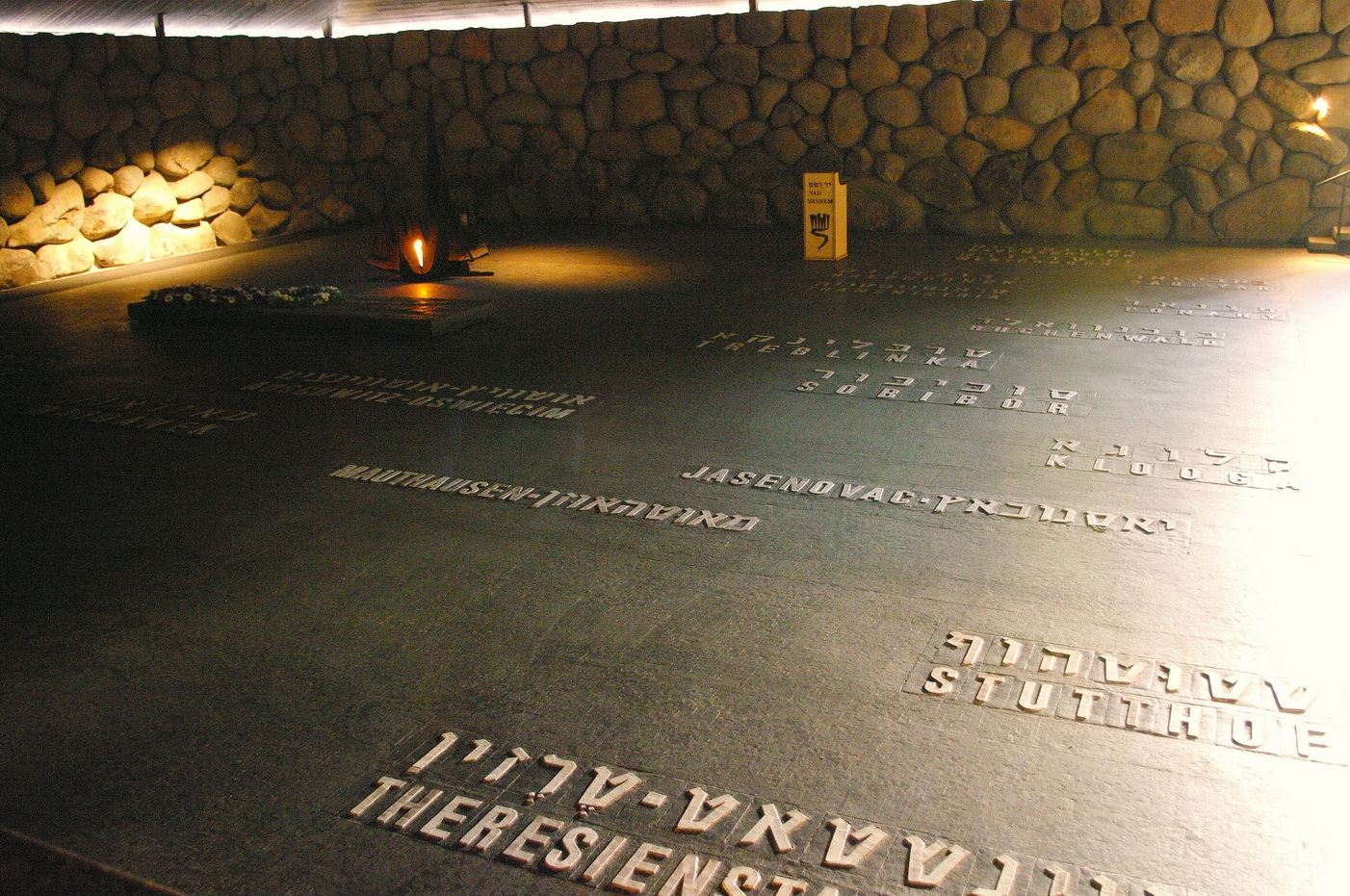
灭绝营名称刻在地板上。
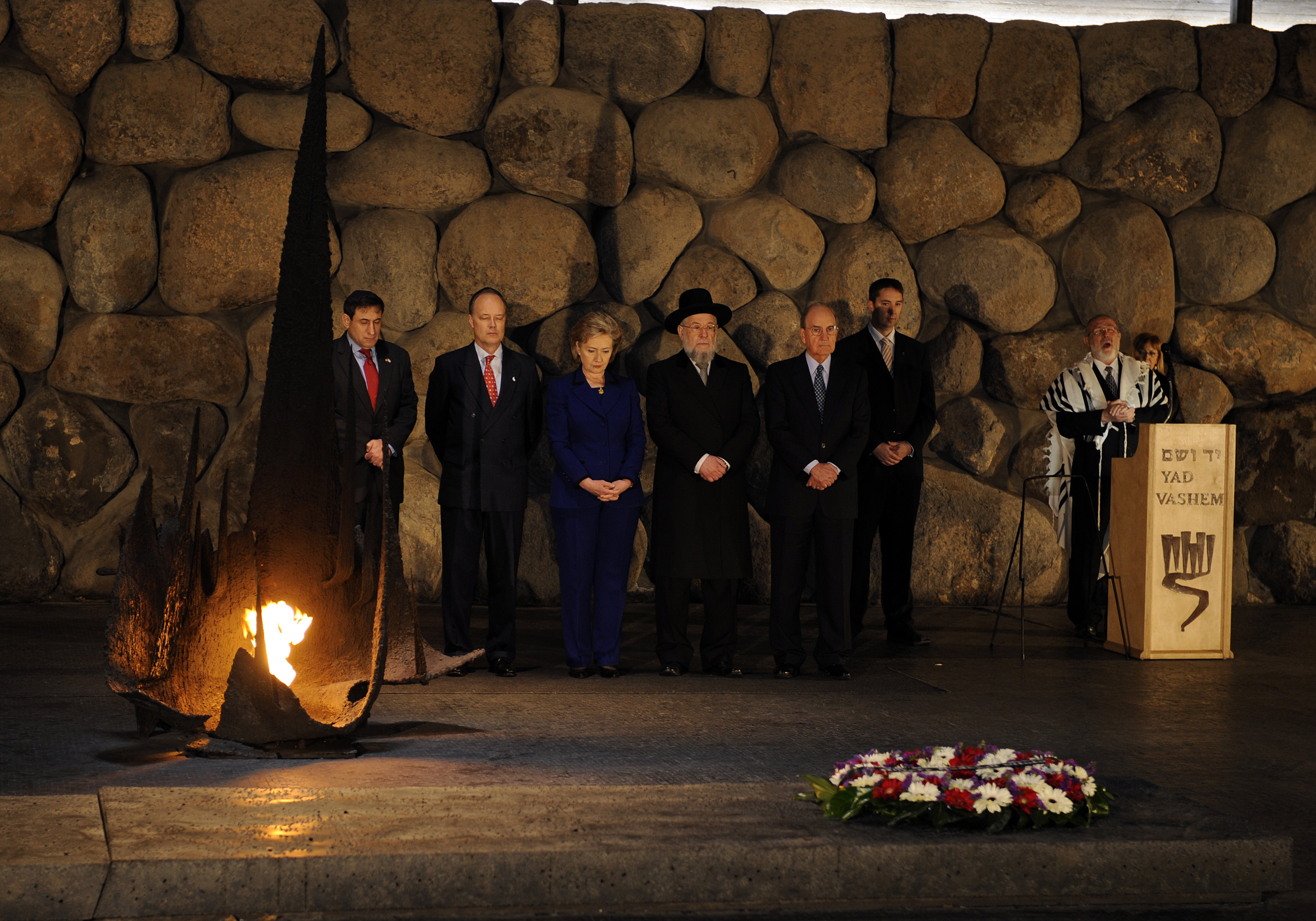
美国国务卿希拉里敬献花圈。（2009年）
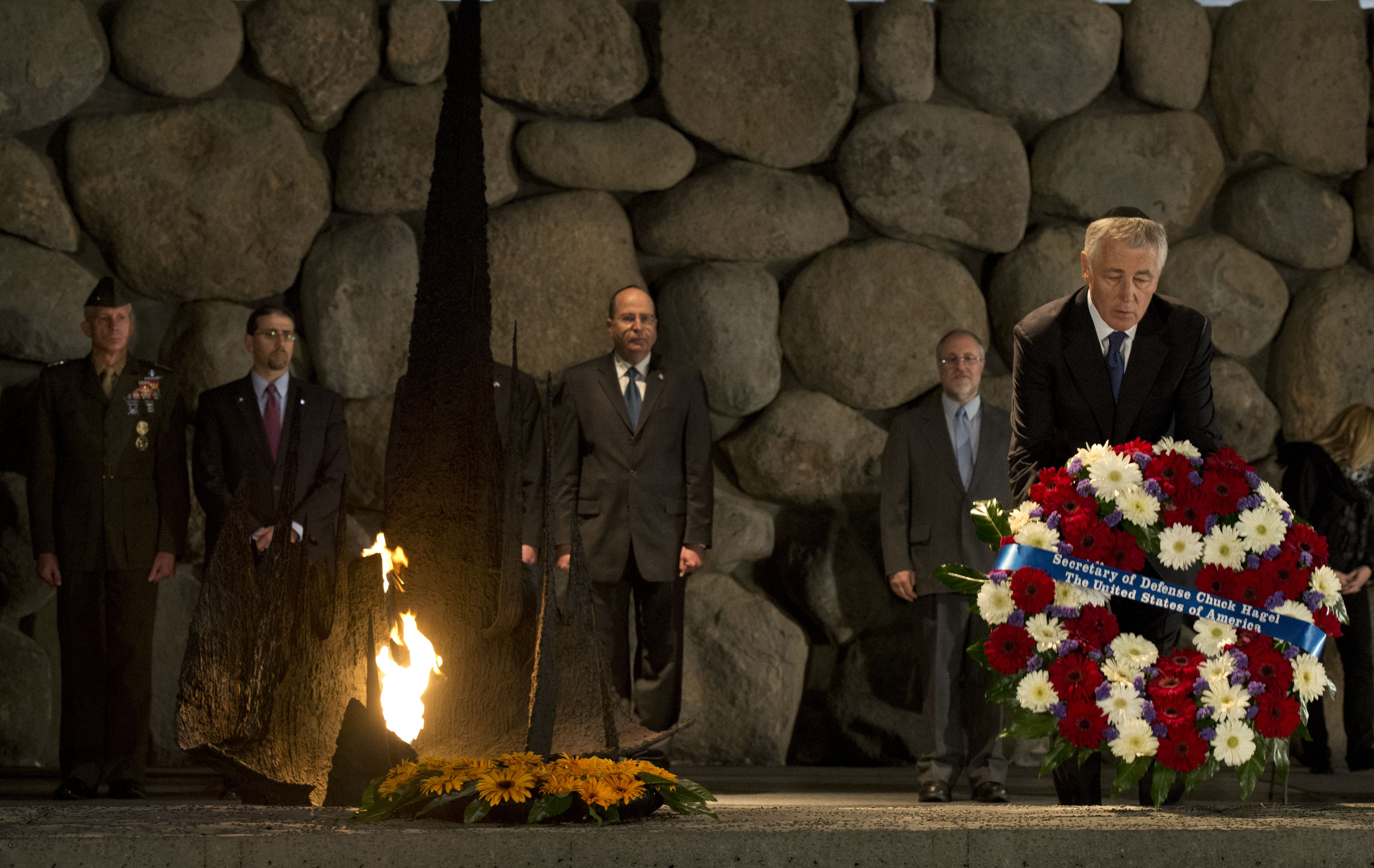
2013年，美国国防部长敬献花圈。

纪念礼堂位于大屠杀纪念馆的中央和高点。1961年，纪念礼堂首先建成，内有长明火和从欧洲各个灭绝营收集到的一部分遇害者骨灰，地板上刻有十几个主要灭绝营的名称。纪念礼堂由Arie Elhanani设计。大屠杀纪念馆经过几十年扩建后，纪念礼堂仍是纪念山的中心和焦点。到访参观的各国领导人，一般也都会在此献花圈，并举行纪念仪式。

## 艺术馆
大屠杀纪念馆收藏了世界最多的犹太人和其他受害者在纳粹统治下创作的艺术品。目前大约收藏了一万件作品，多数创作于大屠杀期间。三位艺术家，Charlotte Salomon、Bruno Schultz、Carol Deutsch，有专门的展区。在大屠杀期间创作艺术品要冒很大风险，也缺乏材料；许多艺术家当时在身心崩溃边缘，甚至没有维生的食物。在如此艰险的环境下，仍然有艺术家用画笔记录历史，部分作品在他们死后保留了下来。多数作品画只能画在很薄的纸张上，保存不易。艺术馆会隔几个月更换展览，让游客能看到更多作品，也给这些画在避光恒温环境下“休息”的机会。入馆后首先引入眼帘的是犹太女艺术家Gela Seksztajn的遗嘱。“永别了我的朋友，永别了犹太同胞。再也不要允许这样的大灾难重演。我站在生和死的边界，确定的我不会活下去了。我希望告别我的朋友们和作品......我捐赠我的作品给战后修建的犹太博物馆。”

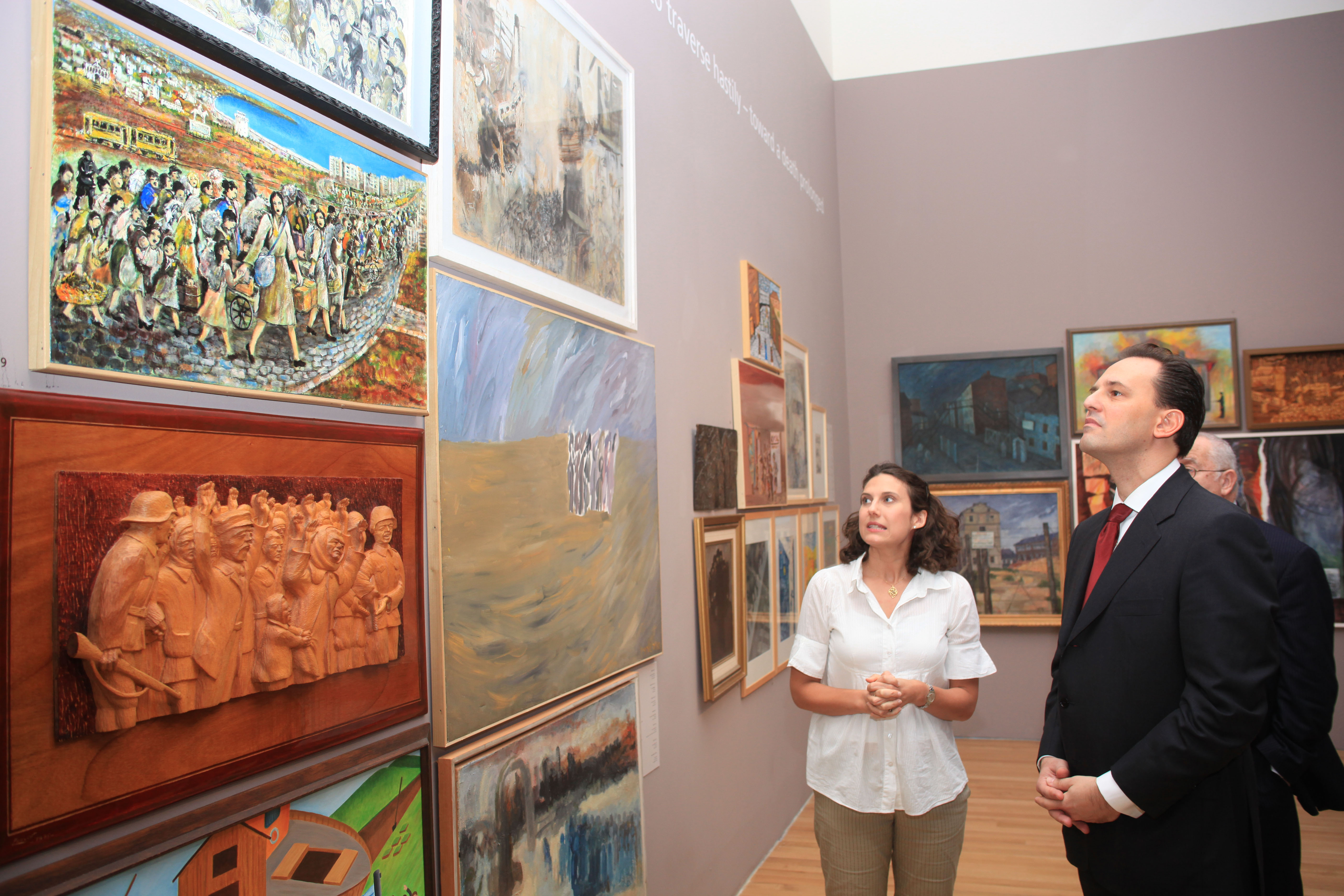
艺术馆内的展览。
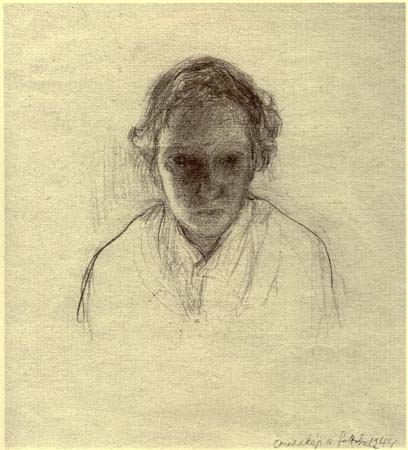
Ilka Gedő 在隔都内的铅笔素描自画像（1944年）
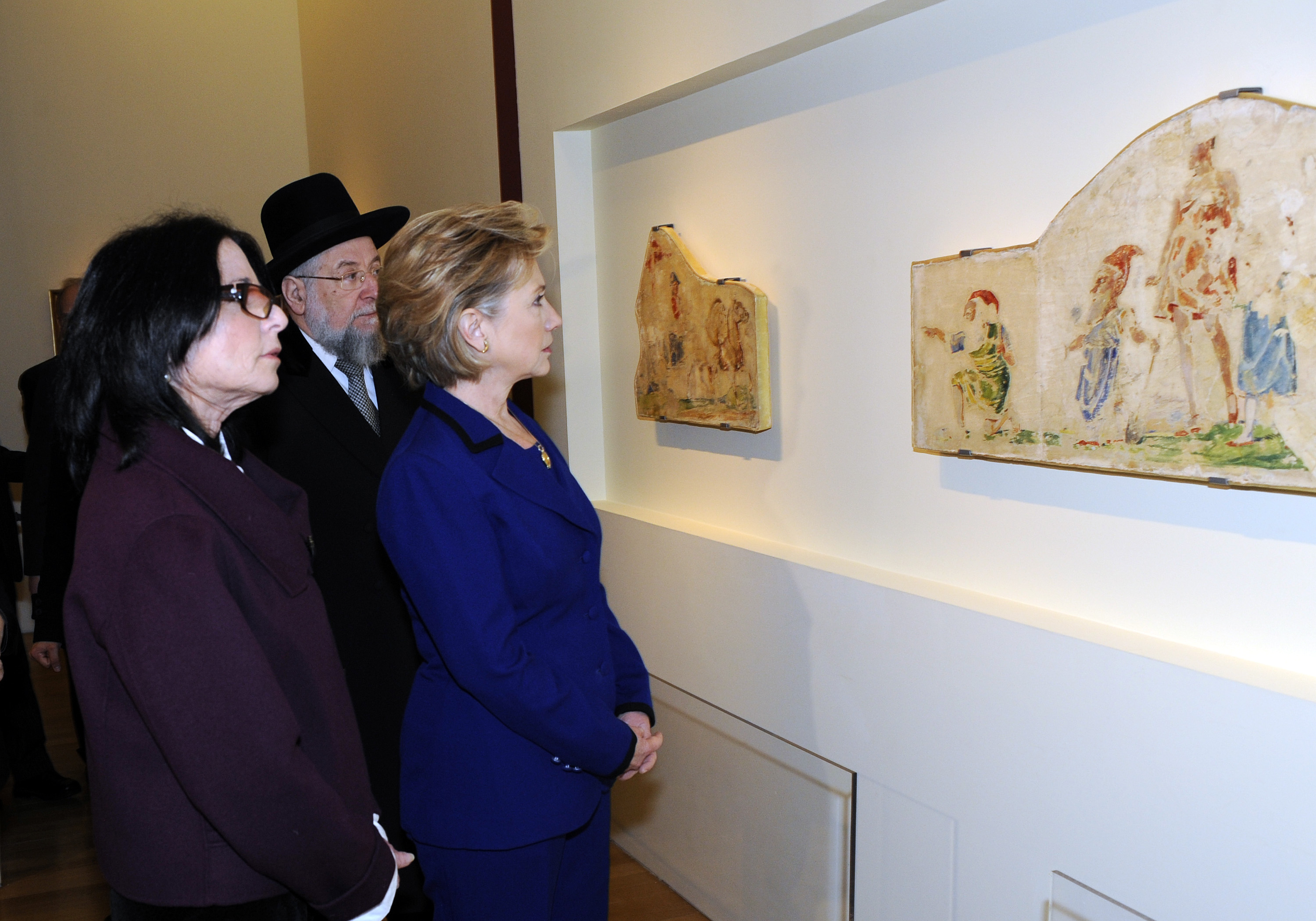
美国国务卿希拉里2009年参观大屠杀艺术馆。照片右侧为Bruno Schulz 在墙壁上的画。
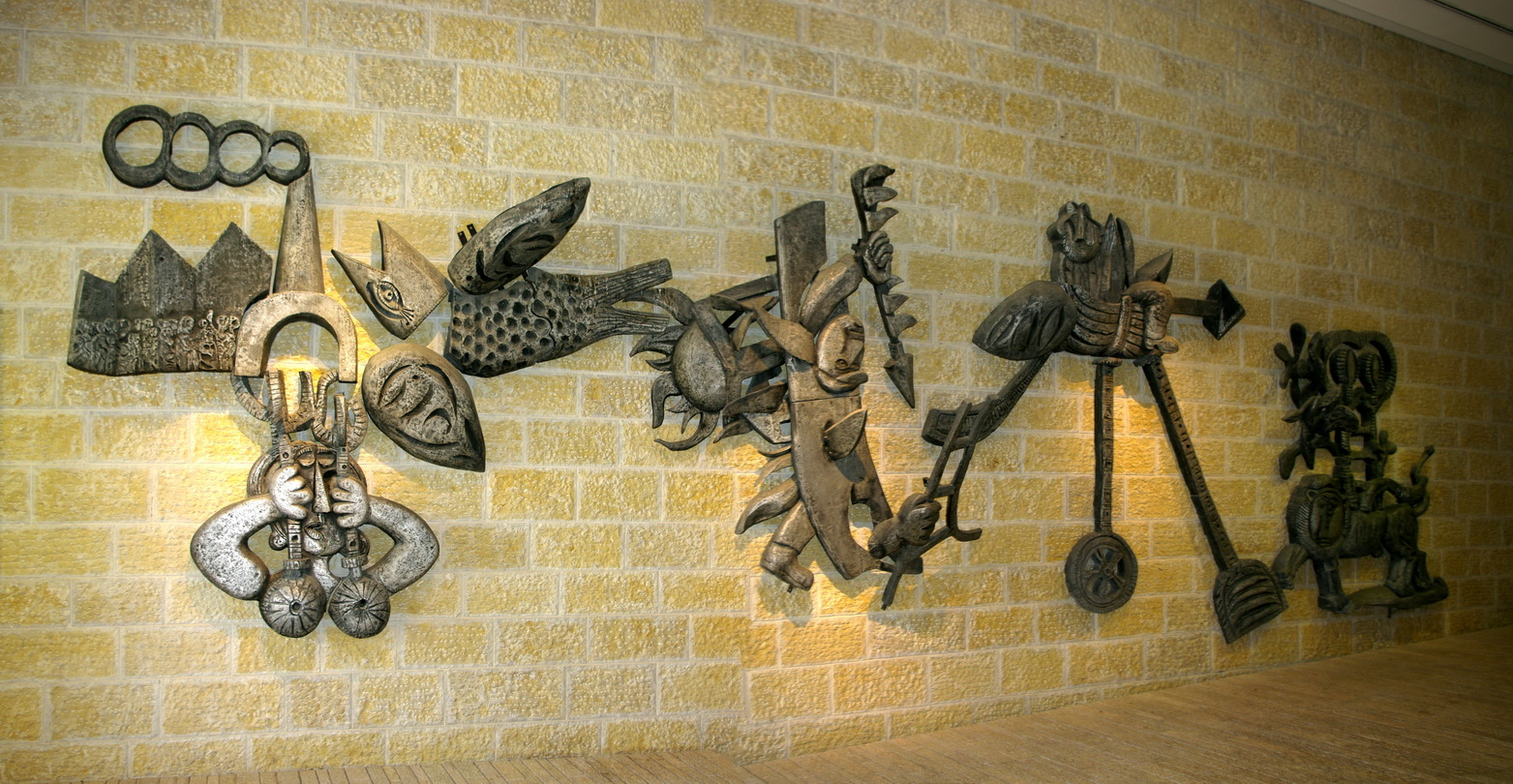
艺术馆入口处墙壁上挂的一组雕塑

## 华沙犹太起义广场

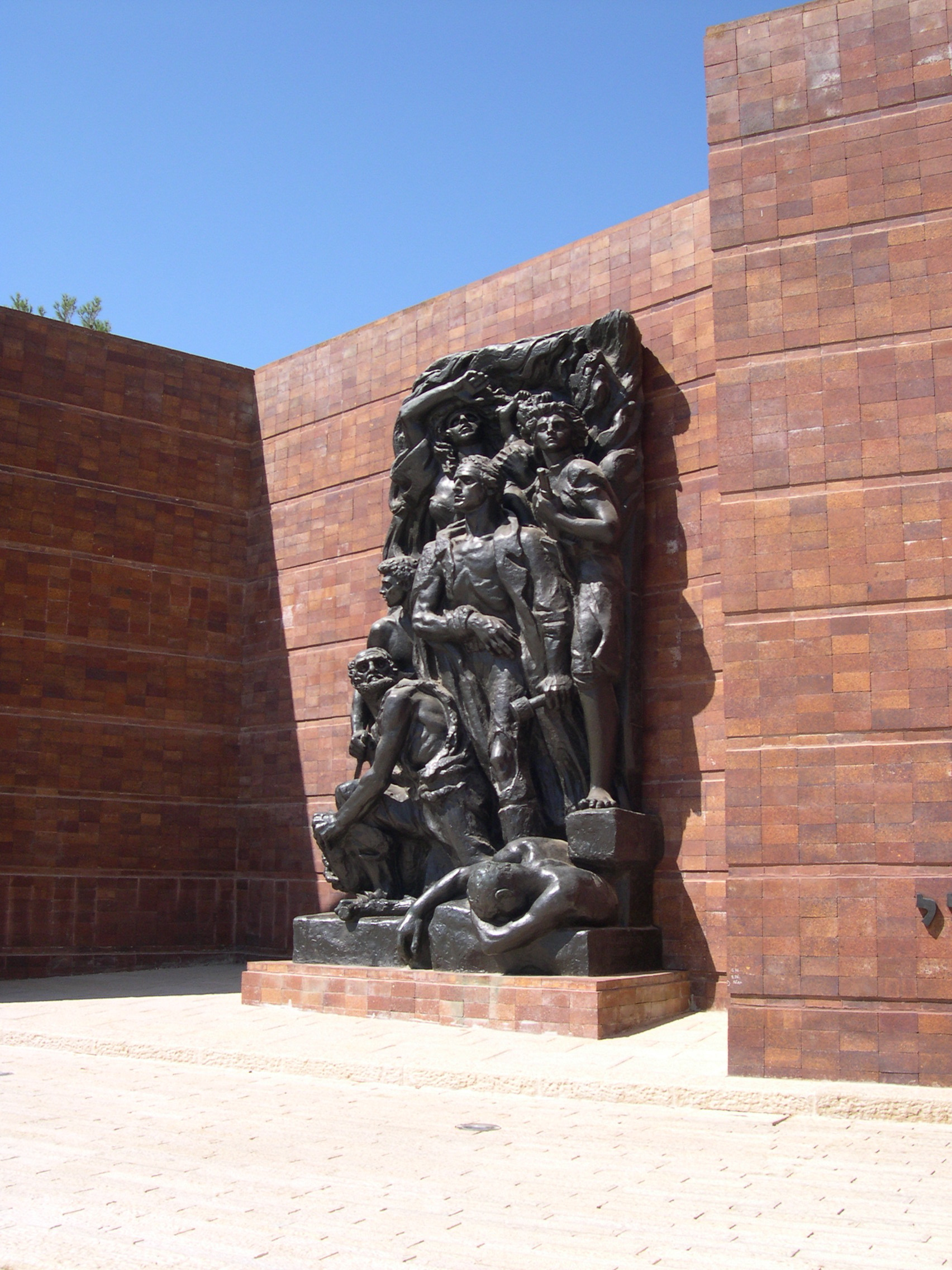
华沙隔都起义广场浮雕“华沙隔都起义”
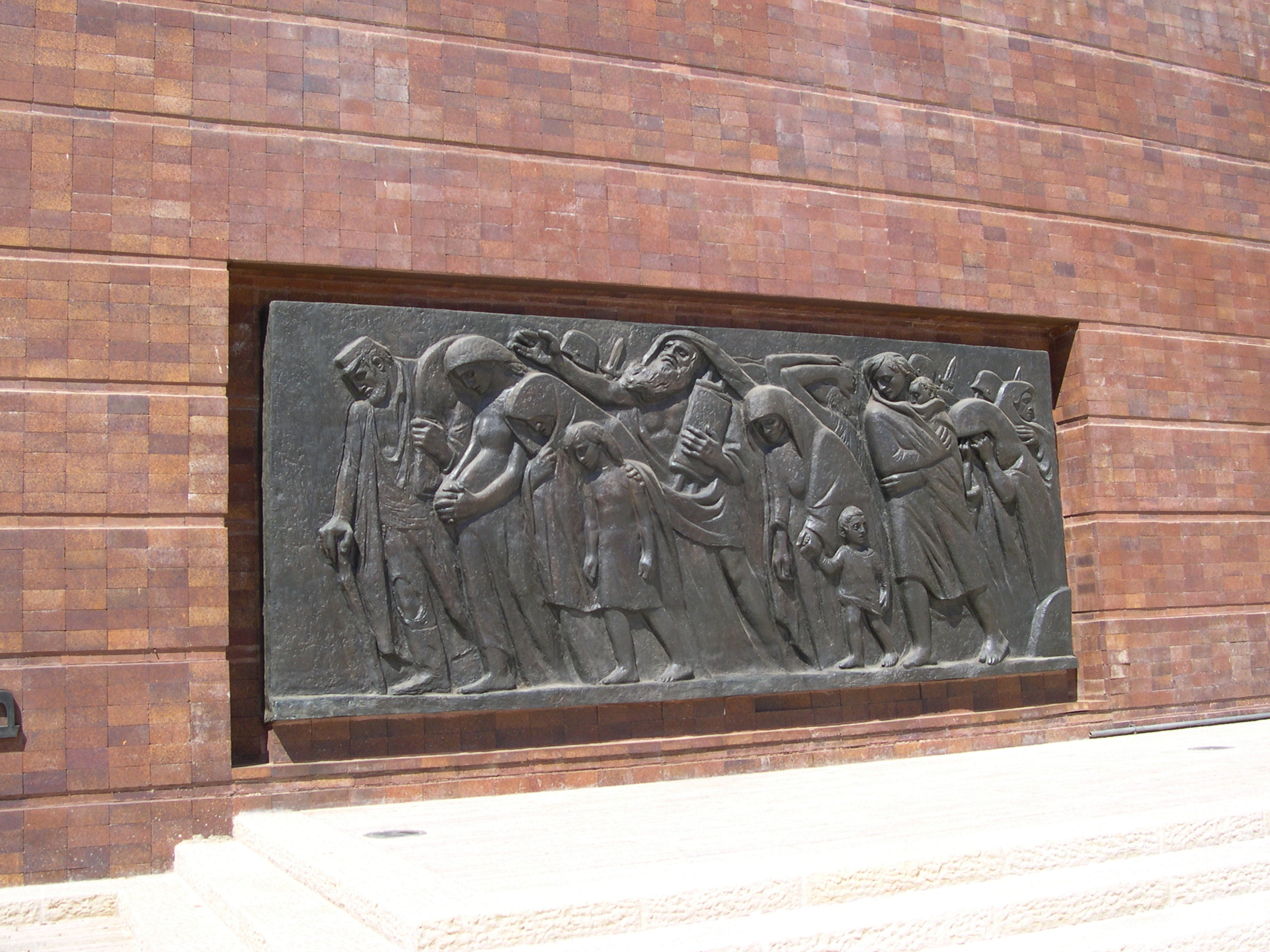
右侧浮雕“最后的行军”

华沙起义广场是为了纪念1943年4月，华沙隔都犹太人英勇起义，反抗纳粹极权统治和灭绝政策。华沙起义广场的浮雕和波兰华沙隔都的纪念地浮雕一样。第一组浮雕，名为“华沙隔都起义”，展现了男女老少手持简陋武器，英勇反抗；背景为红色的砖墙，象征正被纳粹焚烧的隔都。浮雕中央站立的是起义领袖，Mordechai Anielewicz，手持火把点燃反抗的热情。右侧是第二组浮雕，名为“最后的行军”，表现起义失败后，犹太人被驱赶到死亡营。

### 大屠杀纪念日国家纪念仪式
每年，以色列的国家纪念仪式在华沙犹太起义广场举行。以色列总统、总理、最高法院法官、国会议员、国防部部长、大屠杀幸存者、各国使节皆会出席这一重要仪式。

## 英雄主义纪念柱

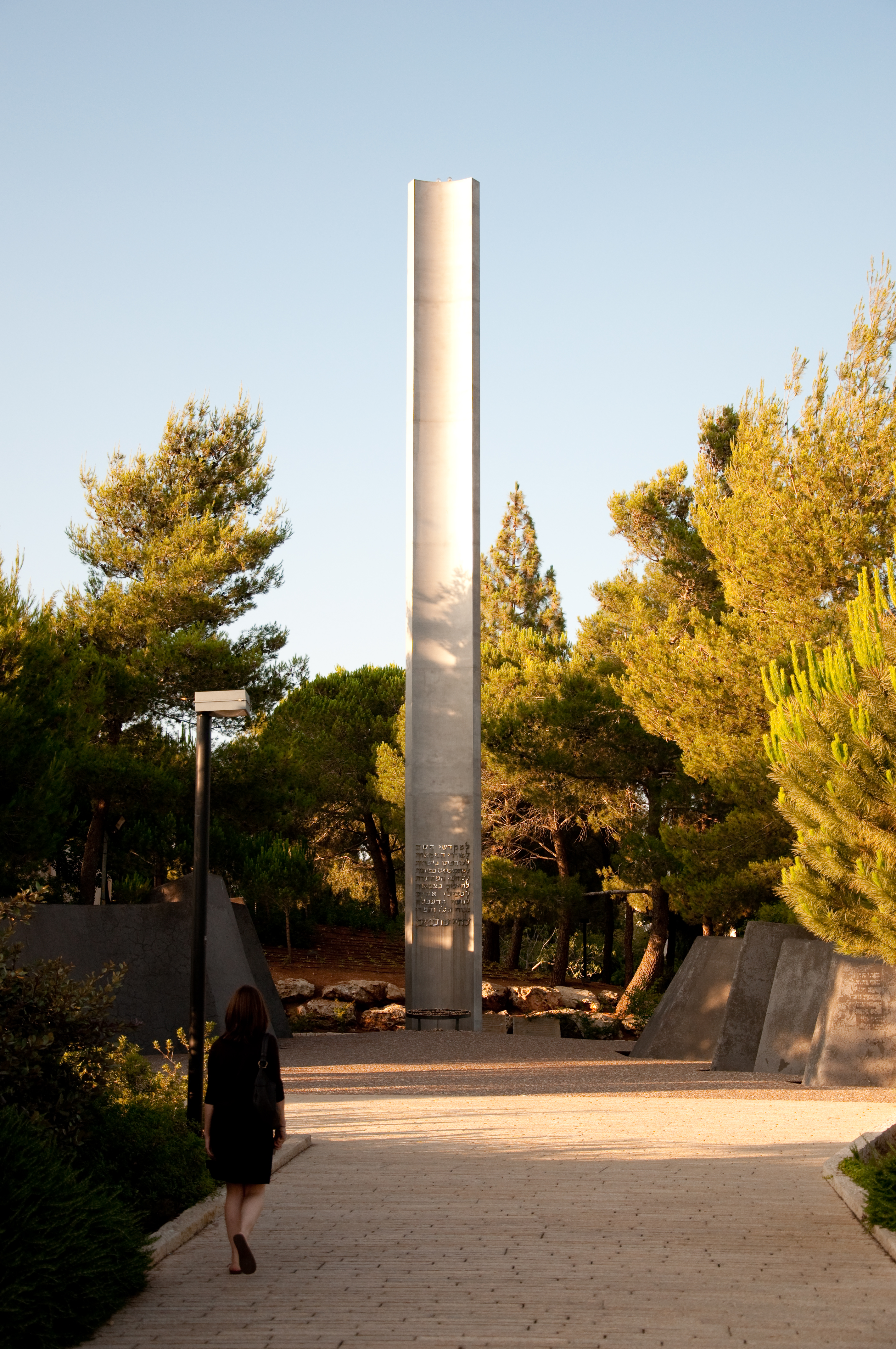
英雄主义纪念柱

英雄主义纪念柱外形像集中营焚尸炉的烟囱。纪念柱上的碑文为：“为了纪念那些在隔都和集中营起义，在树林里战斗，参加地下反抗组织和盟军，勇敢回归以色列，为荣耀上主的名而死的人──现在直到永永远远。”

## 被毁灭社区山谷

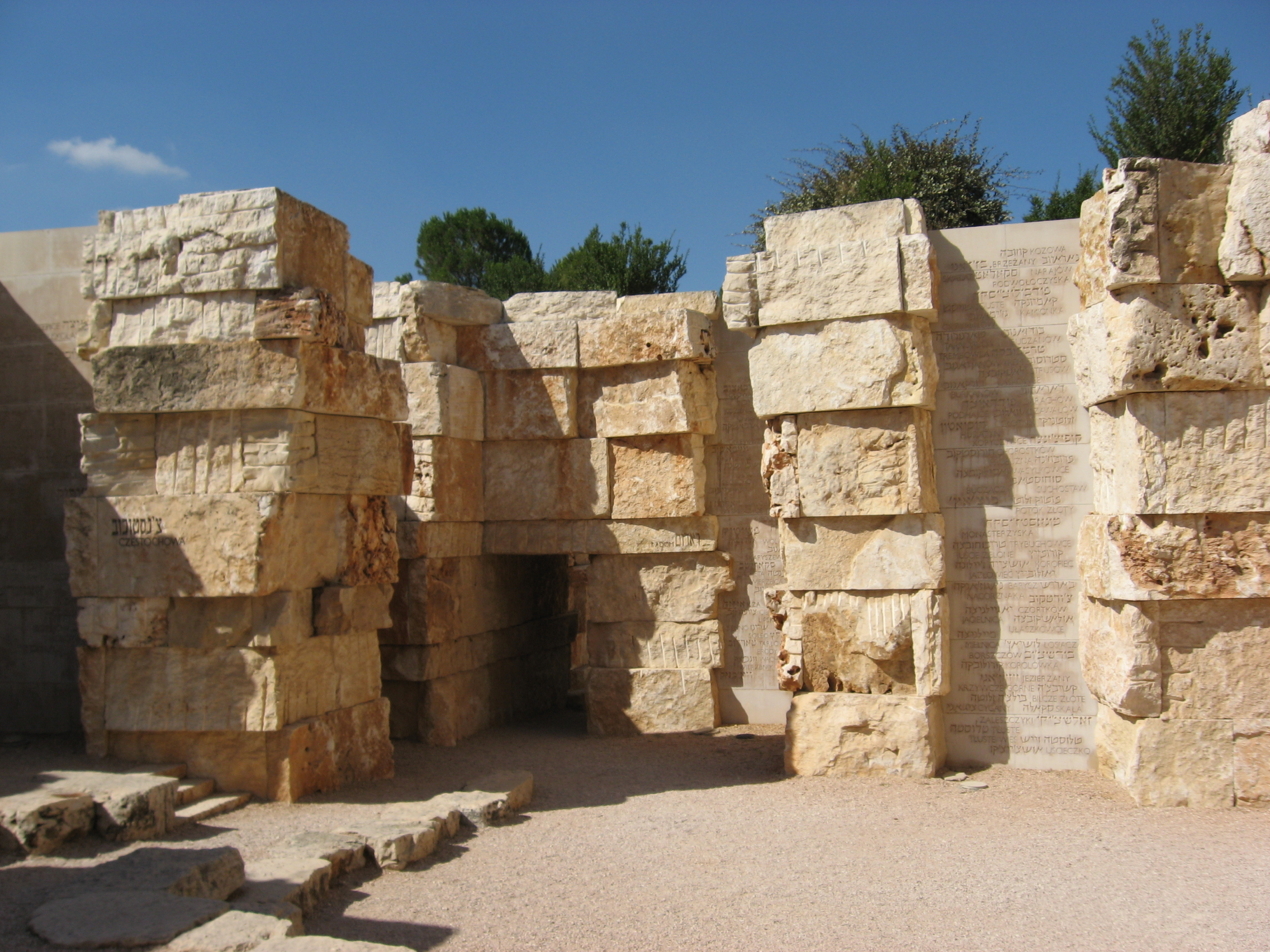
“社区谷”
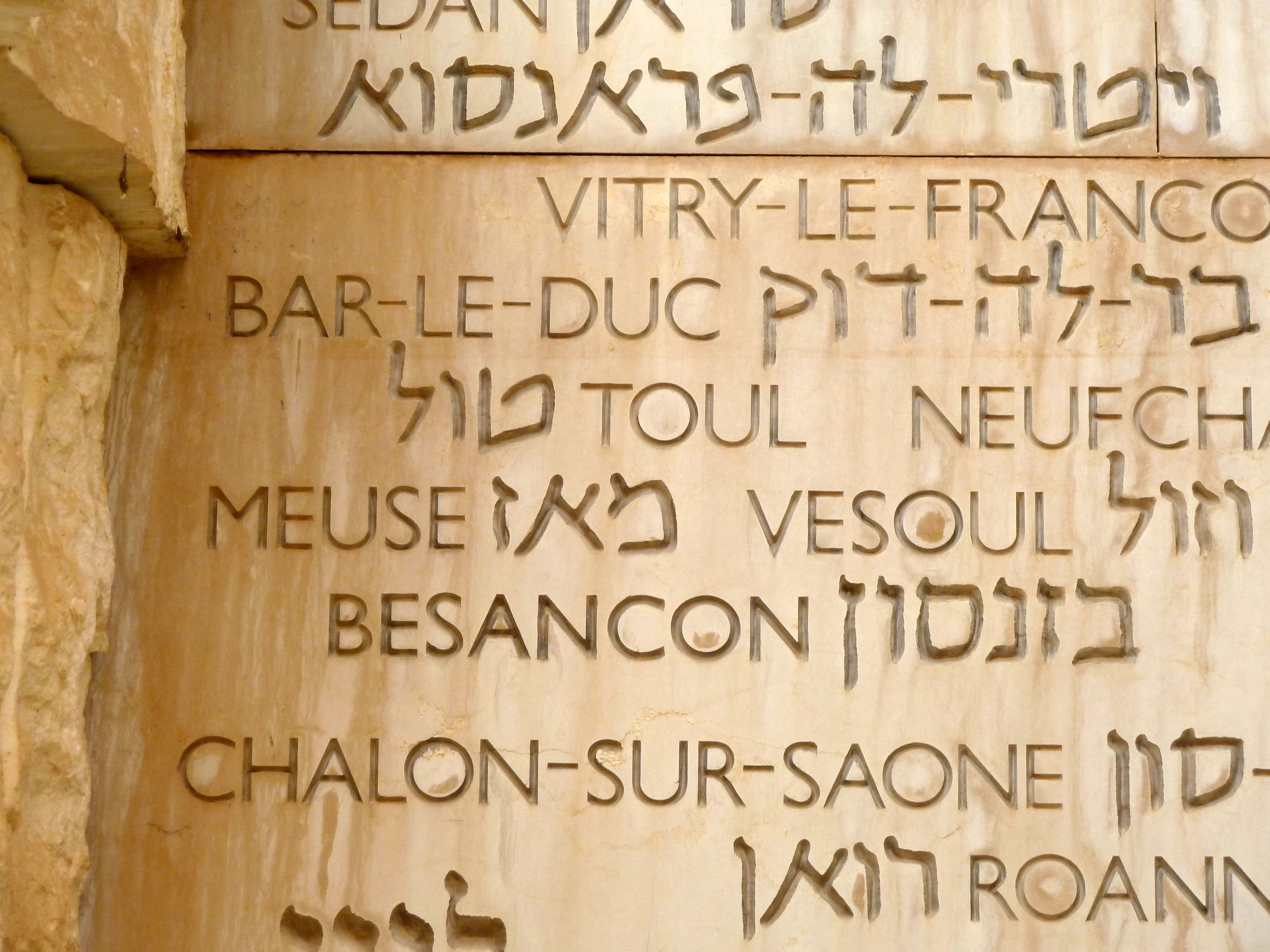
耶路撒冷石上刻的欧洲犹太社区名称。
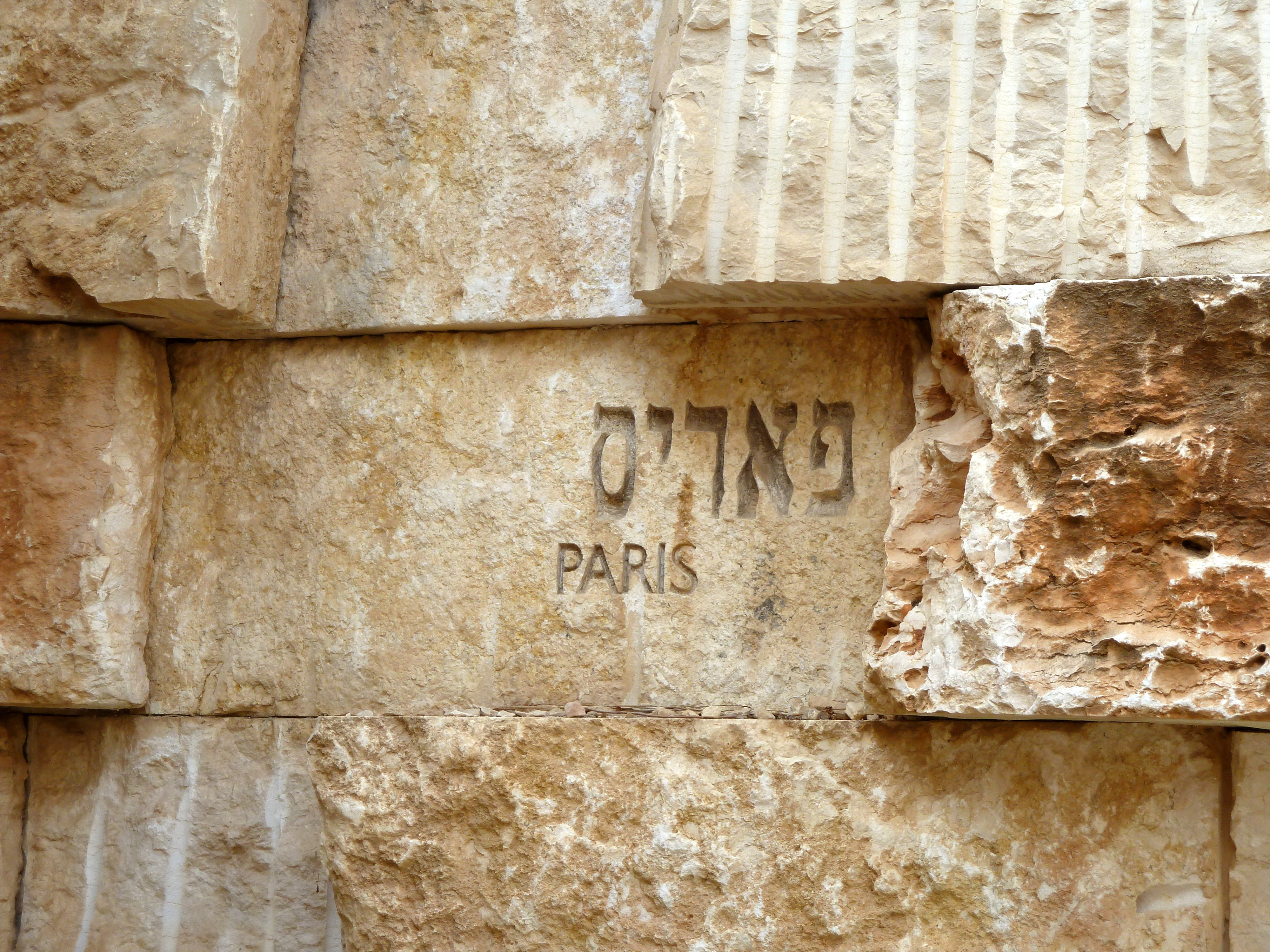
法国巴黎

被毁灭社区山谷由Lippa Yahalom和Dan Tsur设计，旨在纪念大约五千个被纳粹摧毁或严重破坏的犹太社区。在二战前，欧洲特别是东欧是世界犹太人口中心，有历史悠久的繁荣犹太社区，但东欧犹太社区遭受了毁灭性打击，上千年的社区几乎一夜间被完全摧毁。被毁灭社区山谷是从基石中开挖出来的，如同一组墓门张开的坟墓。这一设计寓意着，千百年建设起来的犹太社区突然间被吞灭，不复存在。超过五千个犹太社区的名称被刻在107面耶路撒冷石石墙上，寓意这些社区在耶路撒冷被永远纪念。

## 其他纪念雕塑

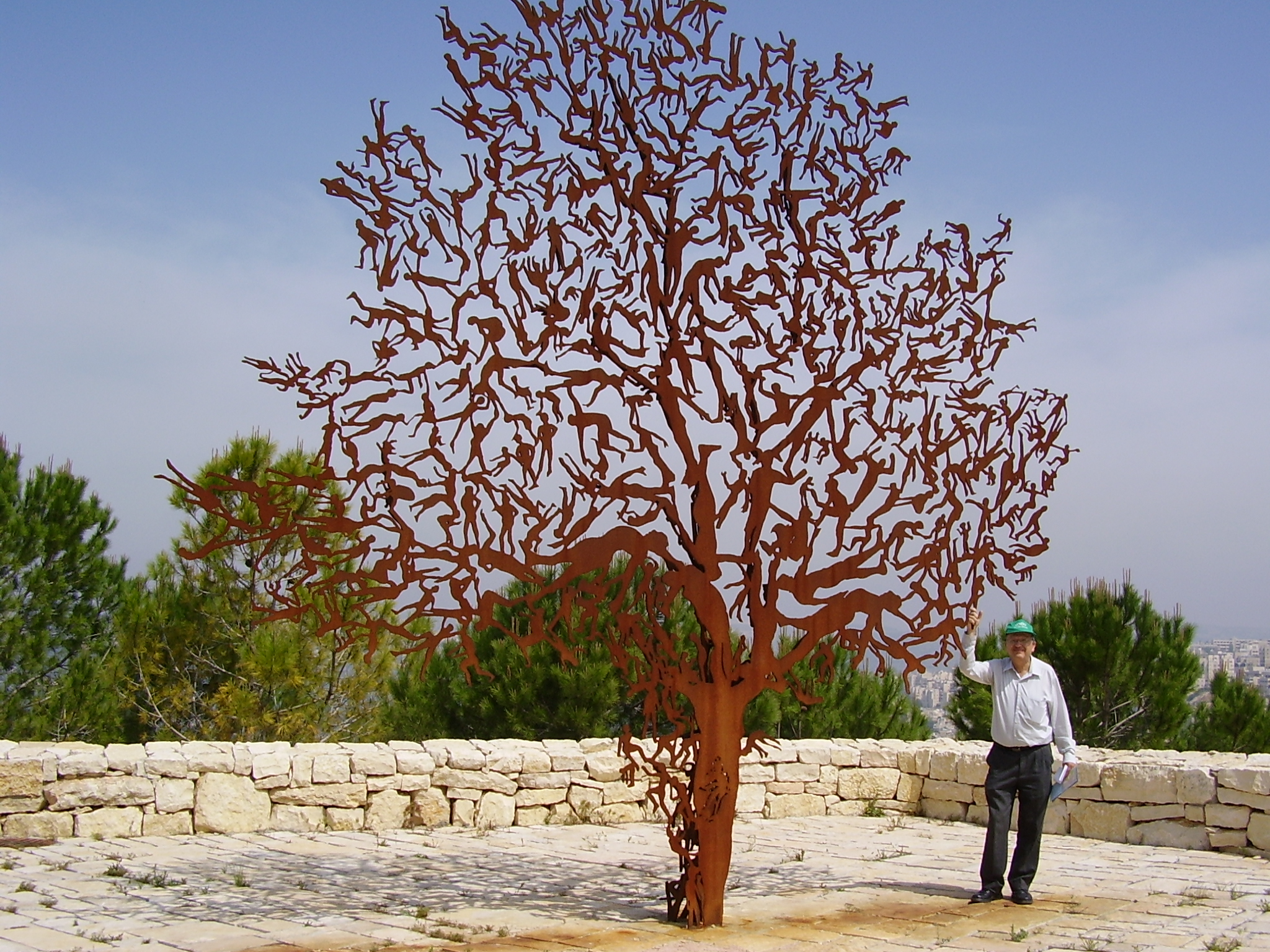
游击队员全景
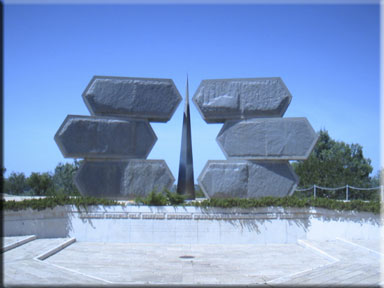
犹太士兵和游击队员纪念雕像
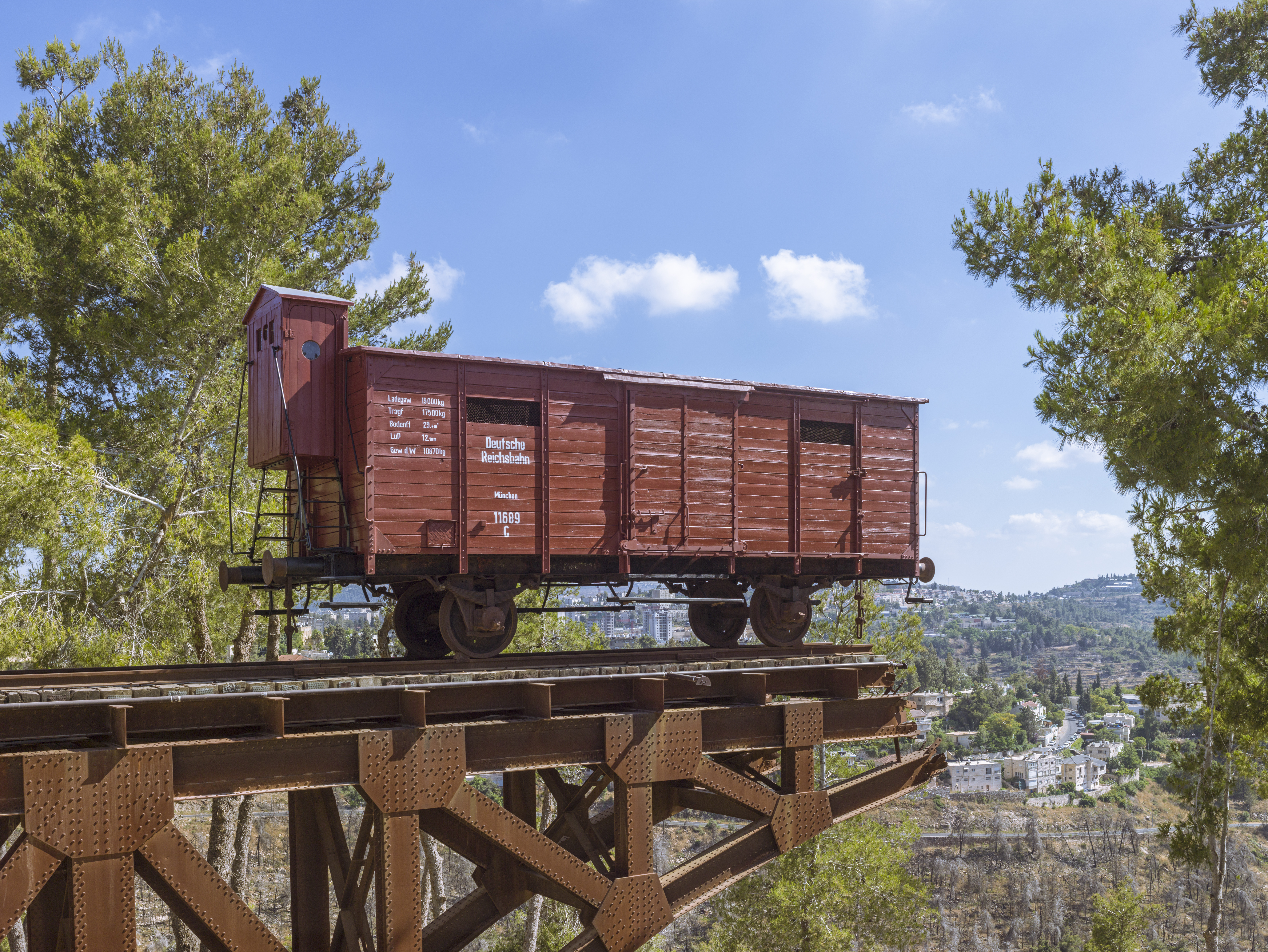
停在悬崖边的运输家畜车厢。
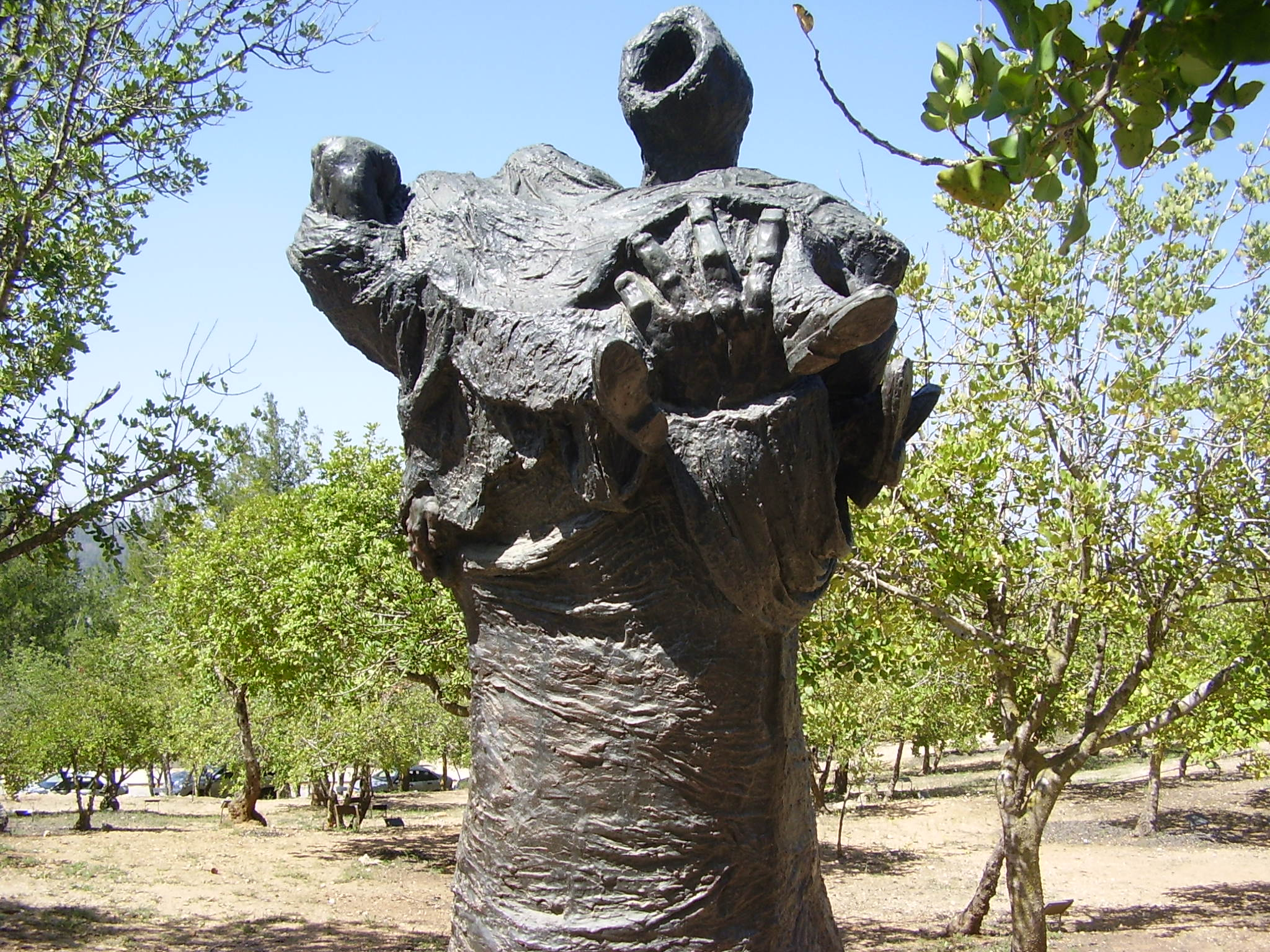
“Never again”

### 犹太士兵和游击队员纪念雕塑
二战期间，大约有150万犹太人参加盟军军队和抗德游击队，数十万人死于战斗。这一雕塑由Bernie Fink设计，由六块长方形的巨堆成，中间有一个巨大的不锈钢剑形雕塑。六块巨石代表六百万大屠杀遇害者，组成的大卫星代表犹太民族，中间的剑象征反抗纳粹。这一雕塑寓意着六百万大屠杀遇害者为以色列的复国做出的贡献。

### 游击队员全景雕塑家畜运输车厢
这一雕塑由雕塑家Zadok Ben-David创作。雕塑高六米，上面有上百个游击队员形象，组成了一颗树。中间刻有一句话“人像田地里的树”。树象征着犹太游击队员，他们在东欧森林里躲藏，在森林里战斗，生命与森林紧密连接。

### 家畜运输车厢──纪念被驱逐者
这一纪念装置由Moshe Safdie设计。这一家畜运输车厢曾在二战期间被用来运输犹太人到灭绝营。车厢停在被割断的铁桥上，在深渊的边缘，象征着犹太人的死亡之旅。车厢朝向犹太圣城耶路撒冷的群山，象征着犹太人虽被屠杀，但有永恒的盼望。

## 外邦义人纪念

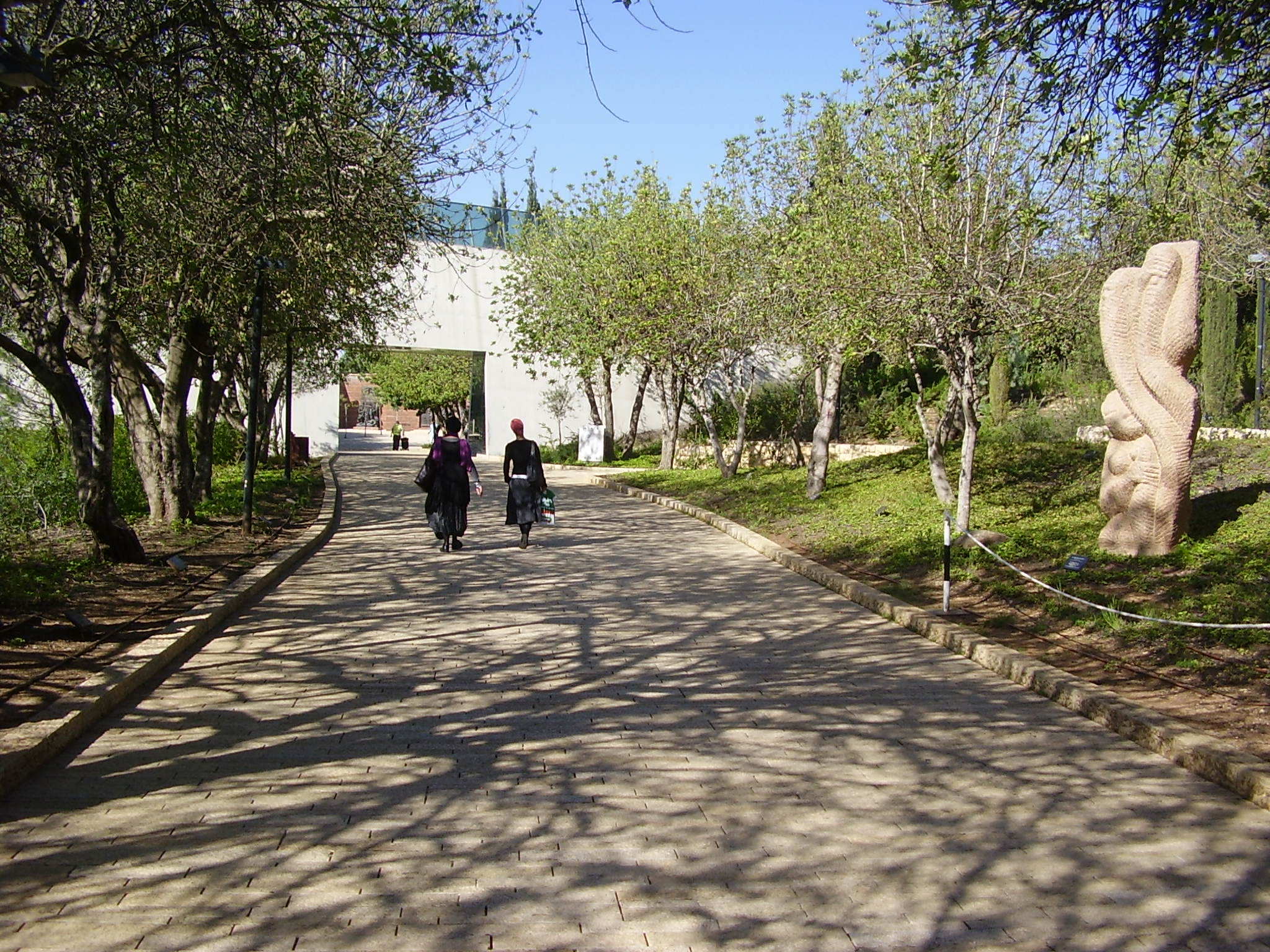
外邦义人大道
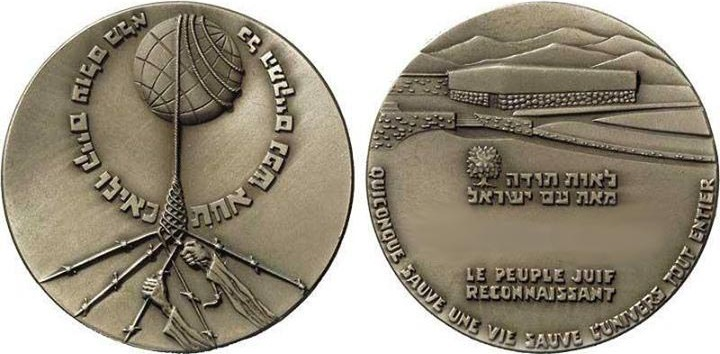
“外邦义人”奖章正反面，上面刻有犹太教经典的一句话“救一个人就是救了一个世界”
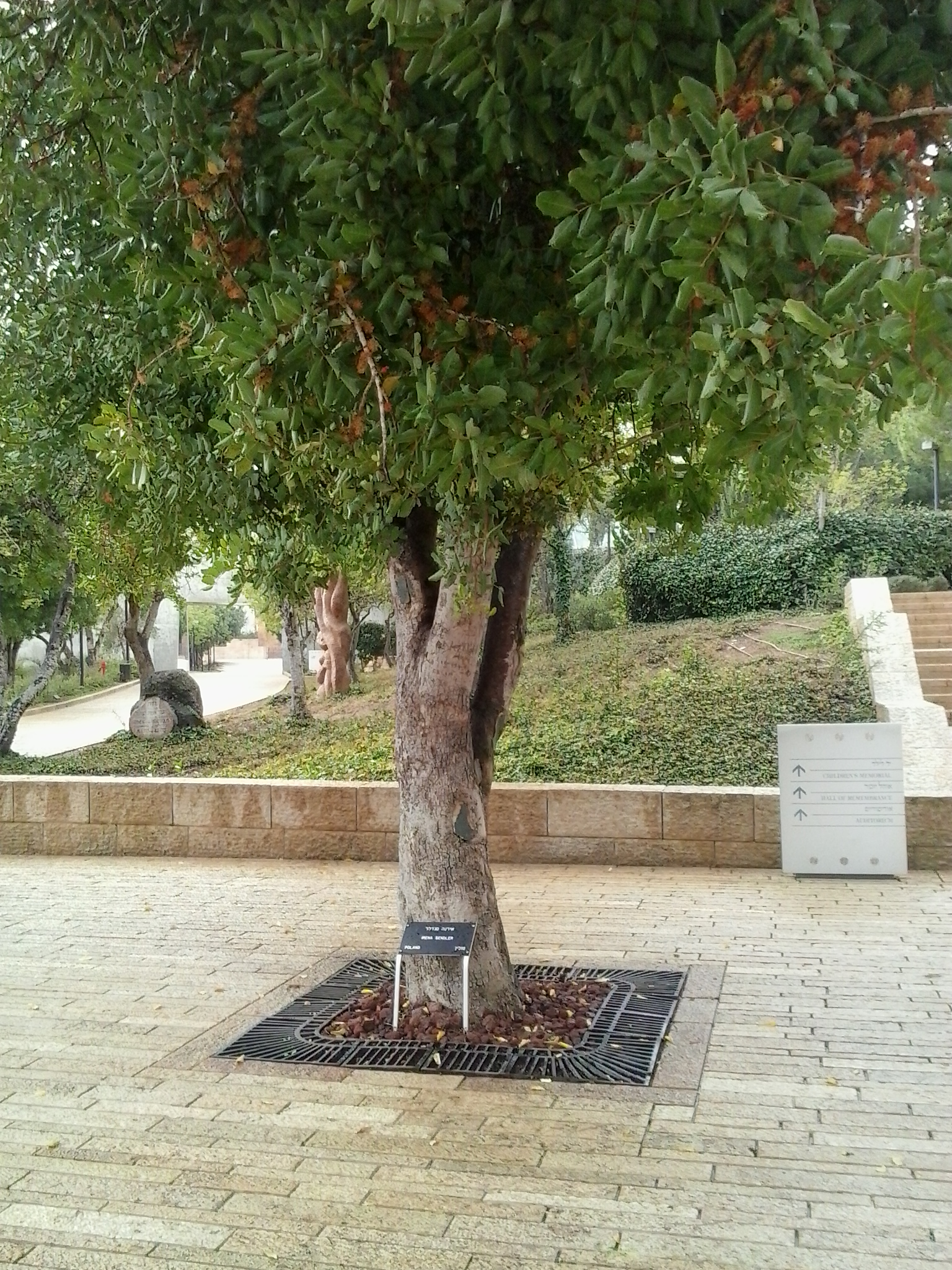
纪念波兰天主教修女 Irena Sendler 的树，冒险拯救了2500名犹太人。
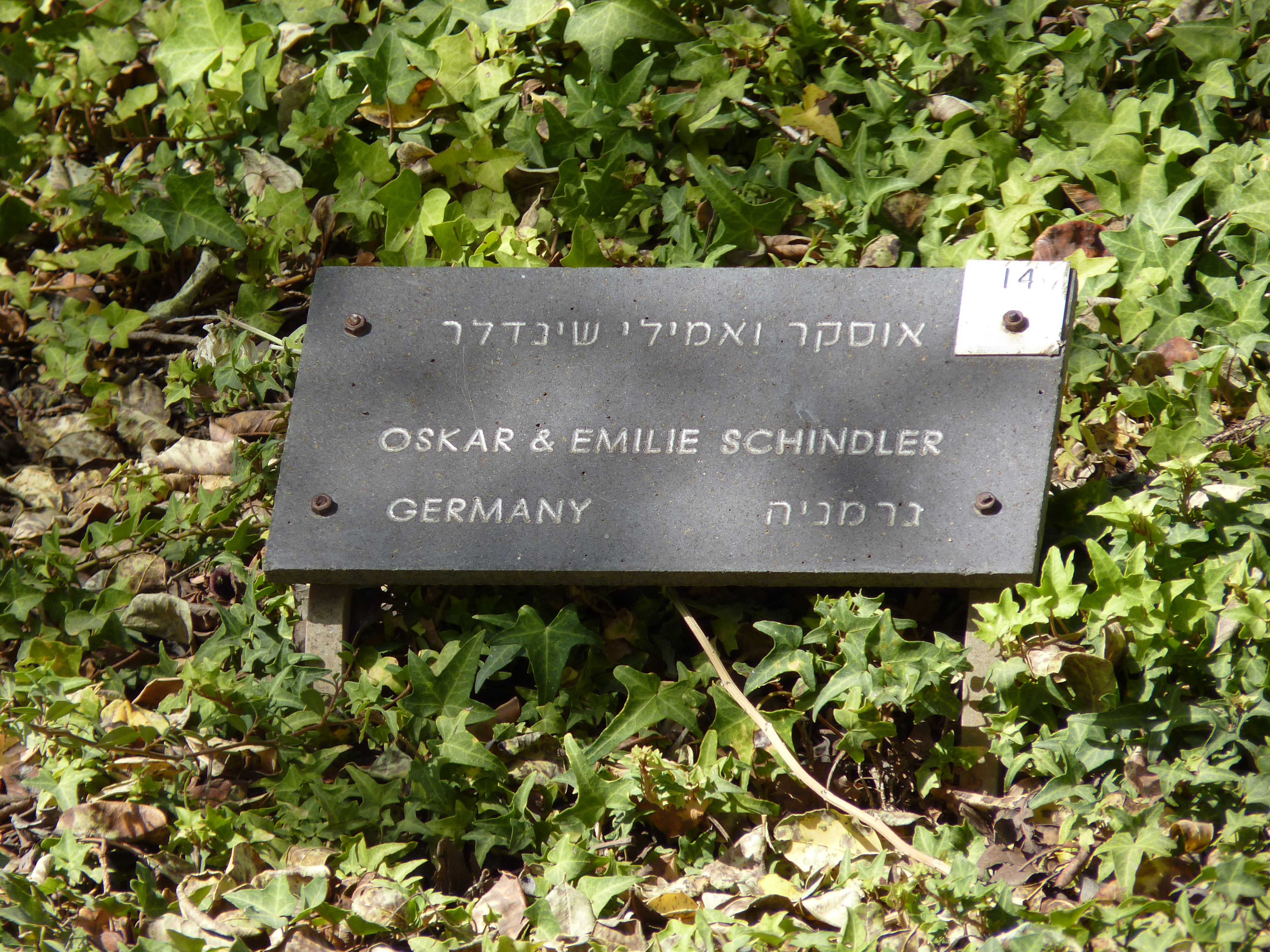
纪念辛德勒的树。（穿过游客中心，出门右手边）
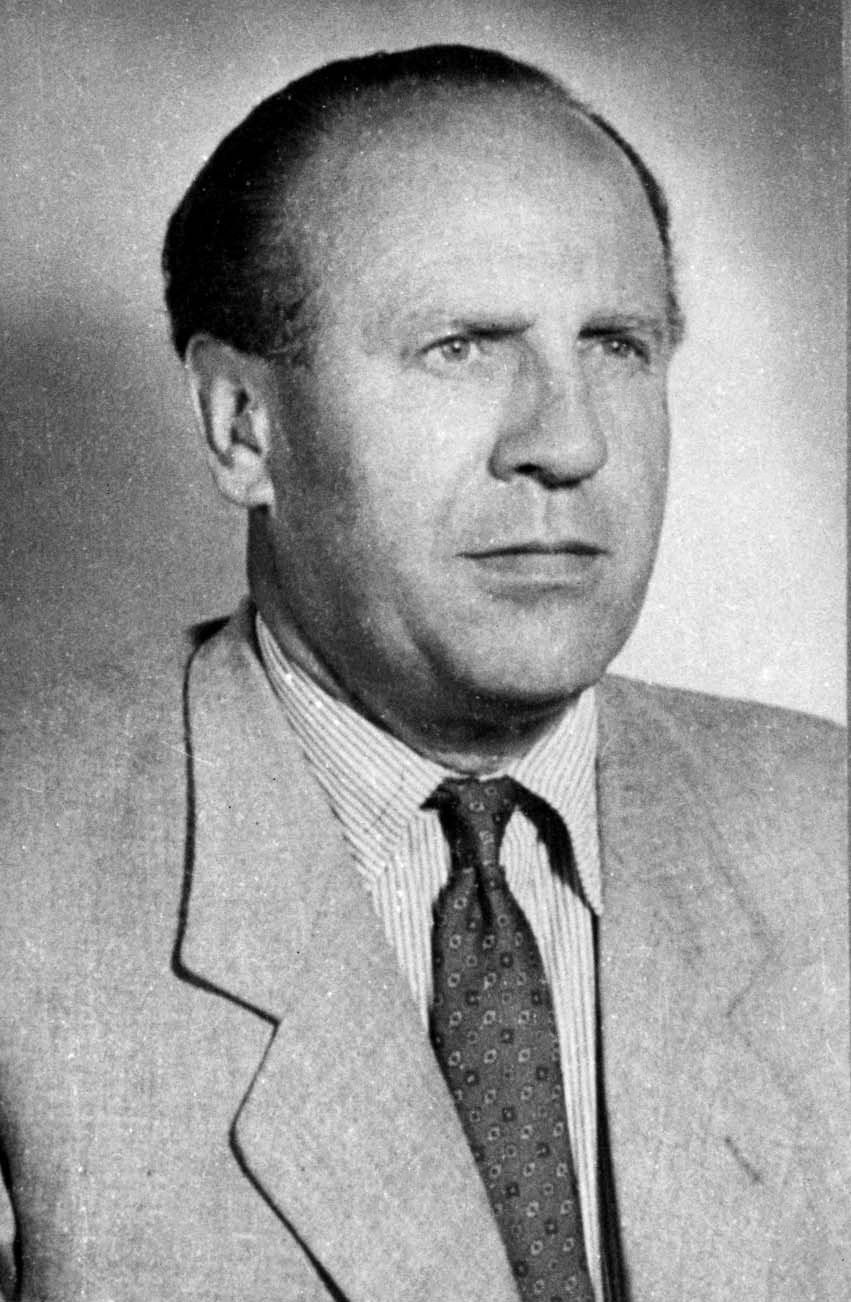
最知名的外邦义人──辛德勒（电影《辛德勒的名单》）

二战期间，大多数欧洲人对纳粹迫害杀害犹太人持冷漠和顺服态度，甚至有部分东欧人协助纳粹屠杀犹太人。但仍有少部分人承担代价，冒险搭救犹太人，这些人被称为外邦义人，被以色列大屠杀纪念馆特别纪念。“外邦义人”（中文也翻译为“国际义人”），这一概念源自希伯来圣经，拉比犹太教称不是犹太人但遵守“诺亚七律”的外邦人为ger toshav（righteous gentles, 外邦义人)。在1953年以色列国会通过的《大屠杀纪念法》中，专门提到纪念馆的一个重要使命是纪念“冒着生命危险搭救犹太人的外邦义人”。半个世纪来，大屠杀纪念馆不断努力寻找认定外邦义人，颁发奖章并纪念。潘均順和何凤山，中国仅有的两位外邦义人，也被纪念。何凤山曾抗命为犹太人发簽证，因此被中華民国外交部记过。潘均順冒险收留逃难的犹太少女。

### 外邦义人
纪念馆馆认可的外邦义人共2万多人：
比较知名的外邦义人包括（但不限于）：
- 奧斯卡·辛德勒及埃米莉·辛德勒
- 切斯瓦夫·米沃什
- 弗里茨·飞利浦
- 伊雷娜·森德勒
- 杉原千畝（日本）（签发签证）
- 拉烏爾·瓦倫貝格
- 威爾姆·歐森菲德（庇护大量波兰犹太人、救助了濒死的波兰钢琴家瓦迪斯瓦夫·斯皮爾曼）
- 何鳳山

### 外邦义人大道
穿过纪念馆入口玻璃大厅，大屠杀纪念馆的主干道即为“外邦义人大道”。1962年，外邦义人大道开通。大道两侧有许多树，树下有小铭牌纪念各国义人。纪念最有名的外邦义人──奥斯卡·辛德勒的树就位于大道起始处右侧，由辛德勒本人亲手植下。

### 外邦义人花园
外邦义人花园位于“被毁灭社区山谷”旁，种有两千多颗树纪念外邦义人，有专门的荣誉墙，刻有每位外邦义人的名字。外邦义人花园由Jeffrey Wohlberg拉比在1992年倡议建设。颁授“外邦义人”称号的仪式也在这一花园举行。

## 档案中心
该馆还有世界最大的犹太大屠杀档案中心。大屠杀纪念馆希望寻找到散布的世界所有关犹太大屠杀的档案，并带回耶路撒冷永久保存。目前档案中心收藏有四十种语言的六千万页档案，二十六万张照片和四万文字或影像见证。档案中心也会收集所有有关大屠杀研究的出版物。在布置展览前，大屠杀纪念馆先要收集文物。1955年开始，大屠杀纪念馆开始制作“遇难者证词”，希望整理出每位遇害者的姓名和个人资料，做成一页“遇难者证词”来纪念，也象征此人墓碑。大屠杀纪念馆已经将幸存者和遇难者的个人信息做成电子数据库，方便查询。
大屠杀档案馆收藏的一些照片

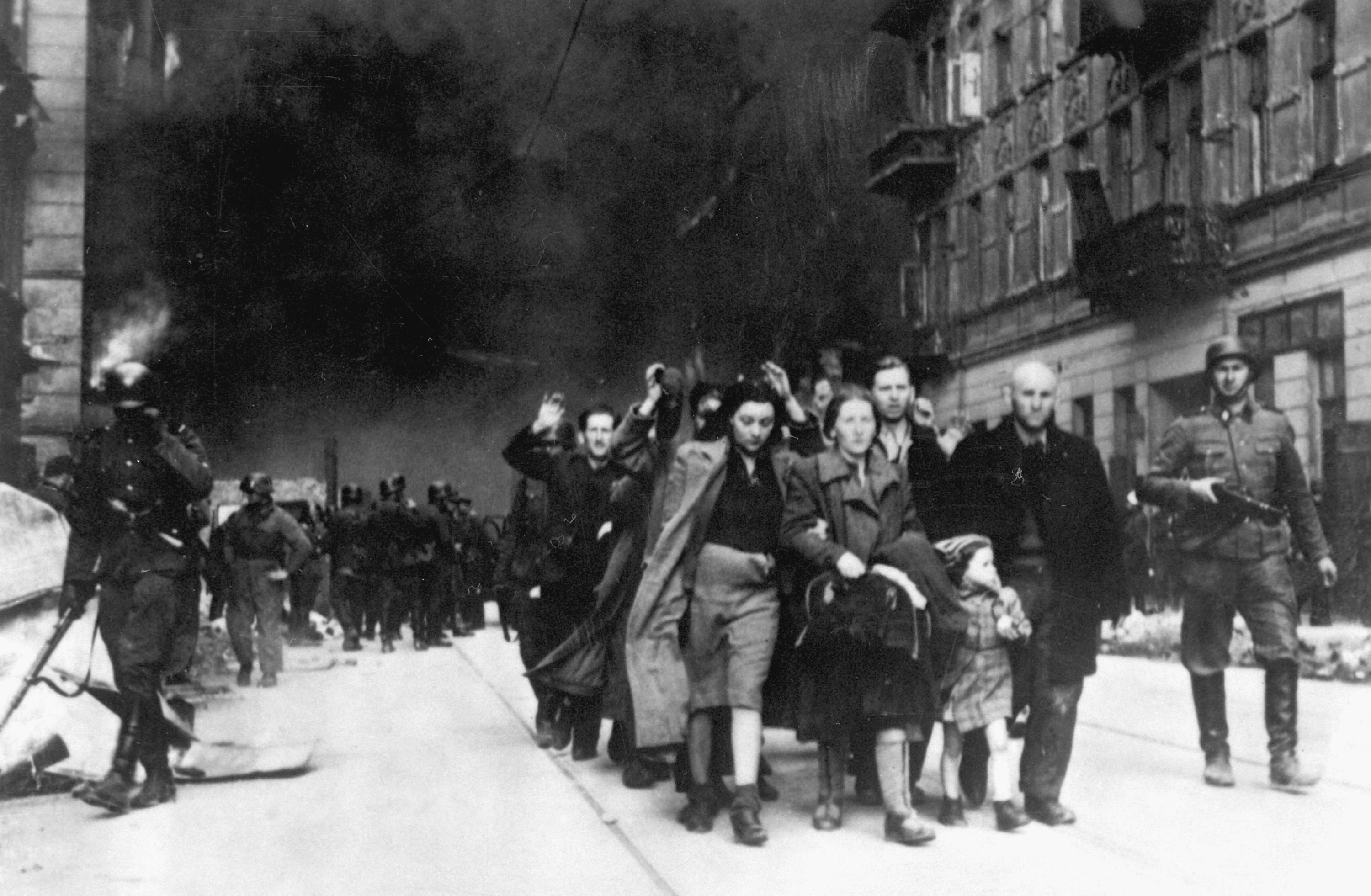
华沙隔都起义失败
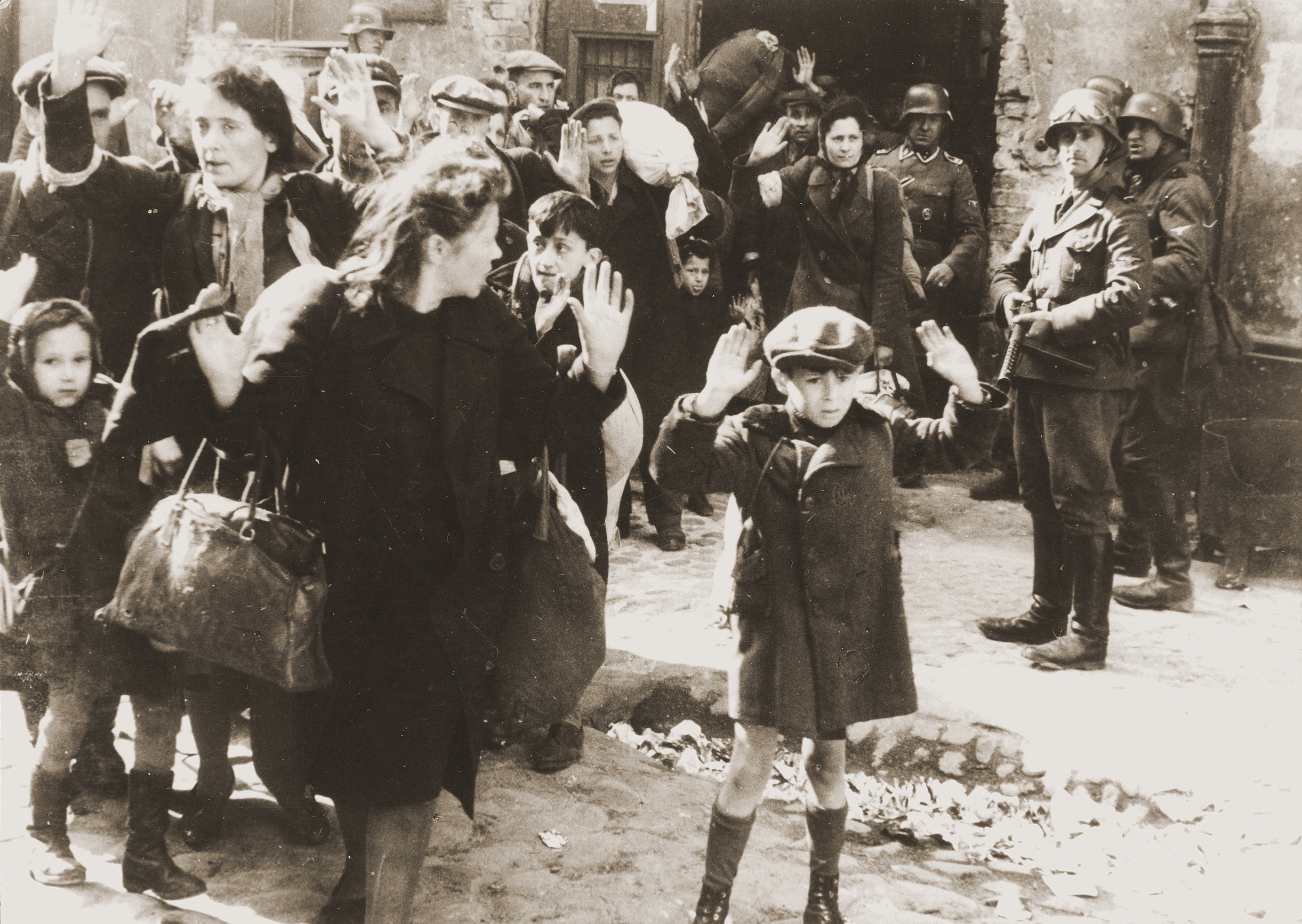
二战著名照片，表现华沙隔都起义失败，犹太人被赶出地下室。
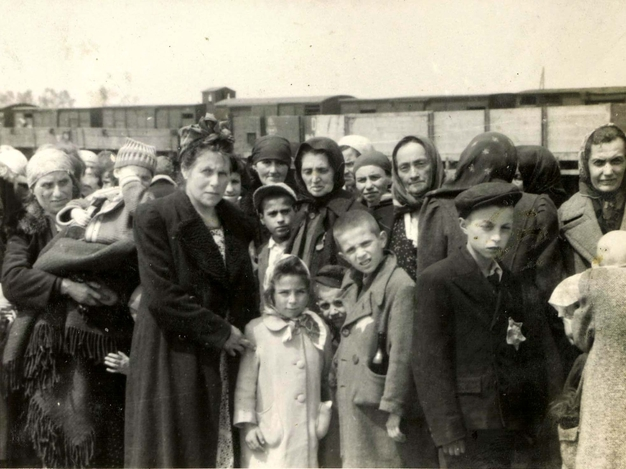
犹太人在火车站台等待德军筛选，一部分人送入强制劳动营，其余人送往灭绝营。

## 著名参观者

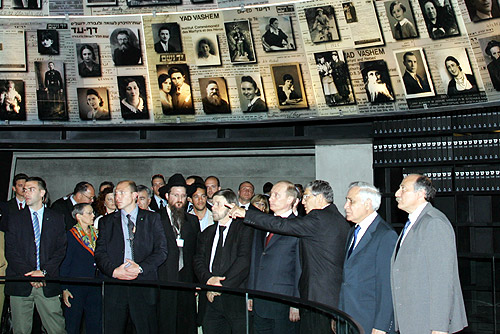
2005年普京到访。
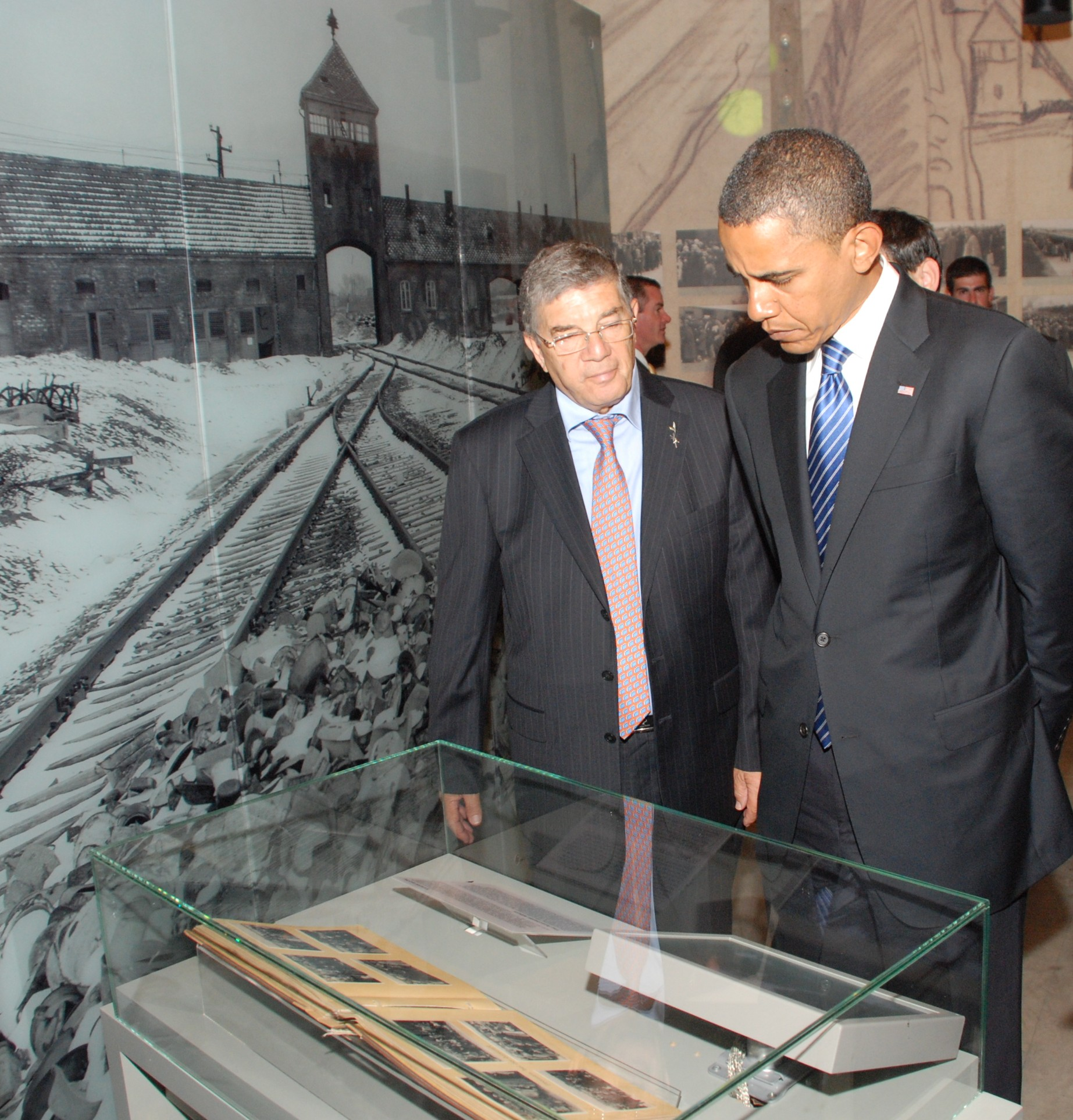
2008年，奥巴马作为总统候选人到访。
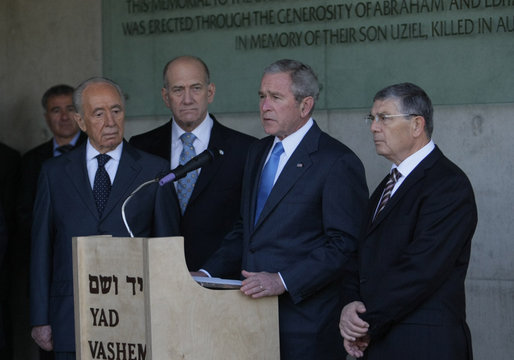
美国前总统小布什到访。
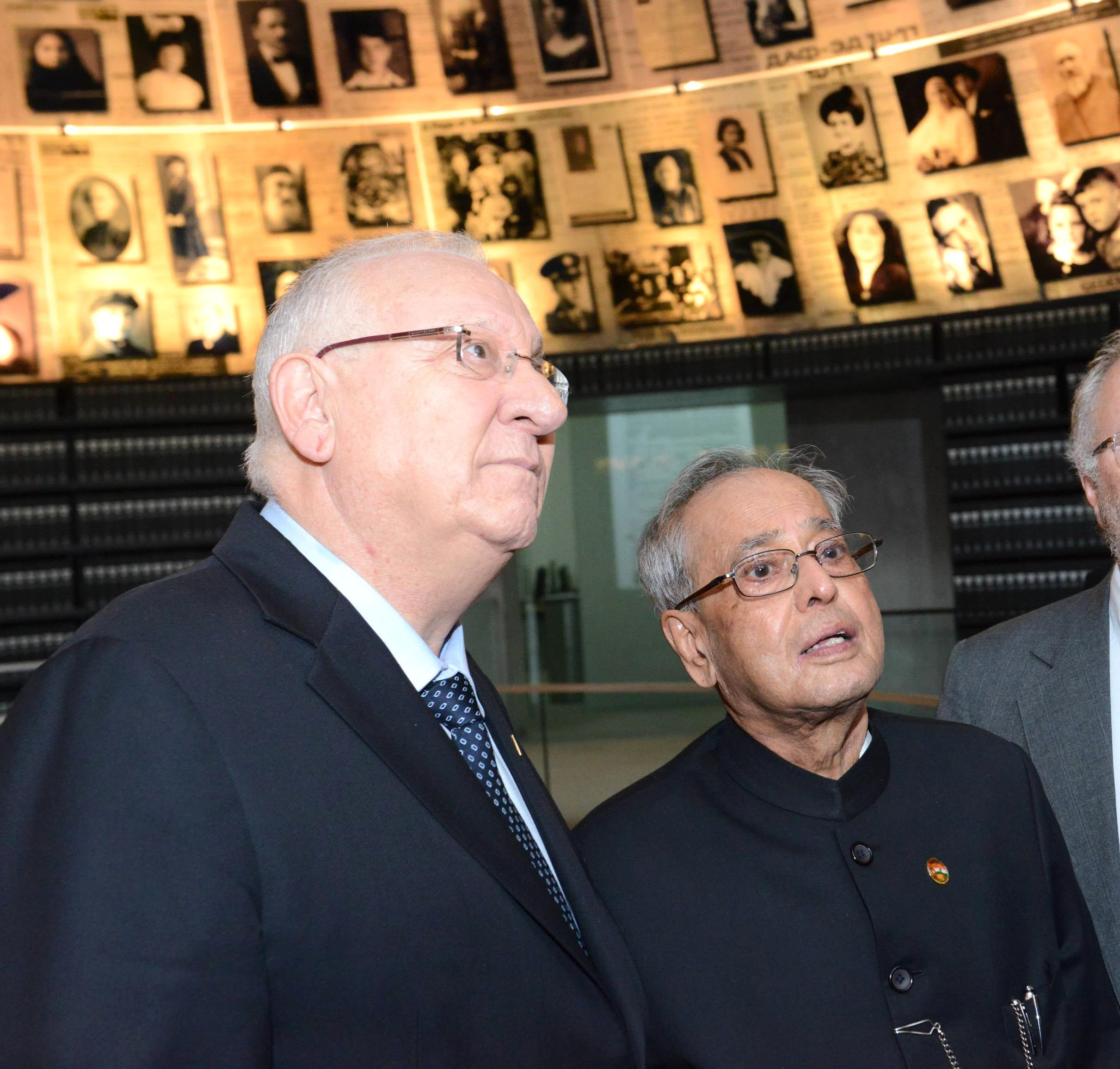
印度总统普拉纳布·慕克吉与以色列总统鲁文·里夫林在名字堂。
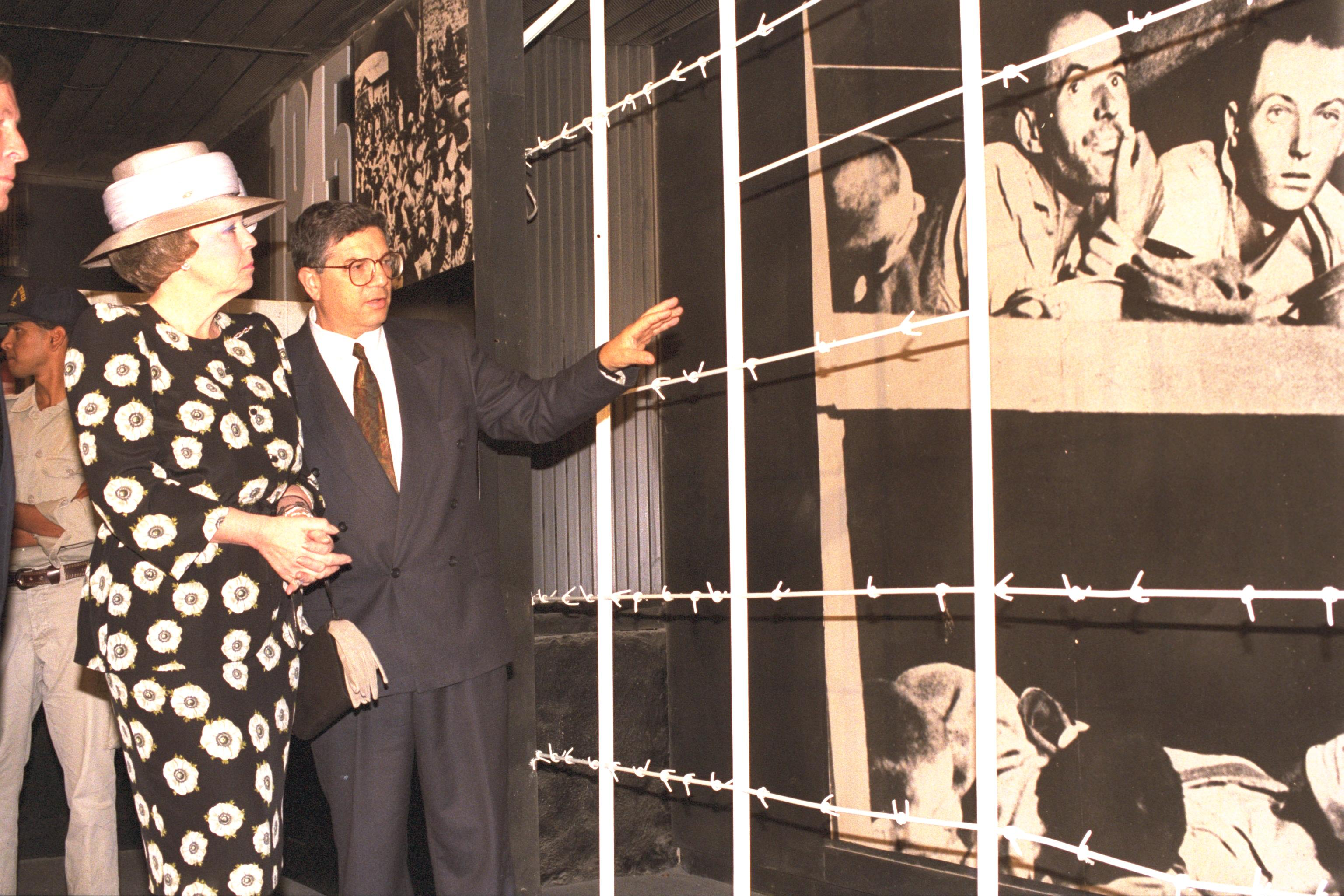
1995年，荷兰女王贝娅特丽克丝到访。
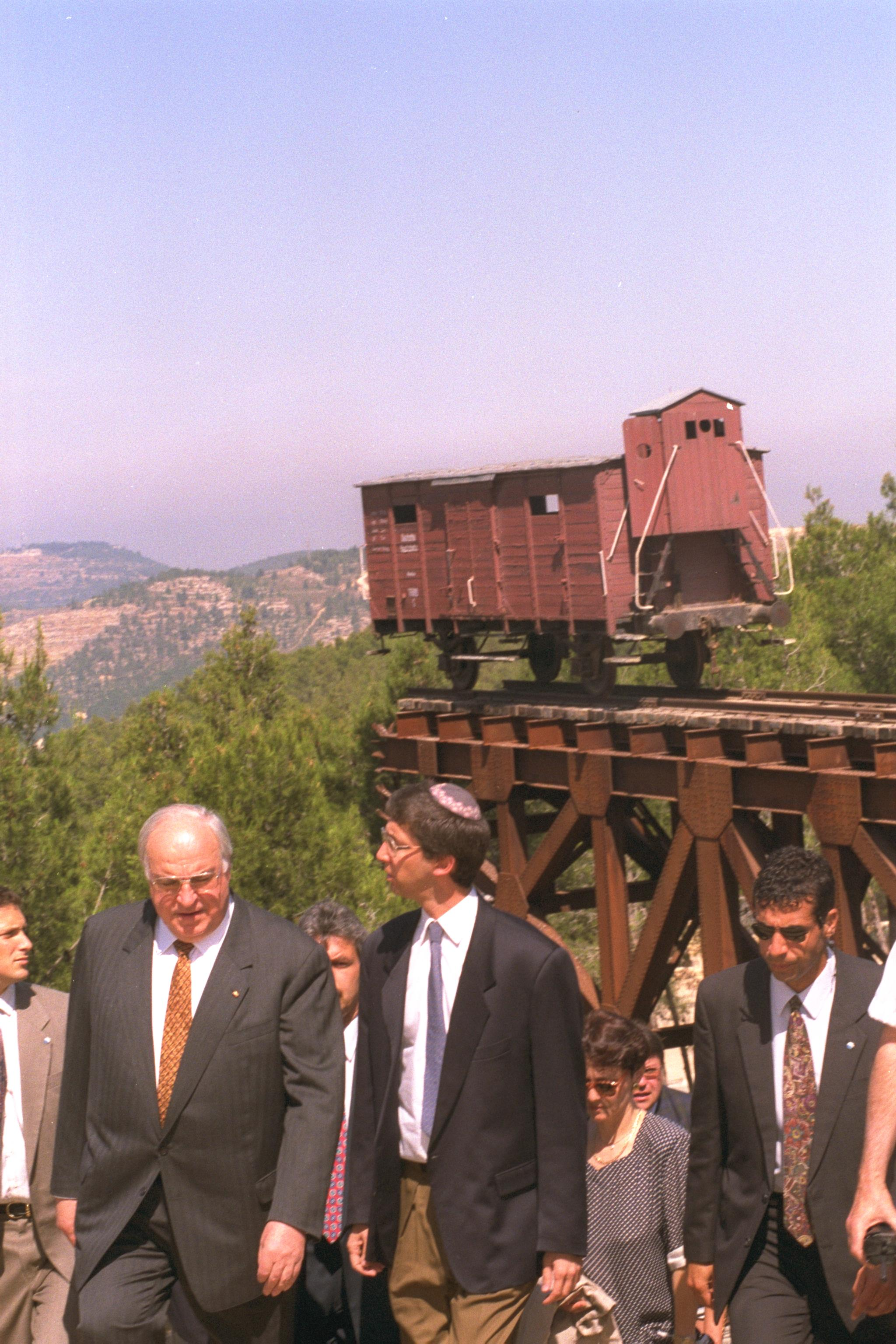
1995年，德国总理科尔到访。

参观以色列大屠杀纪念馆是到访外国领导人的必备行程。大屠杀纪念馆每个月都会接待到访外国领导人。以下是参观过大屠杀纪念馆的部分领导人名单。
- 1986年，英国首相撒切尔夫人。
- 1994年，美国总统克林顿[13]
- 1995年，德国总理科尔。
- 2000年，中国国家主席江泽民。
- 2000年，教宗若望保祿二世。
- 2005年，俄罗斯总统普京。
- 2005年，土耳其总理埃尔多安。
- 2006年，德国总理默克尔。
- 2008年，法国总统萨科齐。
- 2008年，美国总统小布什。[14]
- 2009年，教宗本笃十六世。
- 2013年，美国总统奥巴马。[15]
- 2014年，加拿大总理哈伯。
- 2014年，教宗方济各[16]。
- 2014年，中国国务院副总理刘延东。
- 2016年，中国人大委员长张德江。

## 与梵蒂冈关系
许多犹太人认为梵蒂冈在“二战”期间未能更多的帮助犹太人，梵蒂冈对犹太大屠杀的反应是各方争论的话题，也是困扰以色列、以色列大屠杀纪念馆和梵蒂冈关系的心结。

### 教宗庇护十二世相关展览争议
天主教会在“二战”期间在犹太大屠杀中的角色一直是学术界颇有争议的话题。许多人，包括不少犹太人，仍然认为梵蒂冈和教宗庇护十二世对阻止大屠杀，帮助犹太人做的太少。在大屠杀纪念馆的展厅内，有关教宗庇护十二世的展览内容引发了许多争议。展览讨论了一些大屠杀责任的问题，包括为什么盟军没有轰炸奥斯维辛集中营，延缓灭绝犹太人的速度。文字说明暗示教宗对纳粹过于软弱，梵蒂冈没有帮助犹太人。   这一部分展览在近年进行了调整修改，吸收了近年的学术研究，观点更为中立，呈现历史的复杂性，承认教宗对帮助犹太人做过的一些努力。

### 教宗本笃十六世讲话争议
2009年，教宗本笃十六世访问了大屠杀纪念馆并发表讲话。在出访以色列之前，梵蒂冈撤回了20年前对四位主教的开除令，包括否认犹太人大屠杀的英国前主教威廉森，引发一片哗然。本笃十六世是德国人，像当时多数德国年轻人一样，曾参加希特勒青年团和德军。教宗在大屠杀纪念馆的讲话为各方所关注，并引发争论。一些人认为教宗在讲话中没有为天主教会曾经排犹的历史道歉，也没有提及梵蒂冈在“二战”中对大屠杀的态度和教宗本人年轻时参加希特勒青年团和德军的经历；教宗使用“被杀死”而不是“被谋杀（屠杀）”这一词来描述犹太大屠杀也被部分人批评。

## 评价与获奖
- 著名的旅游攻略《孤独星球》如此介绍大屠杀纪念馆，“我们还没见过世界上比这里更令人感动、更有力量的博物馆。这座博物馆是献给死于纳粹之手的600万犹太人的纪念碑，它是令人清醒的，但同样是美丽并令人振奋的。”[19]
- 猫途鹰（TripAdvisor）将大屠杀纪念馆评为世界十大博物馆之一，在302个耶路撒冷景点中排名第二，仅次于西墙。[20]
- 2013年，美国总统奥巴马在以色列大屠杀纪念馆发表了讲话，“这是我第二次参观。（自我第一次参观）我曾经漫步在布痕瓦尔德（集中营）的铁丝网和哨楼。......我曾经站立在华沙隔都，和无法平静离开的幸存者一起。但是这都无法和（以色列大屠杀纪念馆），这一讲述犹太大屠杀全过程的圣地，撕裂人心的力量相比。我们可以一千次参观这里，每次都会心碎。”[21]
- 2013年12月，中国外交部长王毅访问该馆，“以色列大屠杀纪念馆通过大量史实和证言，把当年法西斯主义产生的根源、社会背景和整个过程全景式发掘和展示出来，还历史以真实，给后人以警示，值得我们深思。”[22]
- 一些中国网友参观以色列大屠杀纪念馆会联想起南京大屠杀纪念馆，并将两者对比。以色列方面费时费力，收集整理出三百多万遇害者姓名和个人信息的做法引起了反思，中国方面则仅统计出三千姓名。“这是何等复杂、艰难的工作，但以色列人一直在坚持，这份韧性，这份执着，这份对生命的尊重，这份对历史的尊重，震撼人心。反观我们自己，南京大屠杀死了多少人是个约数”，“南京的紀念館﹐30萬還只是一個數字，.......不是由一個一個農民﹐工人﹐學生﹐教師﹐軍人﹐僧侶﹐作家﹐音樂家等等活生生的人組成的。只要是帝王將相的政治﹐平民的死活就不會被重視﹐......南京大屠殺﹐由於政治原因而被忘卻甚至抹殺﹐又因為政治原因而被想起”。[23][24]